# Історія Європи
Історія Європи традиційно поділяється на чотири часові періоди: доісторична Європа (приблизно до 800 р. до н. е.), античність (800 р. до н. е. — 500 р. н. е.), середньовіччя (500 р. н. е. — 1500 р. н. е.) і сучасна епоха (з 1500 р.).
Перші ранні європейські сучасні люди з'являються в літописі скам'янілостей приблизно 48 000 років тому, в епоху палеоліту. Осіле землеробство ознаменувало початок неоліту, яке повільно поширювалося Європою з південного сходу на північ і захід. Пізніший період неоліту ознаменувався запровадженням ранньої металургії та використанням мідних інструментів і зброї, будівництвом мегалітичних споруд, прикладом яких є Стоунгендж. Під час індоєвропейських міграцій Європа бачила переселення народів зі сходу та південного сходу. Період, відомий як класична античність, розпочався з виникненням міст-держав у Стародавній Греції. Пізніше Римська імперія стала домінувати над усім Середземноморським басейном. Період переселення германців розпочався наприкінці 4 століття нашої ери, поступово варвари вторглися до різних частин Римської імперії.
Падіння Західної Римської імперії в 476 році нашої ери традиційно знаменує собою початок середньовіччя. Тоді як Східна Римська імперія існувала ще 1000 років, колишні землі Західної частини імперії були роздроблені на низку різних держав. У той же час ранні слов'яни почали формуватися як окрема група в центральній і східній частинах Європи. Першою великою імперією середньовіччя було Франкське королівство Карла Великого, тоді як ісламське завоювання Іберії заснувало Аль-Андалус. В еру вікінгів відбулося друге велике переселення скандинавських народів. Спроби відвоювати Левант у мусульманських держав, які його окупували, зробили середньовіччя епохою хрестових походів, тоді як політична система феодалізму досягла свого розквіту. Пізнє середньовіччя ознаменувалося значним скороченням населення, оскільки Європі загрожувала бубонна чума, а також вторгнення монголів з євразійського степу. Наприкінці середньовіччя настав перехідний період, відомий як Відродження.
Ранньомодерну Європу зазвичай датують кінцем XV століття. Технологічні зміни, такі як порох і друкарський верстат, змінили спосіб ведення війни, процес збереження та поширення знань. Протестантська Реформація спровокувала фрагментацію релігійної думки, що призвело до релігійних воєн. Доба великих географічних відкриттів привела до колонізації земель поза межами Європи. Після 1800 року промислова революція принесла до Західної Європи накопичення капіталу та швидку урбанізацію, кілька країн перейшли від абсолютистського правління до парламентських режимів. В епоху революцій давно усталені політичні системи були зруйновані.
У XX столітті Перша світова війна призвела до кардинальної зміни мап Європи, замість великих імперій постали менші національні держави. Політичні проблеми призвели до Другої світової війни, під час якої нацистська Німеччина вчинила Голокост. Після Другої світової більша частина Європи розділена залізною завісою на два військові блоки — НАТО та держави Варшавського пакту. У післявоєнний період відбулася деколонізація, коли західноєвропейські колоніальні імперії були демонтовані. В останні десятиліття відбулося падіння диктатур, що залишилися в Західній Європі, і поступова політична інтеграція, яка призвела до Європейських Спільнот, які в 1993 році стали Європейським Союзом (ЄС). Після революцій 1989 року всі європейські комуністичні держави перейшли до капіталізму. XXI століття почалося з поступового приєднання колишніх соціалістичних держав до Європейського Союзу. Паралельно Європа постраждала від великої рецесії та її наслідків, європейської міграційної кризи та російсько-української війни, яке в 2022 році переросло в повномасштабне російське вторгнення в Україну.

## Доісторична Європа

### Палеоліт

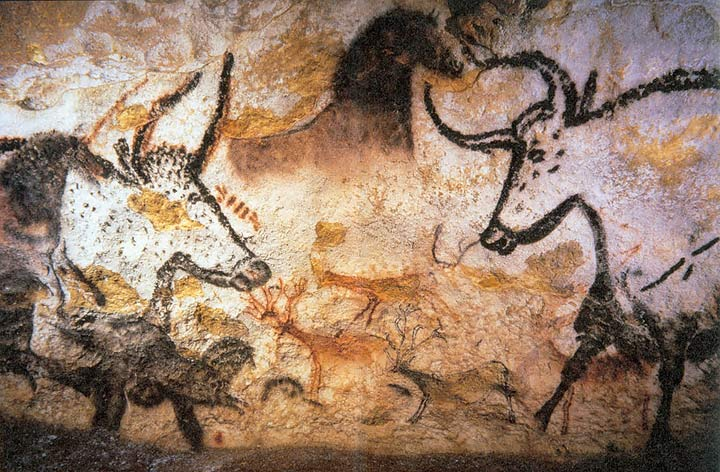
Тури, палеолітичний печерний живопис в печері Ласко, Франція.

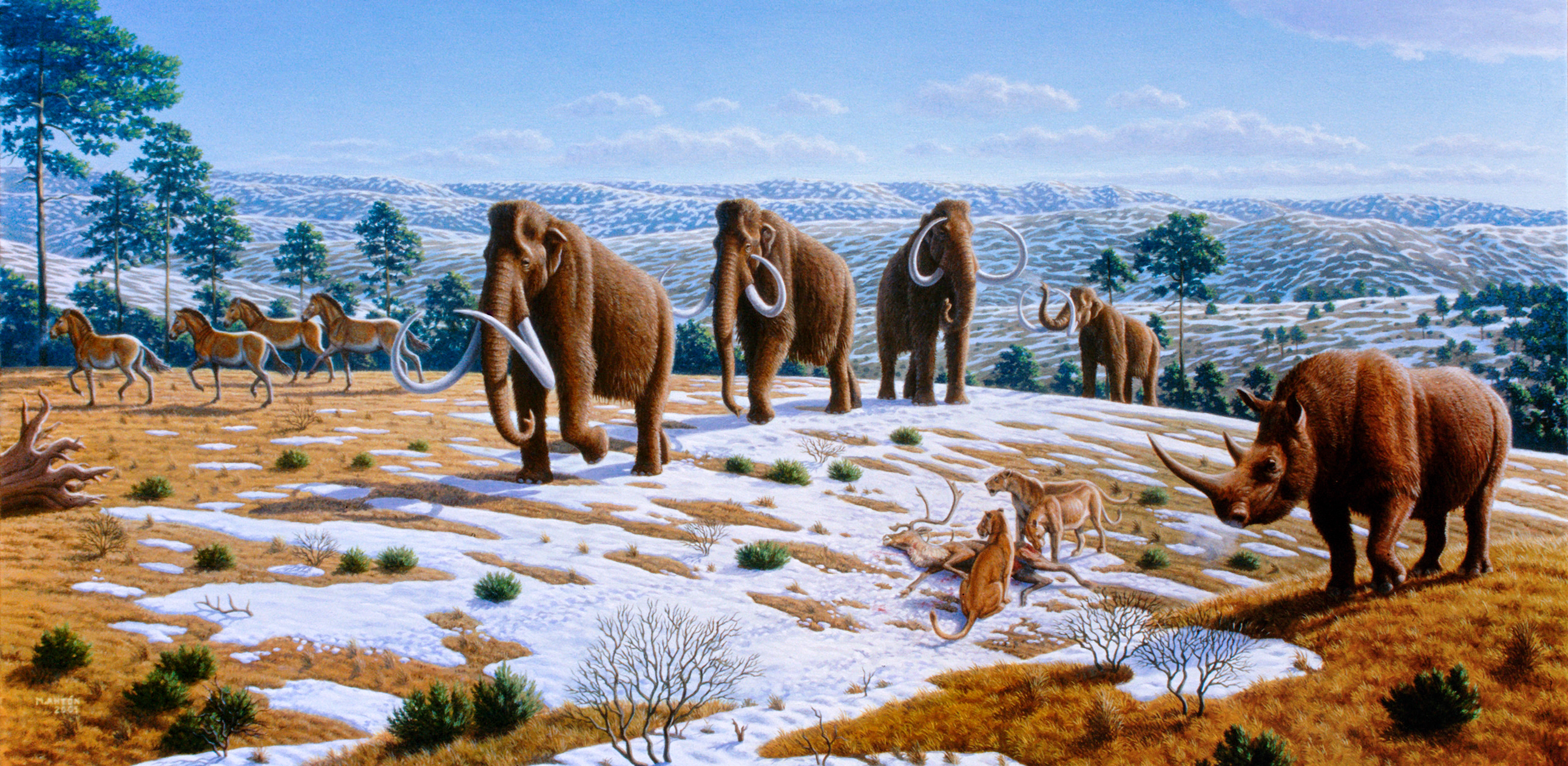
У пізньому плейстоцені відбулося вимирання численних переважно видів мегафавни, що збіглося за часом з ранніми міграціями людини через континенти.

Європа залишалася незаселеною людьми досить довго порівняно з іншими континентами. Найімовірнішою є гіпотеза, що Людина прямоходяча (Homo erectus) і неандертальці (Homo neanderthalensis) мігрували з Африки в Європу перед появою сучасної людини, і що відбулося це в половині віллафранкського часу. На південному сході Європи, у Грузії в місті Дманісі, були знайдені останки людей, які жили 1,8 мільйона років тому і належали до форми, як припускають, перехідної між Людиною умілою (Homo habilis) і Людиною прямоходячою, пізніше ці люди розселилися по всій південній Азії. Цю форму виділили в окремий вид — Людина грузинська (Homo georgicus), і ймовірно, що всі останки належать особинам однієї популяції, яка є найдавнішою в Європі. Деякі локально розвинені культури перехідного періоду (улуцька культура в Італії та Греції, альтмюліанська в Німеччині, селетська у Центральній Європі та шательперонська на південному заході) використовували технології пізнього палеоліту в дуже ранніх століттях.
Достатньою ж мірою заселили Європу гейдельберзька людина і її імовірний нащадок неандерталець, причому європейські неандертальці мали певні фенотипічні і генотипичні відмінності від неандертальців інших континентів, які можливо виникли внаслідок адаптації до кліматичних умов і схрещування популяцій на всьому континенті.

Неолітичне поширення археологічних культур з 7-го по 5-те тисячоліття до н. е.

Найраніша поява людей сучасного фізичного типу (або підвид Homo sapiens sapiens) в Європі датується приблизно 35 тис. років тому і зазвичай пов'язується з кроманьйонцями. Деякі локально розвинуті перехідні культури, наприклад Шательперон, чітко використовували технології верхнього палеоліту в дуже ранні терміни і є сумніви про те, хто були їхні носії: людина розумна, неандерталець чи нащадки від змішаних шлюбів цих видів. Технології палеоліту досягли значного розвитку в оріньяцькій культурі, що походить з Леванту (ахмарська) та Угорщини (перша повна ориньякська). До 35 000 років до нашої ери оріньяцька культура та її технології поширилися більшою частиною Європи. Останні неандертальці, можливо, були змушені відступити до південної половини Піренейського півострова. Близько 29 000 років до нашої ери в західному регіоні Європи з'явилася нова ґраветтська культура. Вважається, що ця культура прийшла з міграцією людей з Балкан (див. Козарника).

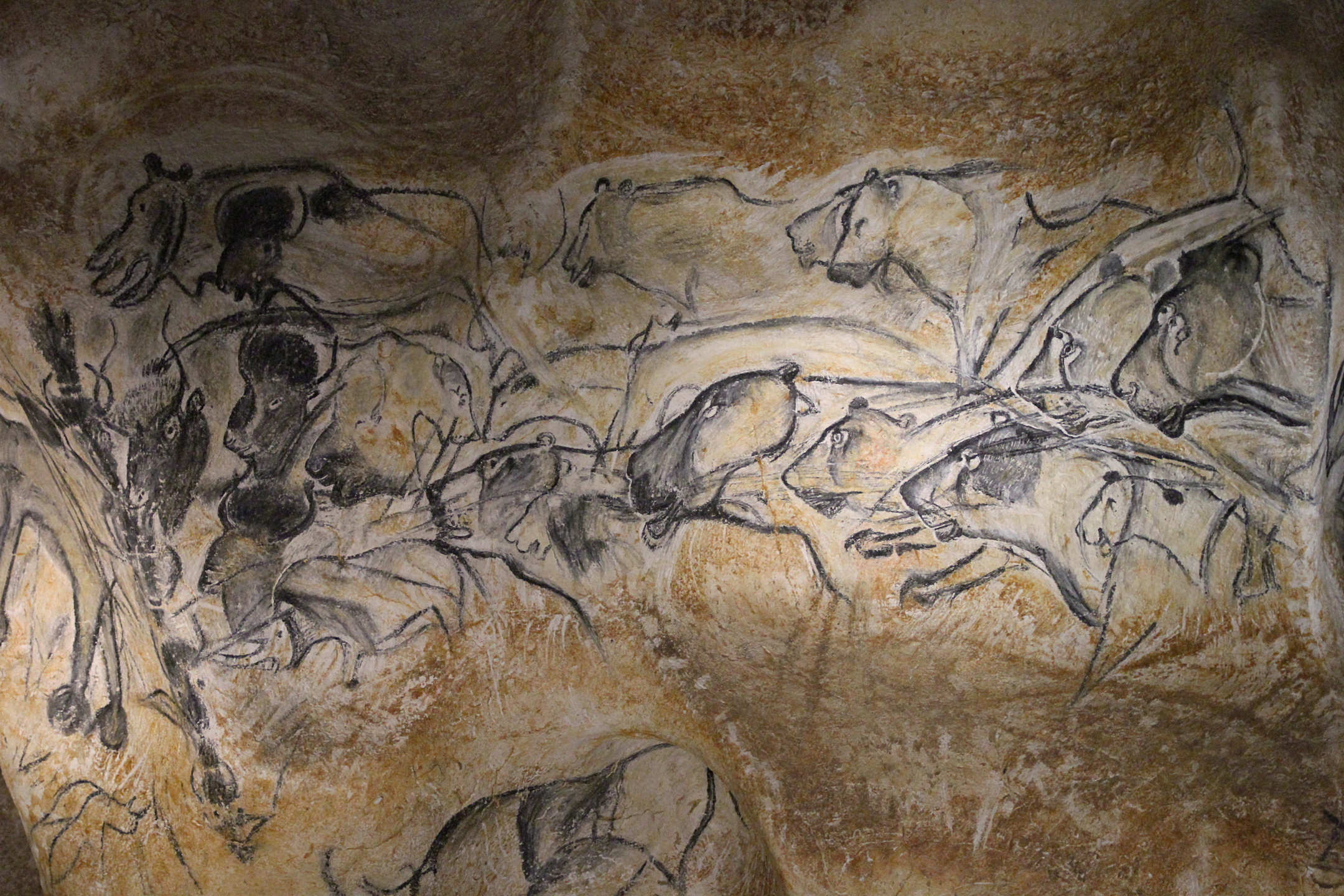
Печерний живопис Шове, оріньяцька культура, Франція, бл. 30 000 років до нашої ери.

Близько 16,000 років до нашої ери в Європі з'явилася нова культура, відома як маґдаленська, яка, ймовірно, походить від старої ґраветтської культури. Ця культура незабаром витіснила солютрейську та ґраветтську у Франції, Іспанії, Німеччини, Італії, Польщі, Португалії та Україні. Гамбурзька культура переважала в Північній Європі в XIV і XIII тисячолітті до нашої ери, як кресвелліанська (також названа британською пізньомагдаленською) невдовзі на Британських островах. Близько 12,500 років до нашої ери закінчилося вюрмське зледеніння. Маґдалинська культура проіснувала до бл. 10 000 р. до н. е., коли вона швидко еволюціонувала у дві мікролітичні культури: Азильську (федермессерську) в Іспанії та південній Франції, а потім совтерську на півдні Франції та тарденуазську в Центральній Європі, тоді як у Північній Європі лінґбійська змінила гамбурзьку культуру з впливом також федермессерів.

### Неоліт і мідний вік

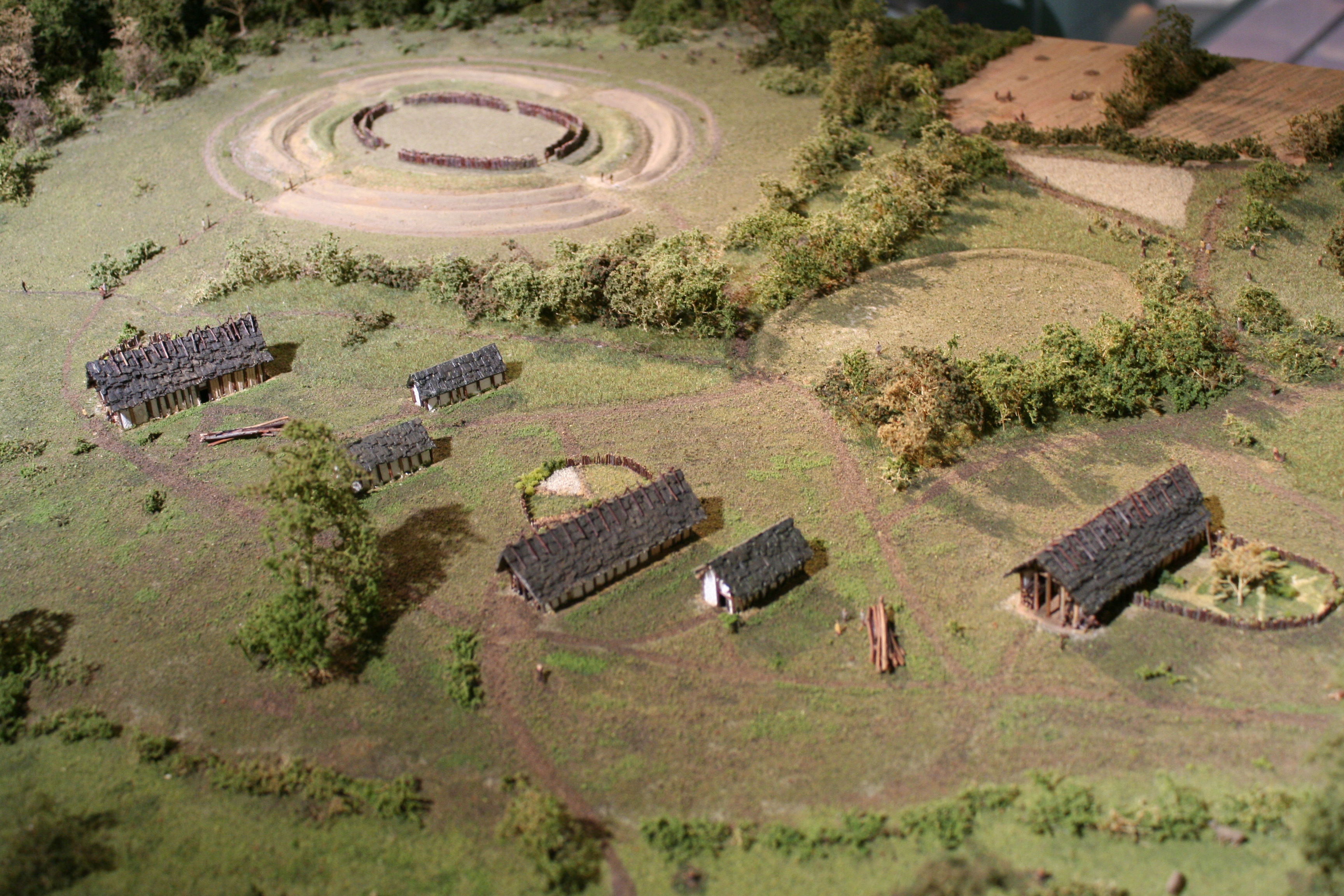
Поселення культури лінійної кераміки, Німеччина, бл. 4700 рік до нашої ери.

Історія постійного поселення на Балканах датуються 8-м тисячоліттям до нашої ери. Неоліт досяг Центральної Європи в 6-му тисячолітті до н. е., а частини Північної Європи — у 5-4-му тисячолітті до н. е. Сучасне корінне населення Європи в основному походить від трьох різних ліній: мезолітичних мисливців-збирачів, похідних від кроманьйонців, ранніх європейських землеробів, які мігрували з Анатолії під час неолітичної революції, і ямних скотарів, які поширилися в Європу в контексті індоєвропейської експансії. Індоєвропейські міграції почалися в Південно-Східній Європі близько 4200 року до нашої ери через території навколо Чорного моря та Балканського півострова. У наступні 3000 років індоєвропейські мови поширилися Європою.

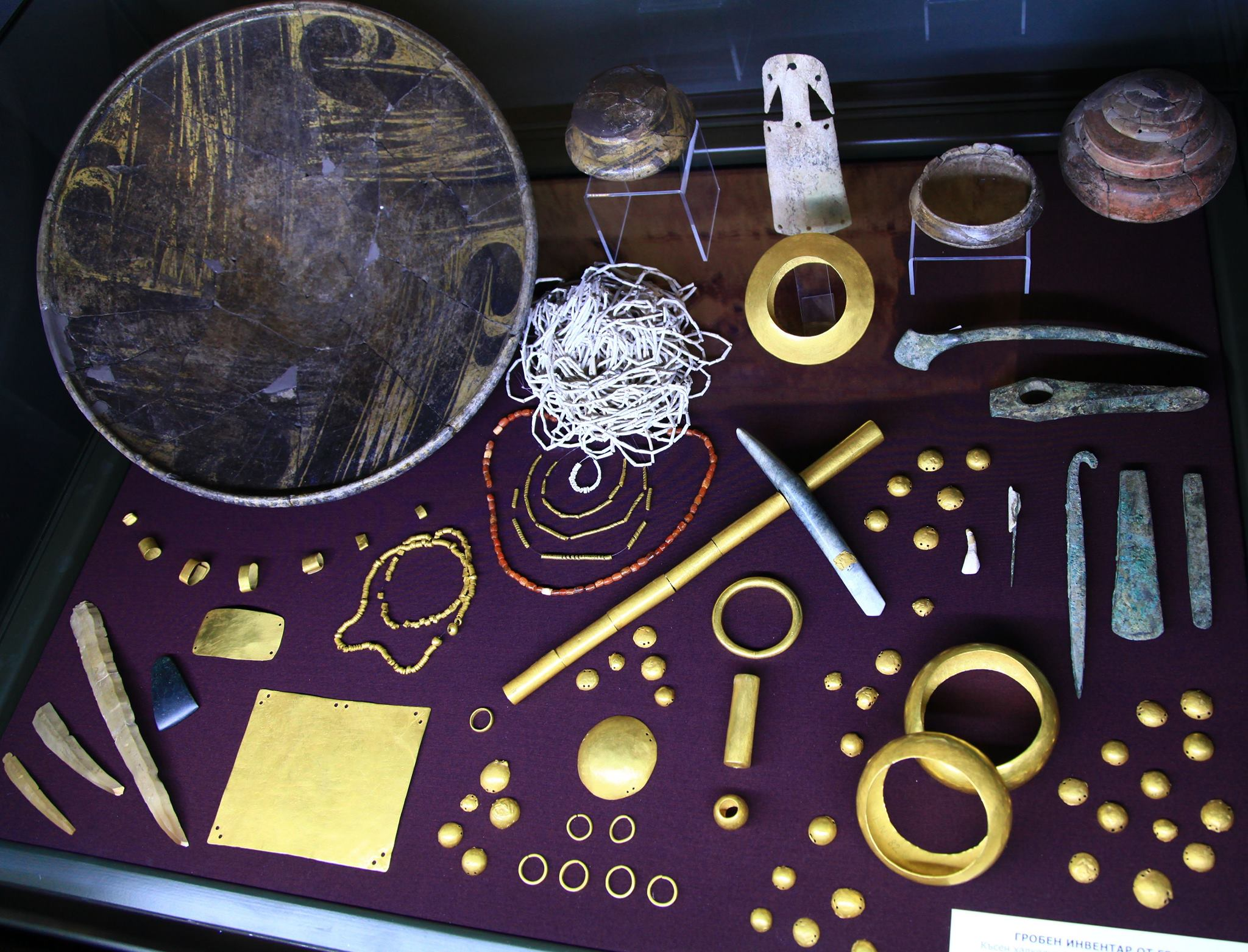
Артефакти з, Болгарія, бл. 4500 рік до нашої ери.

Приблизно в цей час, у 5 тисячолітті до нашої ери, розвинулася варненська культура. У 4700 — 4200 рр. до н. е. місто Сольніцата, яке вважається найдавнішим доісторичним містом Європи, процвітало.

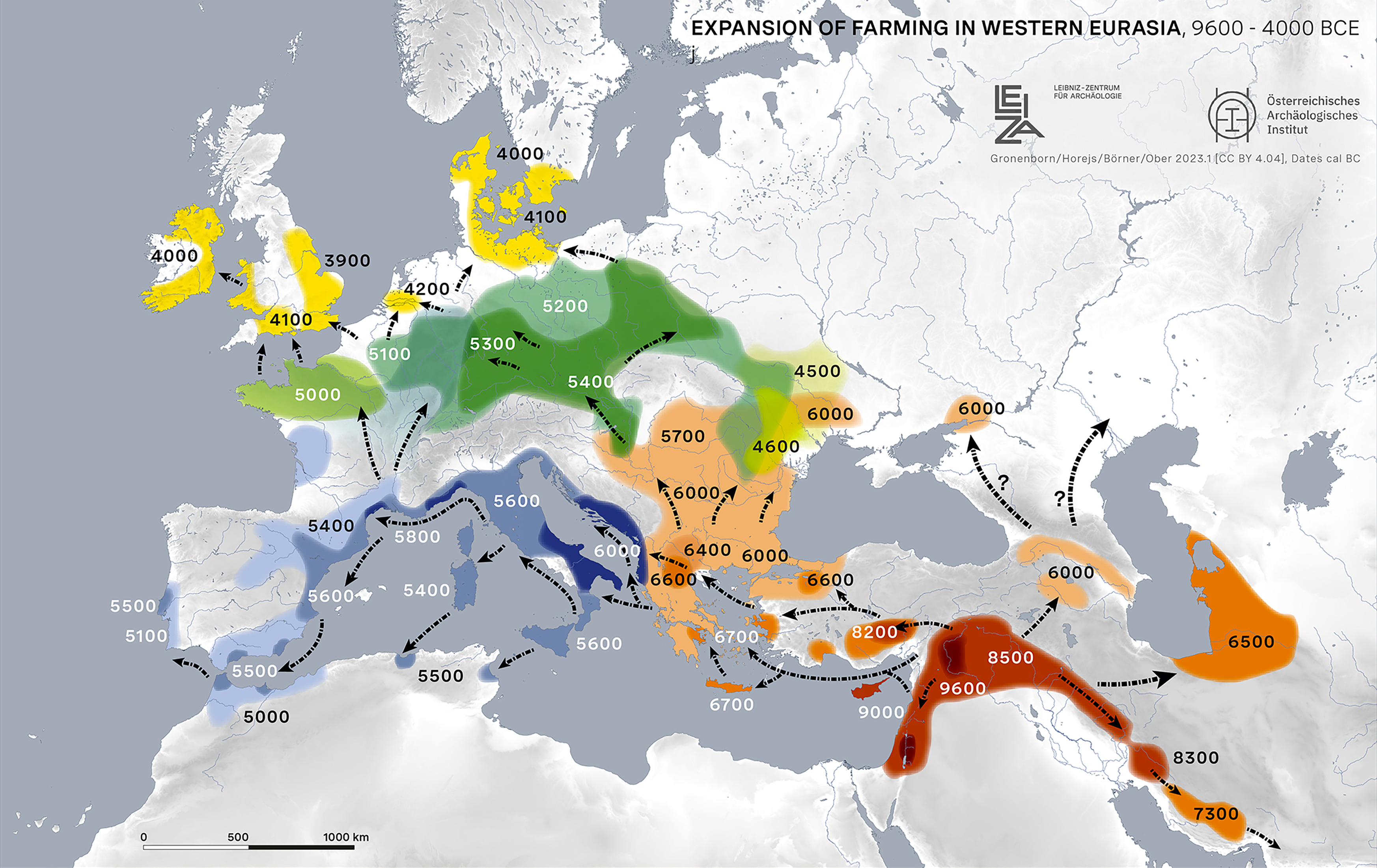
Неолітична експансія в Європі, 7000-4000 років до н.е.
Європа пізнього неоліту, бл. 5000-3500 років до нашої ери.

## Стародавня історія

### Бронзовий вік

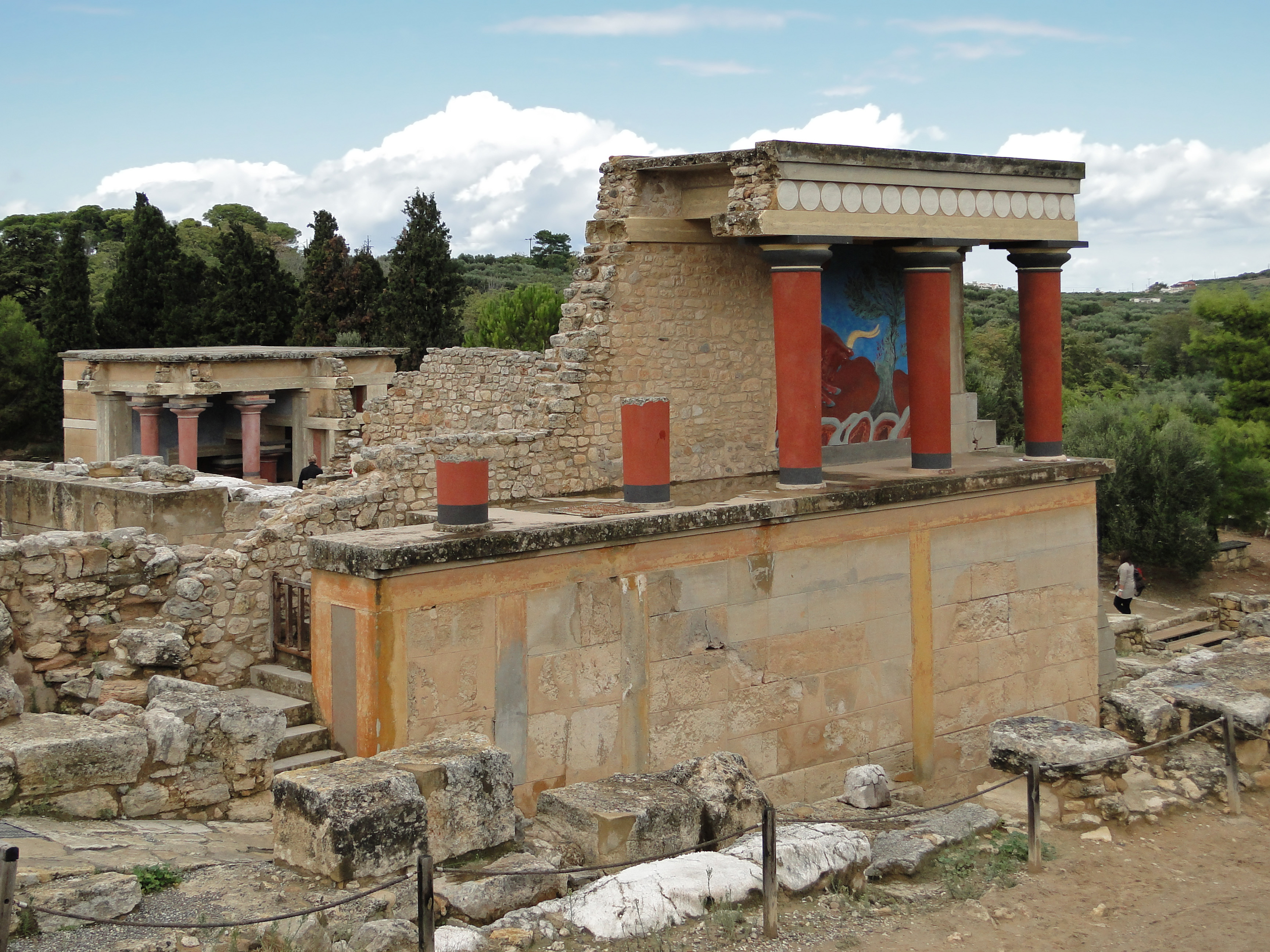
Частково реконструйовані руїни Кносса, Крит, бл. 1700 рік до нашої ери.

Першою відомою грамотною цивілізацією в Європі була мінойська цивілізація, яка виникла на острові Крит і процвітала приблизно з XXVII століття до н. е. до XV століття до н.е.
На зміну мінойцям прийшла мікенська цивілізація (або егейська культура), яка процвітала в період приблизно між 1600 роком до н. е., коли елладська цивілізація в материковій Греції була трансформована під впливом мінойського Криту, та 1100 роком до н. е. Найбільшими мікенськими містами були Мікени і Тиринф в Арголіді, Пілос в Мессенії, Атени в Аттиці, Теби і Орхомен в Беотії, Іолк у Тессалії. На Криті мікенці зайняли Кносс. Мікенські поселення також з'явилися в Епірі, Македонії на островах Егейського моря, на узбережжі Малої Азії, Леванту, на Кіпрі та в Італії. Мікенські артефакти були знайдені далеко за межами мікенського світу.
Наприкінці III — на початку II тисячоліття до н. е. наймогутнішим було Критська держава — таласократія, яка займала винятково вигідне географічне положення, мала потужний флот. Критські майстри тонко обробляли бронзу (але не знали заліза), виготовляли і розписували керамічний посуд зображеннями рослин, тварин, людей.

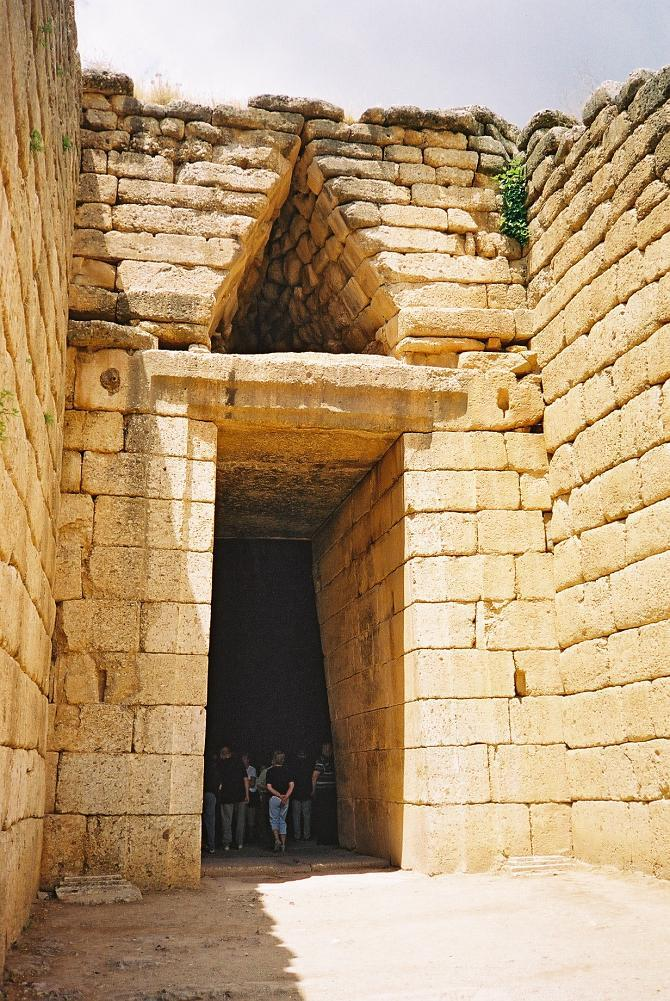
Скарбниця Атрея, або Гробниця Агамемнона в Мікенах 1250 р. до н.

На відміну від мінойців, чиє суспільство отримувало вигоду від торгівлі, мікенці просувалися шляхом завоювань. У мікенській цивілізації домінувала войовнича аристократія. Близько 1400 р. до н. е. мікенці поширили свій контроль на Крит, центр мінойської цивілізації, і прийняли форму мінойського письма (лінійне письмо А), щоб з часом писати своєю ранньою формою грецької мови лінійним письмом Б.
Так з середини II тисячоліття до н. е. центром грецької цивілізації стали Мікени, населені греками-ахейцями. Його оточували могутні оборонні стіни, складені з величезних, грубо обтесаних кам'яних блоків. Головні Левові ворота прикрашала трикутна стела із рельєфним зображенням двох левиць. Генріх Шліман знайшов також золоту усипальницю мікенських царів — гробницю Атрея — розташовані по колу підземні споруди із купольними склепіннями. Мікени очолили ахейців у Троянській війні, оспіваній в «Іліаді», яка приписується авторству Гомера.
Мікенська цивілізація загинула разом із крахом цивілізації бронзового віку на східному узбережжі Середземного моря. Крах зазвичай приписують дорійському вторгненню, хоча висуваються й інші теорії, що описують стихійні лиха та зміну клімату. Якими б не були причини, мікенська цивілізація зникла після LH III C, коли міста Мікени та Тиринф були зруйновані та втратили своє значення. Цей кінець, протягом останніх років XII століття до нашої ери, стався після повільного занепаду Мікенської цивілізації, який тривав багато років, перш ніж вимерти. Початок 11 століття до нашої ери відкрив новий контекст, протогеометричний, початок геометричного періоду, грецькі темні віки традиційної історіографії.
Поштовхом до початку досліджень англійського археолога Артура Еванса на Криті послужили сюжети давньогрецьких міфів про майстра Дедала, що побудував у Кноссі для царя Міноса палац-лабіринт, і про героя Тесея, що переміг мешканця лабіринту Мінотавра і знайшов зворотний шлях за допомогою «нитки Аріадни». Мікени були відкриті Генріхом Шліманом після розкопок в Малій Азії, де він відшукав легендарну Трою.
Крах бронзової доби можна розглядати в контексті технологічної історії, яка спостерігала повільне поширення технології обробки заліза з сучасних Болгарії та Румунії в XIII та XII століттях до нашої ери.
Культура курганних поховань і наступна культура полів поховальних урн у Центральній Європі, зокрема і на території України, були частиною походження римської та грецької культур.

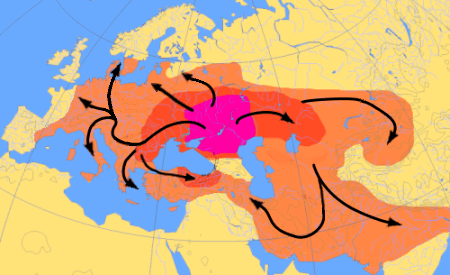
Індоєвропейські міграції з бл. 4000-1500 років до нашої ери за курганною гіпотезою.
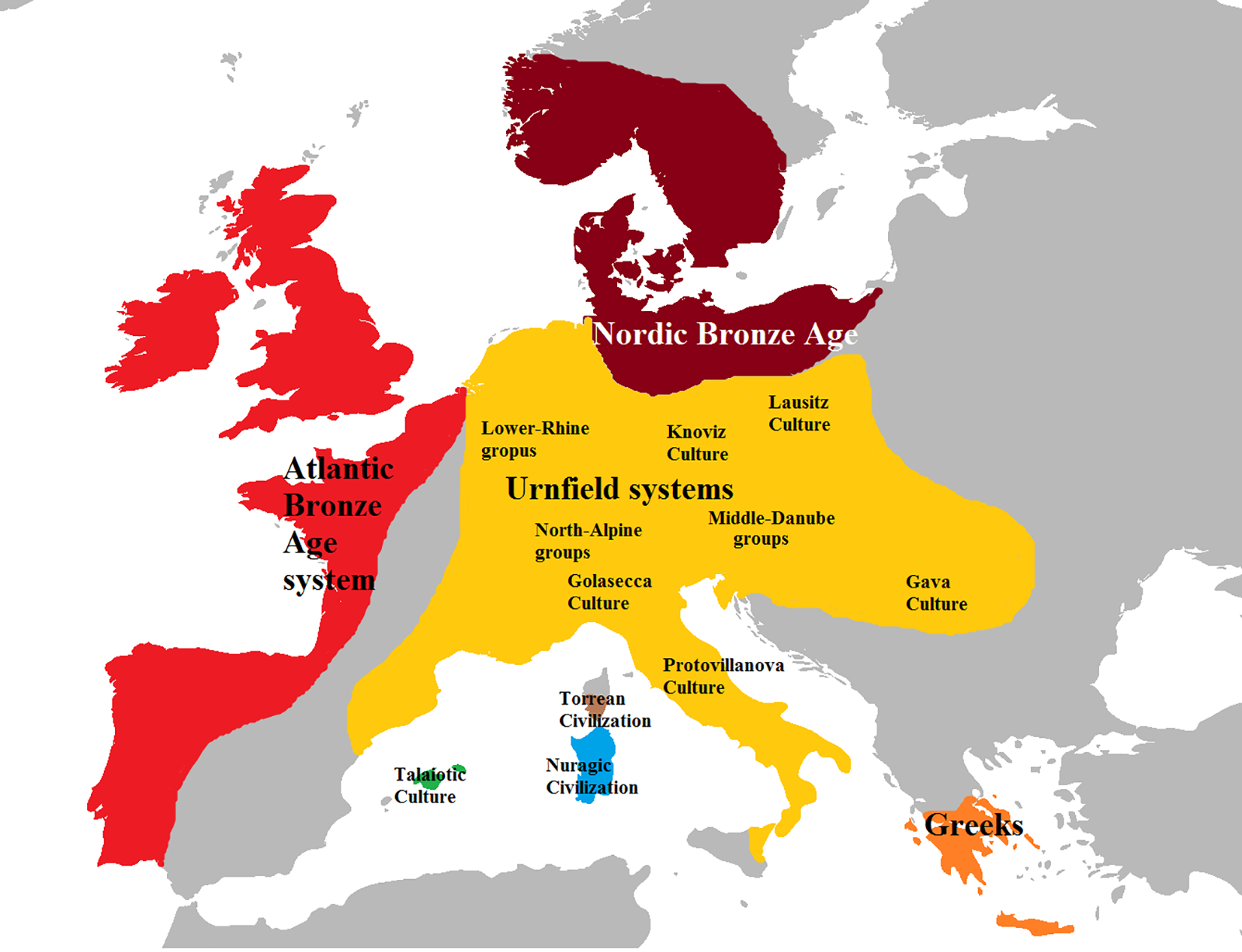
Європа пізньої бронзи, бл. 1300-900 роки до нашої ери.

### Класична античність

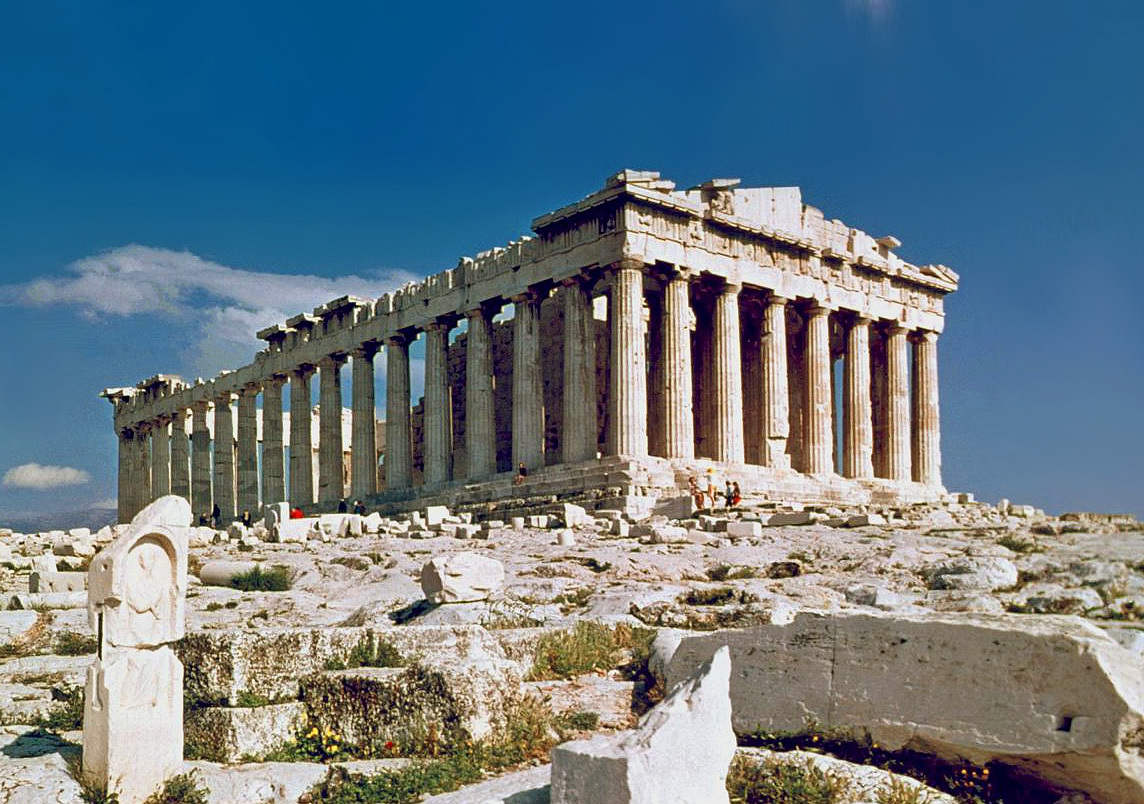
Партенон, храм на Акрополі (місто на вершині пагорба) впав до Риму в 176 році до нашої ери.

Класична античність, також відома як класична ера, класичний період, класична епоха або просто античність, — це період культурної історії між VIII століттям до нашої ери та V століттям, який включає переплетення цивілізацій стародавньої Греції та стародавнього Риму, відомих разом як греко-римський світ, зосереджений на Середземноморському басейні. Це період, протягом якого Стародавня Греція та Стародавній Рим процвітали та мали великий вплив у більшій частині Європи, Північної Африки та Західної Азії.

### Стародавня Греція
Історія Греції після дорійського вторгнення починається неначе заново. Знову відбувається розкладання первіснообщинних відносин, формування державности, відродження матеріальної культури. Цей період тривав приблизно з XI по IX століття і називається темними століттями, а також гомерівським періодом, оскільки відомий насамперед за поемами «Іліада» і «Одіссея», приписуваними авторству Гомера. Темні століття — доба натурального господарства, адже з усіх досягнень мікенців дорійці запозичили тільки гончарне коло, техніку обробки металу та прийоми кораблебудування, культуру вирощування винограду і оливкових дерев. Втім дорійці принесли з собою мистецтво виплавки і обробки заліза, практику використання його не тільки як прикраси, але й у виготовленні знарядь та військовій справі.
Еллінська цивілізація являла собою сукупність міст-держав або полісів з різними урядами та культурами, які досягли помітних досягнень у державному управлінні, філософії, науці, математиці, політиці, спорті, театрі та музиці.
Наймогутнішими містами-державами були Атени, Спарта, Теби, Коринф і Сиракуза. Атени були могутнім еллінським містом-державою і керували собою за допомогою ранньої форми прямої демократії, винайденої Клісфеном; громадяни Атен самі голосували за закони та виконавчі законопроєкти. Атени були батьківщиною Сократа, Платона та власне Академії Платона.

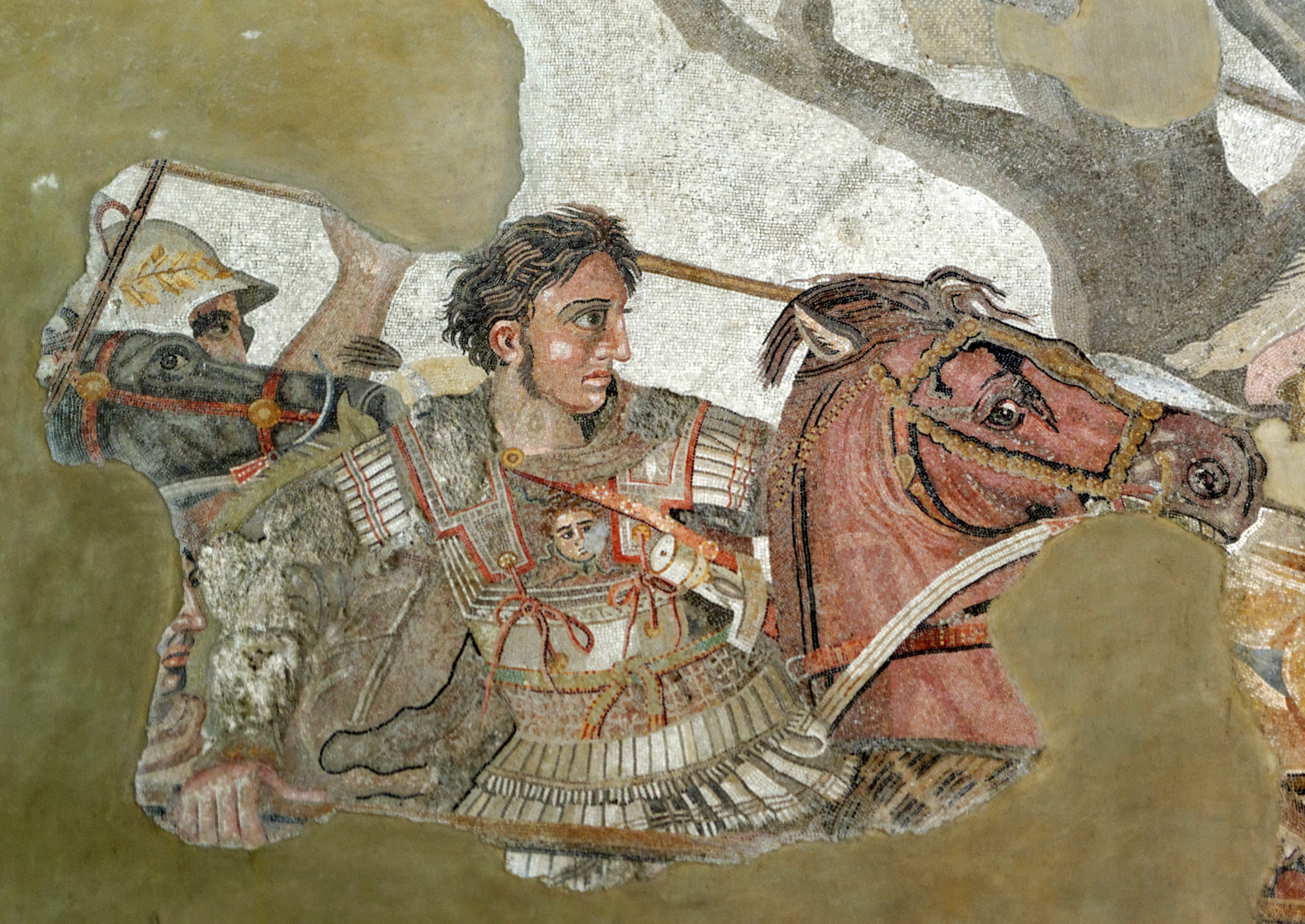
Мозаїка, на якій зображено бій Александера Македонського з Дарієм III.

Еллінські міста-держави заснували колонії на узбережжі Чорного та Середземного морів (Мала Азія, Сицилія та Південна Італія у Великій Греції). Наприкінці VI століття до нашої ери грецькі міста-держави в Малій Азії були включені до складу Перської імперії, у той час як остання здобула територіальні завоювання на Балканах (таких як Македонія, Тракія, Пеонія тощо). У V столітті до нашої ери деякі грецькі міста-держави спробували повалити перське панування в Іонійському повстанні, яке зазнало невдачі. Це стало поштовхом до першого перського вторгнення на материкову Грецію. У якийсь момент під час наступних греко-перських воєн, а саме під час другого перського вторгнення в Грецію, а саме після битви при Фермопілах і битви при Артемісії, майже вся Греція на північ від Коринфського перешийка була захоплена персами, але грецькі міста-держави досягли остаточної перемоги в битві при Платеях. Після закінчення греко-перських війн перси були змушені покинути свої території в Європі. Греко-перські війни та перемога грецьких міст-держав безпосередньо вплинули на весь подальший хід європейської історії та задали її подальший тон. Деякі грецькі міста-держави сформували Делоську лігу, аби продовжити боротьбу з Персією, але становище Атен як лідера цієї Ліги призвело до того, що Спарта сформувала конкурентну Пелопоннеську лігу. Почалися пелопоннеські війни, і Пелопоннеська ліга перемогла. Згодом невдоволення спартанською гегемонією призвело до коринтської війни та поразки Спарти в битві при Левктрі. У той же час на півночі панувало Фракійське Одриське царство між V століттям до нашої ери та I століттям.
Еллінська боротьба залишила грецькі міста-держави вразливими, і Філіп II Македонський об'єднав грецькі міста-держави під своїм контролем. Син Філіпа ІІ, відомий як Олександр Македонський, вторгся в сусідню Персію, повалив і інкорпорував її володіння, а також вторгся в Єгипет і дійшов аж до Індії, розширивши контакти з людьми та культурами в цих регіонах, що ознаменувало початок Елліністичний період.
Після смерти Александра Македонського його імперія розпалася на кілька держав, якими правили його генерали, діадохи. Діадохи воювали один проти одного в серії конфліктів, які називаються війнами діадохів. На початку II століття залишилося лише три великі держави: елліністичний Єгипет Птолемеїв, Держава Селевкідів і Македонія. Ці держави поширили грецьку культуру в такі далекі регіони, як Бактрія.

### Стародавній Рим

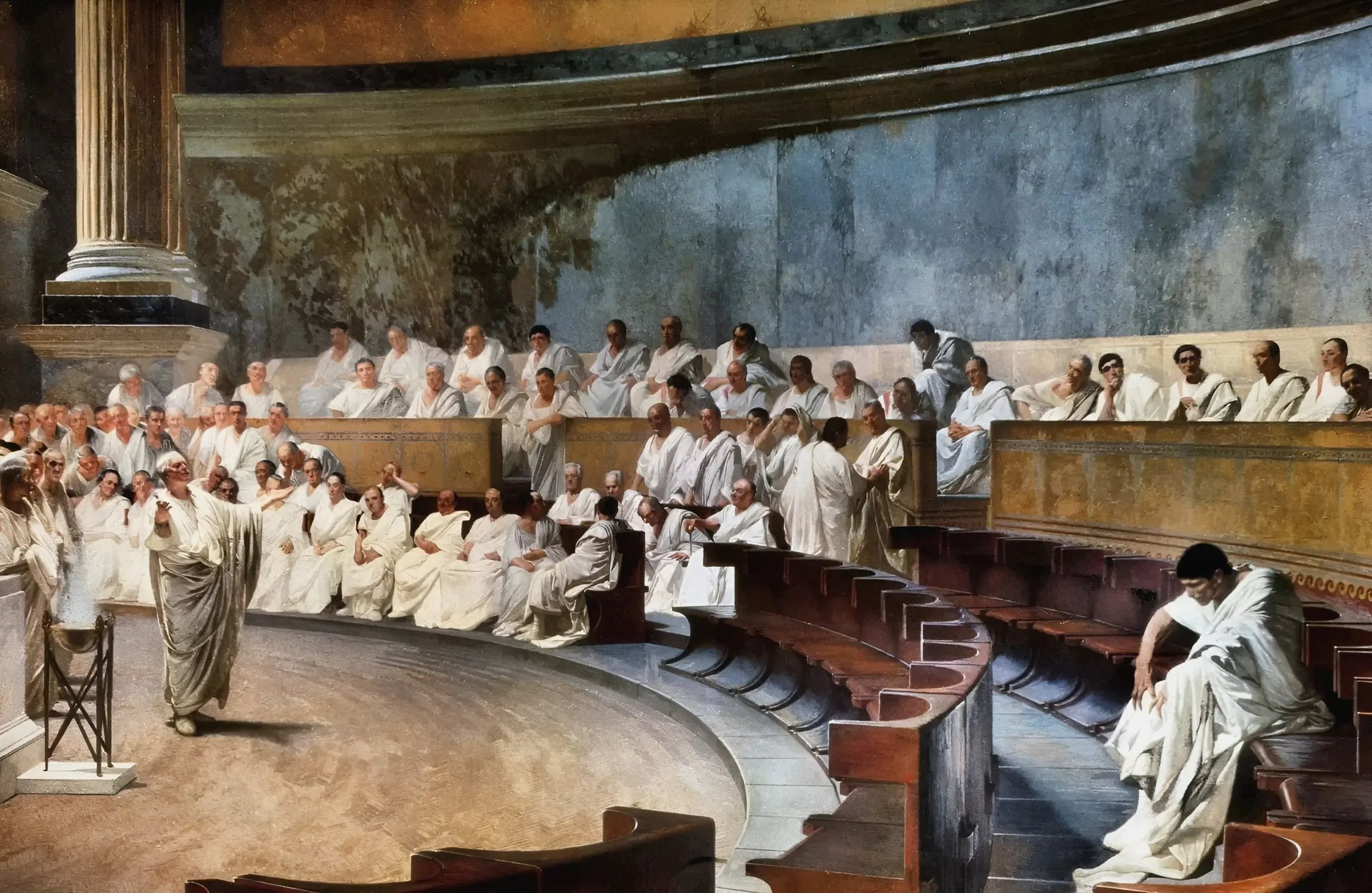
Цицерон звертається до римського сенату, щоб засудити змову Катіліна з метою повалення Республіки,.

Значна частина грецьких знань була засвоєна Римською державою, що зароджувалася, коли вона розширювалася з Італії, користуючись нездатністю своїх ворогів об'єднатися: єдиним викликом римському піднесенню стала фінікійська колонія Картаген і її поразки в трьох пунічних війнах ознаменував початок римської гегемонії. Спочатку керований королями, а потім як сенатська республіка (Римська республіка), Рим став імперією наприкінці I століття до нашої ери за правління Октавіана Авґуста та його авторитарних наступників.
Римська імперія мала свій центр у Середземному морі, контролюючи всі краї на його берегах; північний кордон проходив по річках Рейн і Дунай. При імператорі Траяні (II ст. н. е.) імперія досягла свого максимального розширення, контролюючи приблизно 5 900 000 км2 (2 300 000 миля2) земної поверхні, включаючи Італію, Галлію, Далмацію, Аквітанію, Британію, Бетику, Іспанію, Тракію, Македонію, Грецію, Мезію, Дакію, Паннонію, Єгипет, Анатолію, Каппадокію, Вірменію, Кавказ, Північну Африку, Левант і частини Месопотамії. Pax Romana, період миру, цивілізації та ефективного централізованого уряду на підвладних територіях закінчився в ІІІ столітті, коли низка громадянських війн підірвала економічну та соціальну силу Римської імперії.
У IV столітті імператори Діоклетіан і Костянтин Великий змогли уповільнити процес занепаду, розділивши імперію на західну частину зі столицею в Римі та східну частину зі столицею у Візантію, або Константинополі (нині Стамбул). Константинополь зазвичай вважається центром «східної православної цивілізації». У той час як Діоклетіан жорстоко переслідував християнство, Костянтин оголосив про офіційне припинення спонсорованих державою переслідувань християн у 313 році Міланським едиктом, таким чином заклавши основу для того, щоб Християнська церква стала державною церквою Римської імперії приблизно у 380 році.

Римська імперія неодноразово зазнавала нападів загарбницьких армій з Північної Європи, і в 476 році Рим остаточно впав. Ромул Авґуст, останній імператор Західної Римської імперії, здався германському королю Одоакру.

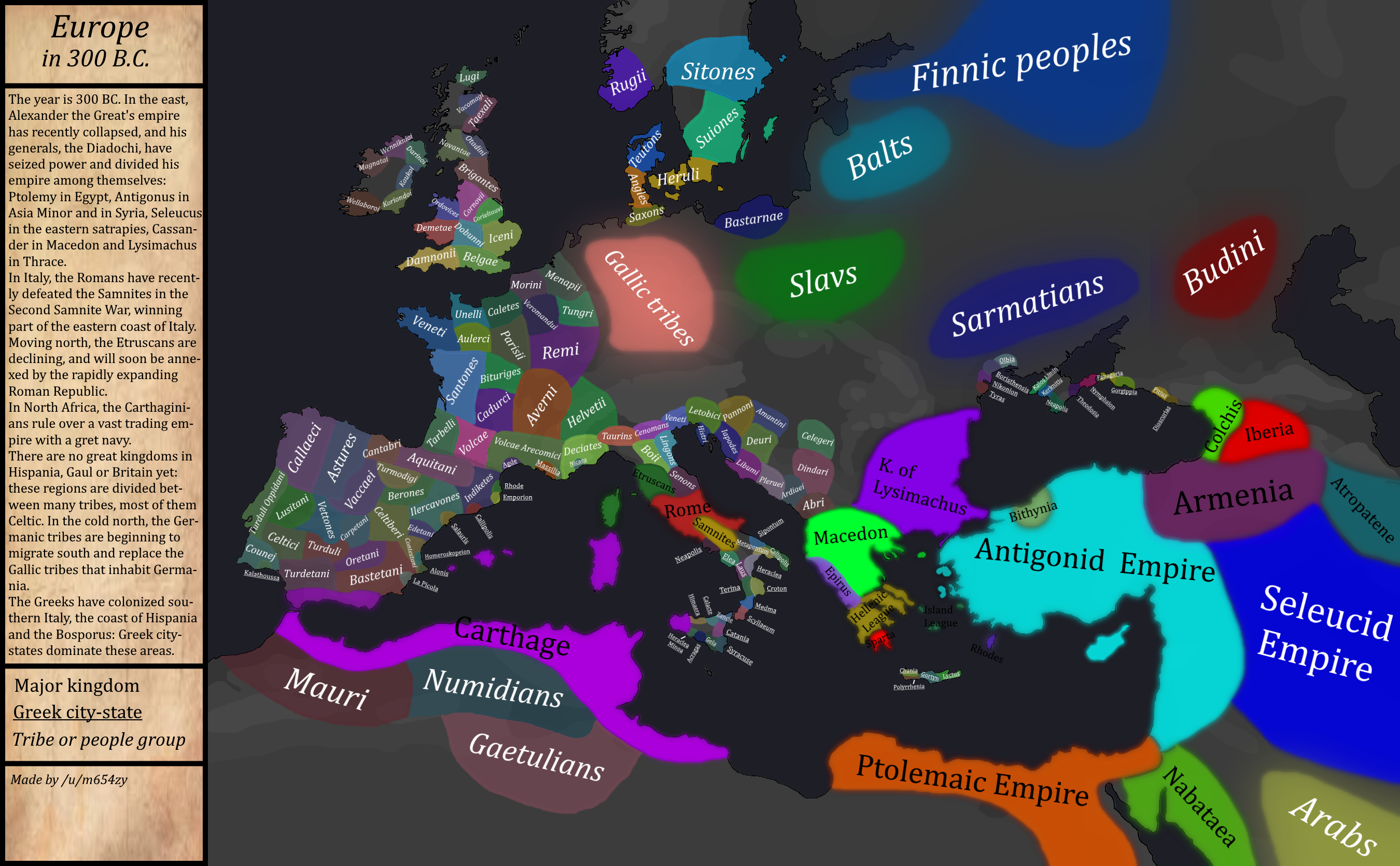
Європа в 301 році до н.е.
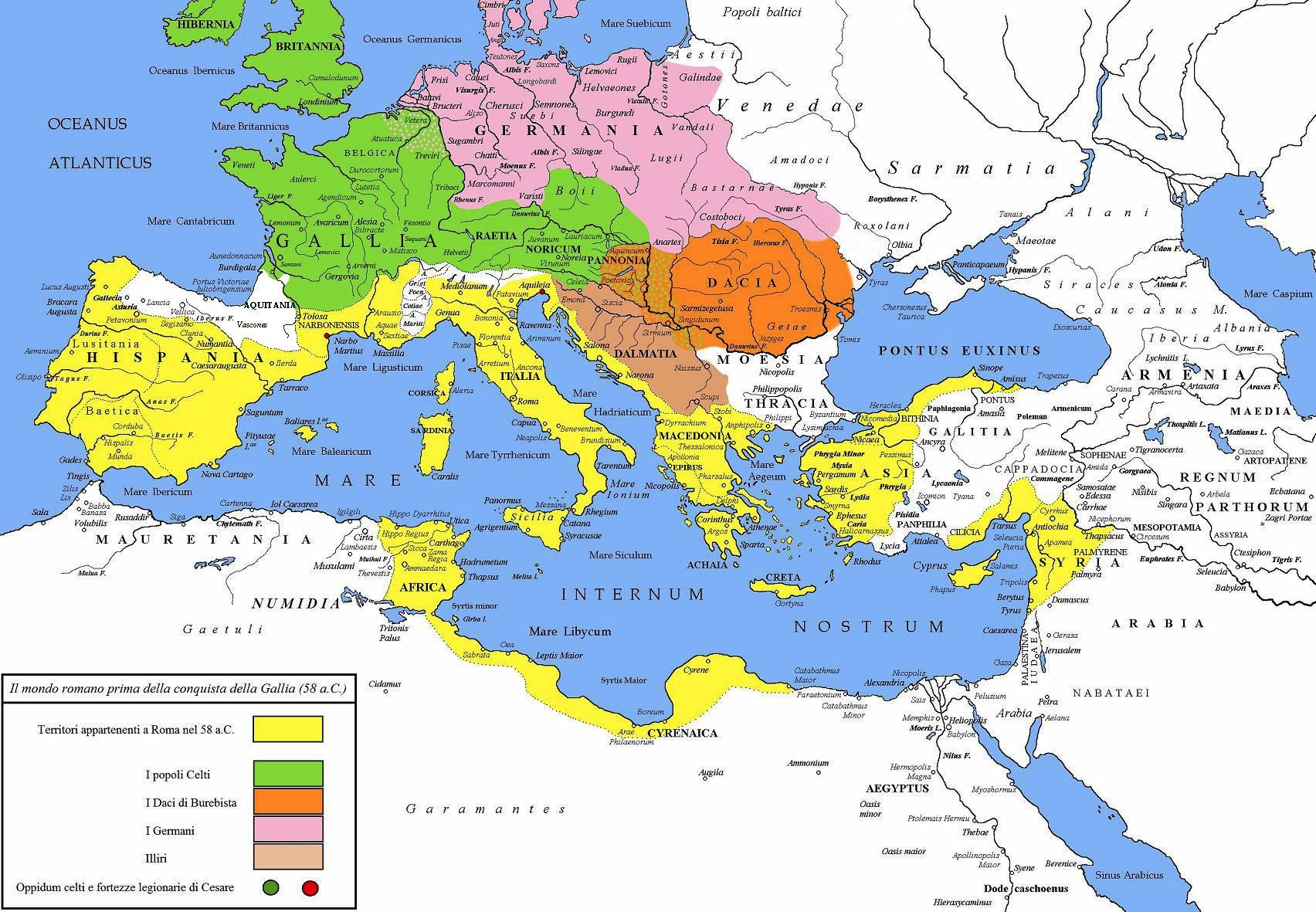
Римська республіка та її сусіди у 58 р. до н. е.
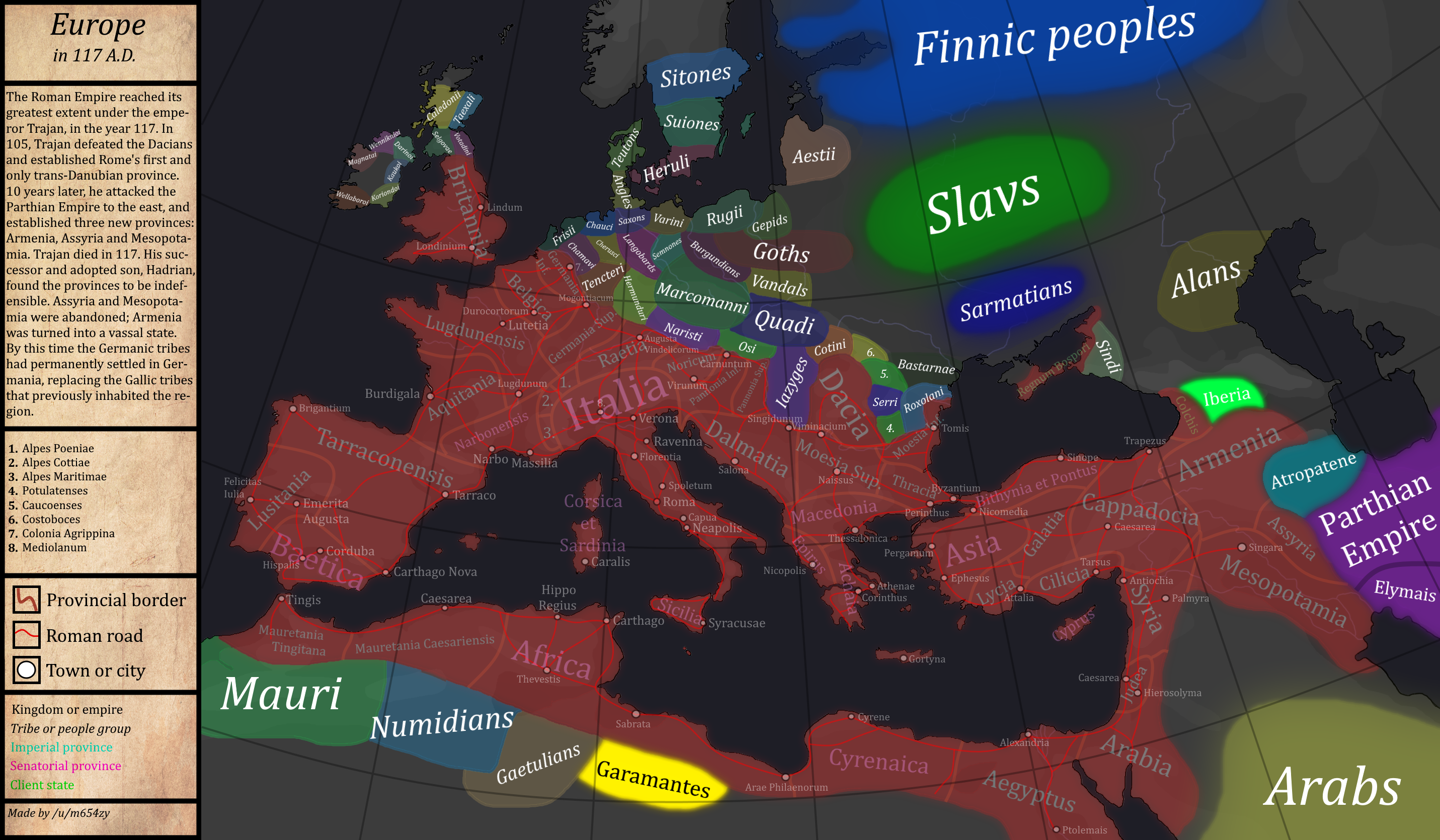
Римська імперія досягла свого найбільшого піку в 117 році, за правління імператора Траяна.
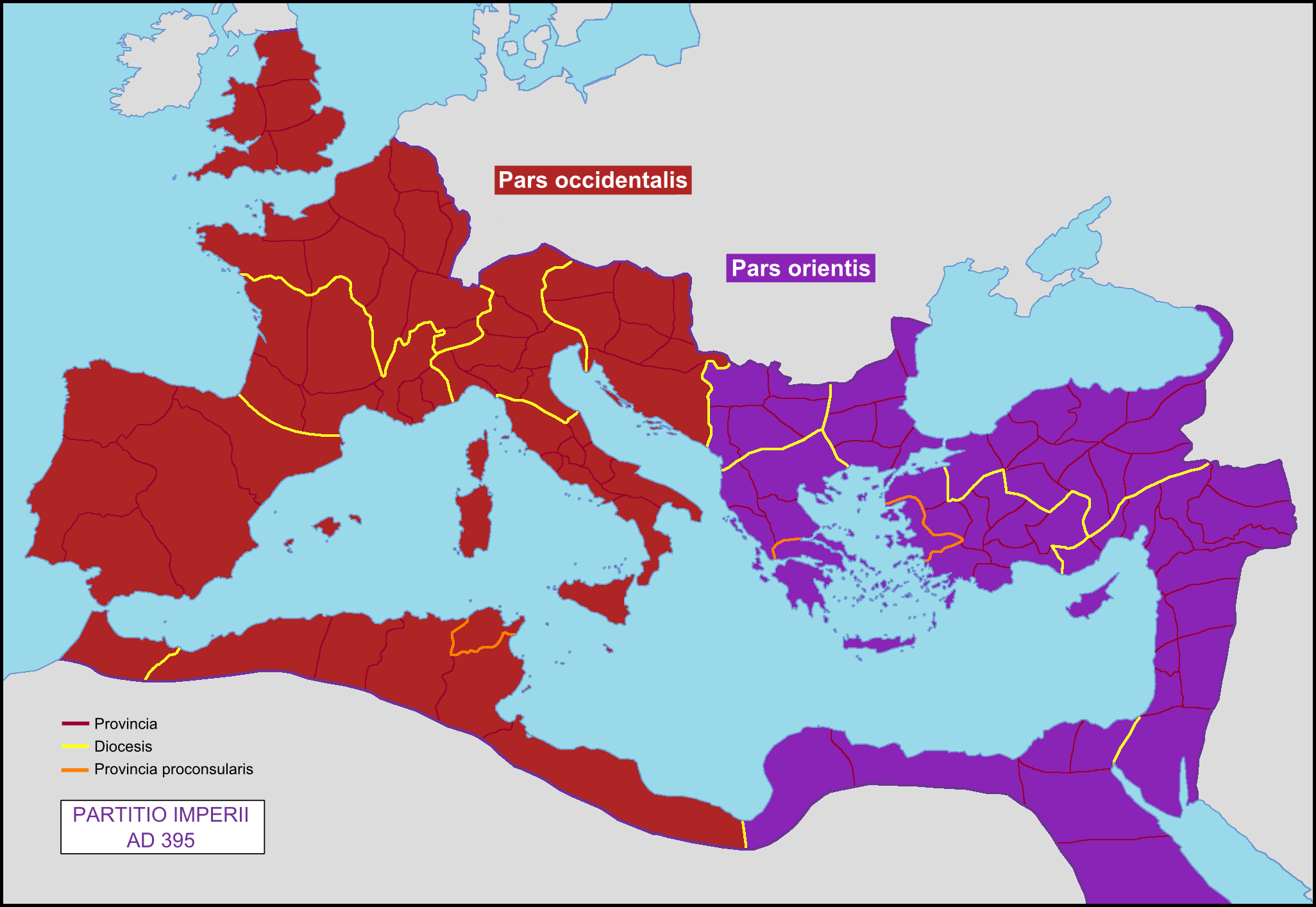
Поділ Римської імперії в 395 році, після смерті Теодосія I: Західна Римська імперія показана червоним кольором, а Східна Римська імперія – фіолетовим.

### Пізня античність і період переселення народів

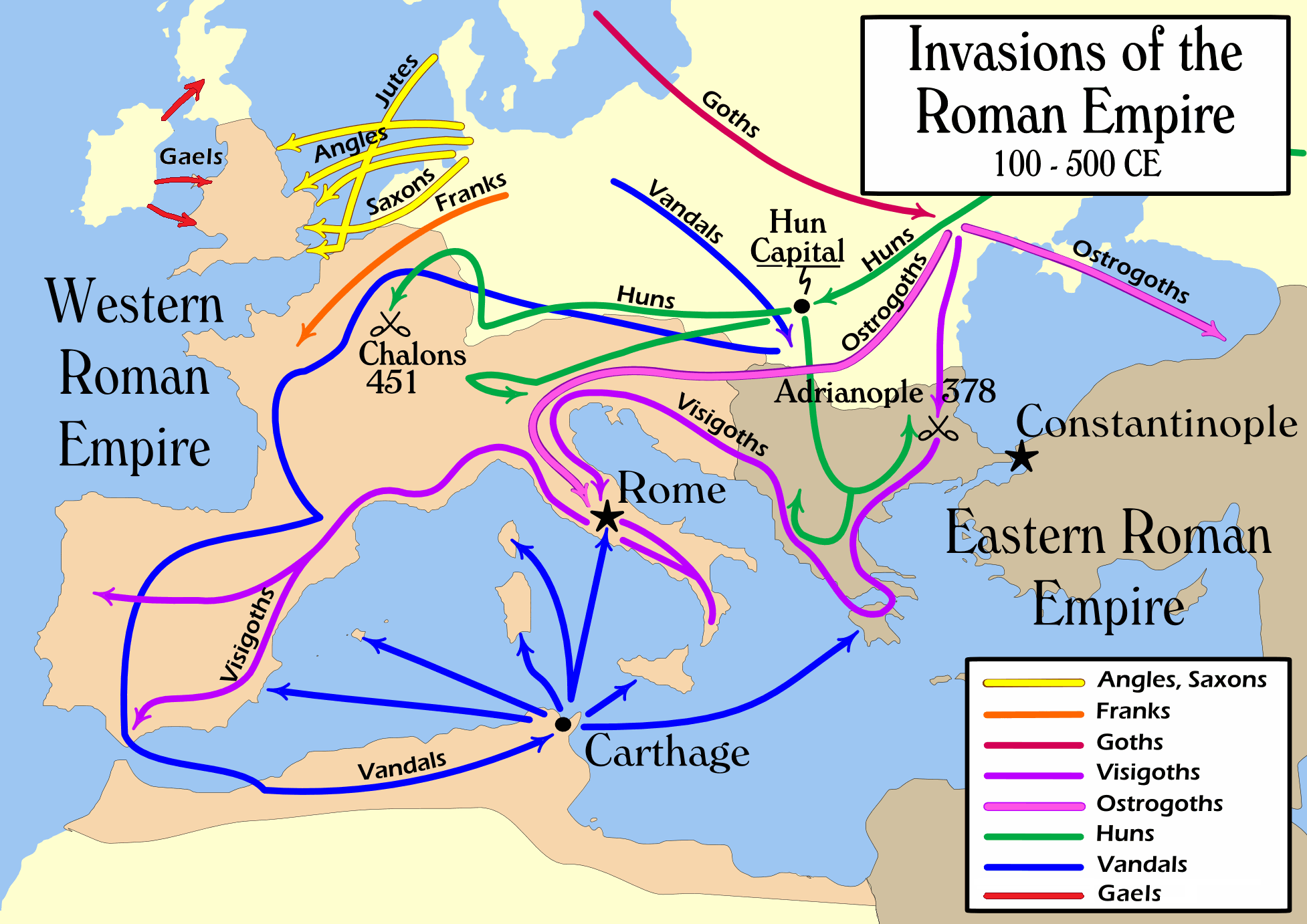
Переселення з II по V ст. Дивіться також мапу світу 820 року.

Коли імператор Костянтин знову завоював Рим під прапором хреста в 312 році, він незабаром після цього видав Міланський едикт у 313 році (передував Нікомедійський едикт у 311 році), проголошуючи законність християнства в Римській імперії. Крім того, Костянтин офіційно переніс столицю Римської імперії з Риму до грецького міста Візантій, яке він перейменував у Новий Рим– пізніше воно було названо Константинополем («Місто Костянтина»).
Теодосій I, який зробив християнство офіційною релігією Римської імперії, був останнім імператором, який керував об'єднаною Римською імперією до своєї смерти в 395 році. Імперія була розділена на дві половини: Західну Римську імперію з центром у Равенні та Східну Римську імперію (пізніше названу Візантійською імперією) з центром у Константинополі. Римська імперія неодноразово зазнавала нападів гунських, германських, слов'янських та інших «варварських» племен (див.: Період переселення народів), і в 476 році, нарешті, Західна Римська імперія впала до вождя герулів Одоакра.

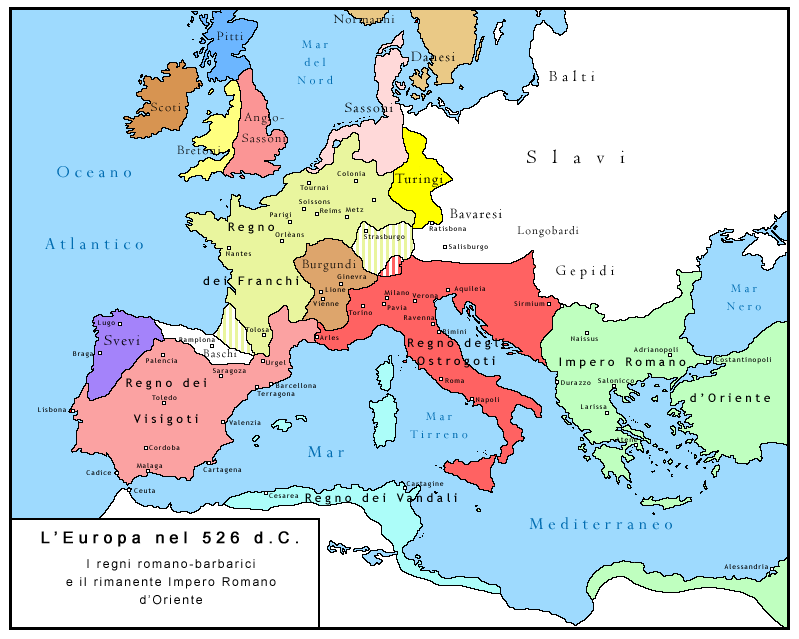
Європа в 526 році з трьома домінуючими державами Заходу.

Римська влада в західній частині імперії зазнала краху, і в результаті цього краху залишився вакуум влади; центральна організація, установи, закони та влада Риму розпалися, у результаті чого багато територій стали відкритими для вторгнення мігруючих племен. Згодом виникли феодалізм і маноріалізм, які забезпечили поділ землі та праці, а також широку, хоча й нерівномірну ієрархію прав і захисту. Ці локалізовані ієрархії ґрунтувалися на зв'язку простих людей із землею, на якій вони працювали, і з паном, який забезпечував і керував як місцевим законодавством для вирішення суперечок між селянами, так і захистом від зовнішніх загарбників.
Західні провінції незабаром опинилися під домінуванням трьох великих держав: по-перше, франків (династія Меровінгів) у Франції 481—843 років, яка охоплювала більшу частину нинішньої Франції та Німеччини; по-друге, Вестготське королівство 418—711 років на Піренейському півострові (сучасна Іспанія); і по-третє, Остготське королівство 493—553 років нашої ери в Італії та частинах західних Балкан. Пізніше остготів замінило Лангобардське королівство в 568—774 роках. Хоча ці династії охоплювали великі території, вони не мали великих ресурсів і бюрократичного апарату Римської імперії, щоб контролювати всі регіони та місцевості; більше повноважень і обов'язків було залишено за місцевими панам. З іншого боку, це також означало більше свободи, особливо у віддалених районах.
В Італії Теодоріх Великий розпочав культурну романізацію нового світу, який він збудував. Він зробив Равенну центром романо-грецької культури мистецтва, а його двір сприяв розквіту літератури та філософії латинською мовою. В Іберії король Гіндасвінт створив Вестготський кодекс.
У східній частині панівною державою була залишилася Східна Римська імперія.
У феодальній системі виникли нові принци та королі, наймогутнішим з яких, мабуть, був франкський правитель Карл I Великий. У 800 році Карл І Великий, підкріплений масовими територіальними завоюваннями, був коронований папою Левом III як імператор римлян, що зміцнило його владу в Західній Європі. Правління Карла І Великого ознаменувало початок нової германської Римської імперії на заході, Священної Римської імперії. За його межами збиралися нові сили. Київська Русь збільшувала свою територію, зростала Велика Моравія, а англи та сакси завойовували нові землі.
Протягом VI століття Східна Римська імперія була втягнута в серію конфліктів, спочатку з Перською імперією Сасанідів (див. римсько-перські війни), а потім з Ісламським халіфатом (Рашидун і Омейяди). До 650 року провінції Єгипту, Палестини та Сирії були завойовані мусульманськими військами, а потім Іспанія, Португалія та південна Італія в VII і XIII століттях (див. арабські завоювання). Арабське вторгнення зі сходу було зупинено Першим Болгарським царством (див. хан Тервел).

## Посткласична та середньовічна Європа
Середньовіччя зазвичай датують від падіння Західної Римської імперії (або деякими вченими до цього) у V столітті до початку раннього модерного періоду в XVI столітті, що ознаменувався розвитком національних держав, поділом Західного християнства в епоху Реформації, підйомом гуманізму в італійському Відродженні та початком європейської закордонної експансії, яка сприяла Колумбійському обміну.

### Візантія

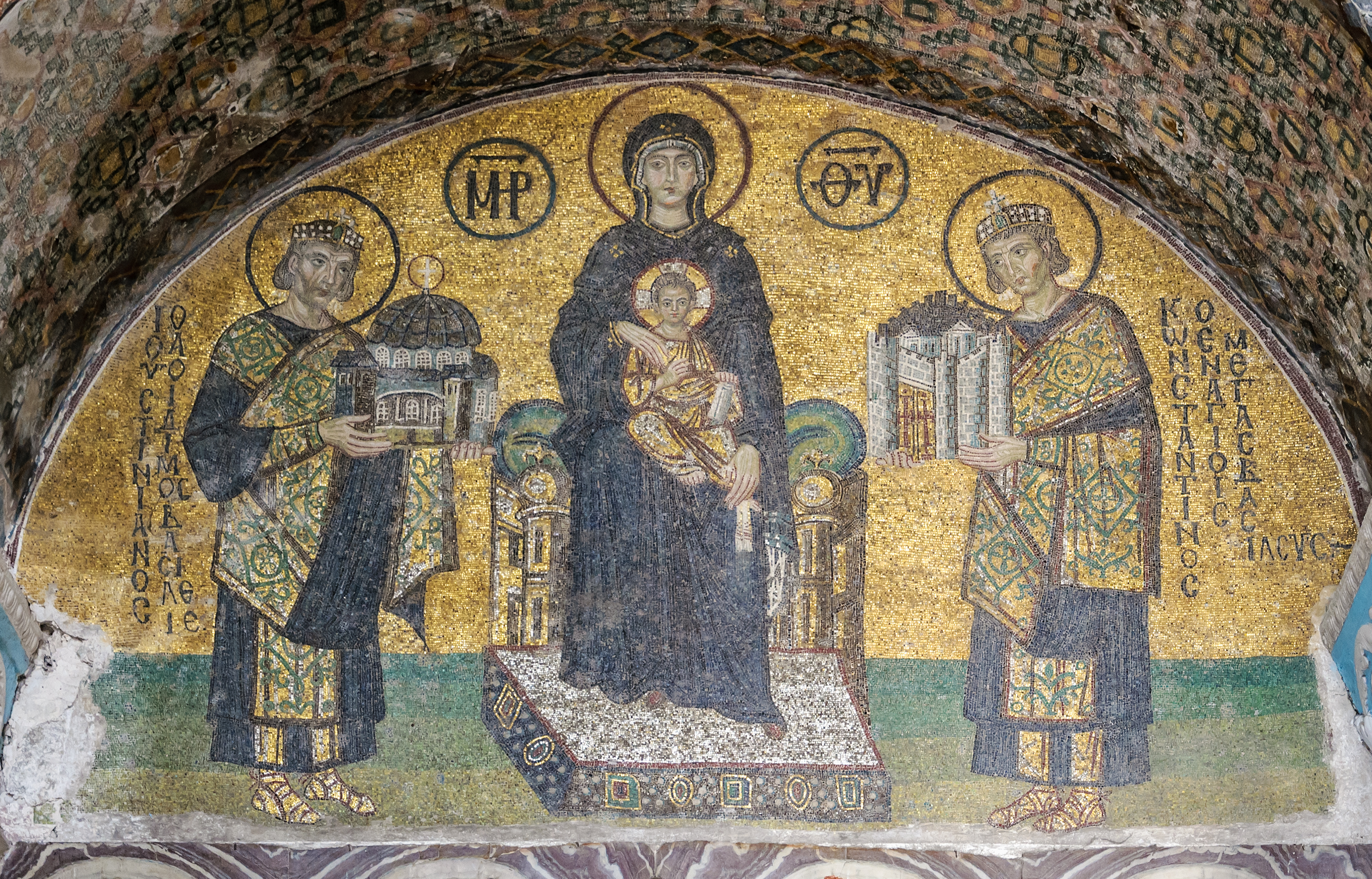
Костянтин І Великий і Юстиніан I засвідчують свою вірність Діві Марії в соборі Святої Софії.

Багато хто вважає імператора Костянтина I (правління 306—337) першим «візантійським імператором». Саме він у 324 році переніс столицю імперії з Нікомедії до Візантію, який потім був перейменований на Константинополь, або «Новий Рим». Місто Рим не було столицею з часів правління Діоклетіана (284—305). Деякі датують початок імперії правлінням Теодосія I (379—395) і офіційним витісненням християнством язичницької давньоримської релігії або після його смерти в 395 році, коли імперія була розділена на дві частини зі столицями в Римі та Константинополі. Інші вважають, що це сталося в 476 році, коли Ромул Авґуст, який традиційно вважався останнім західним імператором, був скинутий, таким чином залишивши єдину імператорську владу за імператором на грецькому Сході. Інші вказують на реорганізацію імперії за часів Іраклія (бл. 620 р.), коли латинські титули та вживання були офіційно замінені грецькими версіями. У будь-якому випадку, зміна відбувалася поступово, і до 330 року, коли Костянтин урочисто відкрив свою нову столицю, процес еллінізації та посилення християнізації вже тривав. Вважається, що Візантійська імперія припинила існування після падіння Константинополя турками-османами в 1453 році. Чума Юстиніана була пандемією, яка вразила Візантійську імперію, включаючи її столицю Константинополь, у 541—542 роках. Вважається, що чума Юстиніана вбила близько 100 мільйонів людей. Це призвело до скорочення населення Європи приблизно на 50 % між 541 і 700 роками. Це також могло сприяти успіху мусульманських завоювань. Протягом більшої частини свого існування Візантійська імперія була однією з наймогутніших економічних, культурних і військових сил Європи, а Константинополь був одним із найбільших і найбагатших міст Європи.

### Раннє середньовіччя

Європа в ранньому середньовіччі.

Раннє Середньовіччя охоплює приблизно п'ять століть з 500 по 1000 рік.
На сході та південному сході Європи утворилися нові панівні держави: Аварський каганат (567–після 822), Стара Велика Болгарія (632—668), Хозарський каганат (бл. 650—969) і Дунайська Болгарія (Перше Болгарське царство) (заснована Аспарухом у 680 р.), які постійно змагалися за гегемонію Візантійської імперії.
Починаючи з VII століття, історія Візантії зазнала значного впливу ісламу та халіфатів. Араби-мусульмани вперше вторглися на історично римську територію під керівництвом Абу-Бакра, першого халіфа Рашидунського халіфату, який увійшов до римської Сирії та римської Месопотамії. Оскільки візантійці та сусідні сасаніди були сильно ослаблені на той час, однією з найважливіших причин були затяжні, багатовікові та часті візантійсько-сасанідські війни, які включали кульмінаційну візантійсько-сасанідську війну 602—628 рр. під керівництвом Умара ібн аль-Хаттаба, другого халіфа, мусульмани повністю повалили Перську імперію Сасанідів і завоювали Сирію та Месопотамію, а також римську Палестину, римський Єгипет і частини Малої Азії та римської Північної Африки. У середині VII століття, після мусульманського завоювання Персії, іслам проник на Кавказ, частини якого пізніше надовго увійшли до складу Російської імперії. Ця тенденція, яка включала завоювання мусульманськими військами, що вторглися, і тим самим поширення ісламу, також продовжувалась за наступників Умара та за Омеядського халіфату, який завоював решту Середземноморської Північної Африки та більшу частину Піренейського півострова. Протягом наступних століть мусульманські війська змогли захопити нові європейські території, включаючи Кіпр, Мальту, Крит, Сицилію та частину південної Італії.
Мусульманське завоювання Іспанії почалося, коли маври вторглися в християнське вестготське королівство Іспанії в 711 році під проводом берберського генерала Таріка ібн Зіяда. Вони висадилися в Ґібралтарі 30 квітня і рушили на північ. Наступного року до військ Таріка приєдналися сили його арабського начальника Муси ібн Нусаїра. Під час восьмирічної кампанії більша частина Піренейського півострова опинилася під владою мусульман — за винятком невеликих територій на північному заході (Астурія) і переважно баскських регіонів у Піренеях. У 711 році вестготська Іспанія була ослаблена через серйозну внутрішню кризу, викликану війною за престолонаслідування. Мусульмани скористалися кризою в іспано — вестготському суспільстві для здійснення своїх завоювань. Ця територія під арабською назвою Аль-Андалус стала частиною розширюваної імперії Омейядів.
Друга облога Константинополя (717) закінчилася невдало після втручання Тервеля Болгарського і послабила династію Омейядів і знизила їх престиж. У 722 році дон Пелайо сформував армію з 300 астурів, щоб протистояти мусульманським військам Мунузи. У битві при Ковадонзі астури перемогли арабів-маврів, які вирішили відступити. Перемога християн ознаменувала початок Реконкісти та заснування Королівства Астурія, першим сувереном якого був дон Пелайо. Завойовники мали намір продовжити свою експансію в Європі та просуватися на північний схід через Піренеї, але зазнали поразки від франкського лідера Карла Мартела в битві при Пуатьє в 732 році. Омейяди були повалені в 750 році Аббасидами, а в 756 році Омейяди заснували незалежний емірат на Піренейському півострові.

#### Феодальний християнський світ

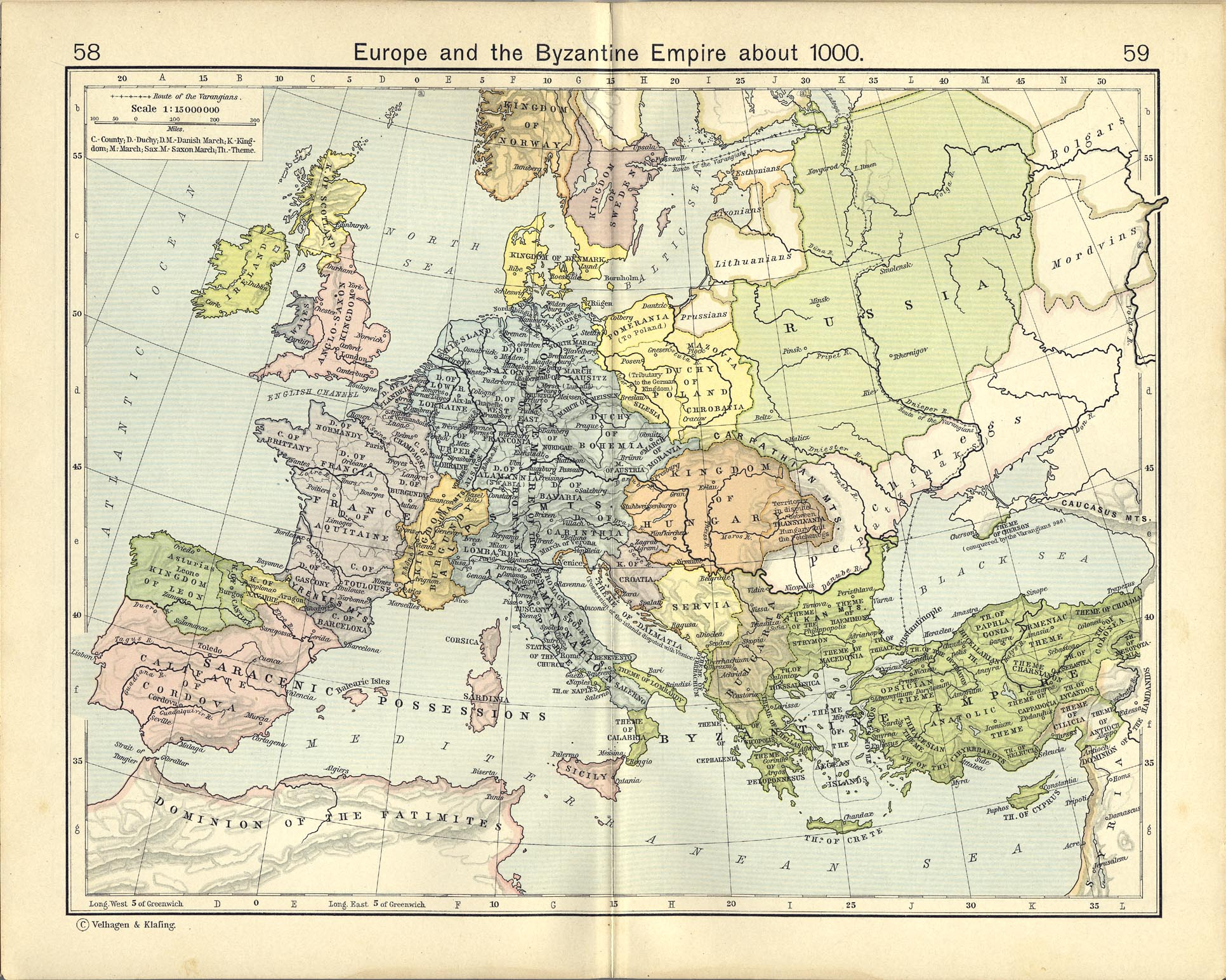
Європа в 1000 році, коли більшість європейських держав вже сформувалися.

Священна Римська імперія виникла близько 800 року, коли Карл І Великий, король франків і член династії Каролінгів, був коронований папою як імператор. Його імперія, заснована на території сучасної Франції, Нідерландів і Німеччини, поширилася на сучасну Угорщину, Італію, Богемію, Нижню Саксонію та Іспанію. Він і його батько отримали значну допомогу від союзу з папою, який хотів допомогти проти лангобардів. Його смерть ознаменувала початок кінця династії, яка повністю занепала до 888 року. Фрагментація влади призвела до напівавтономії в регіоні та була визначена як критична відправна точка для формування держав у Європі.
На сході в 681 році була заснована Болгарія, яка стала першою слов'янською державою. Могутня Булгарська імперія протягом століть була головним сувереном над Балканами, а з IX століття стала культурним центром слов'янської Європи. Перше Болгарське царство створила кириличне письмо в IX столітті, у Преславській літературній школі, і пережила Золоту добу болгарського культурного розквіту під час правління імператора Симеона I Великого (893—927). Дві держави — Велика Моравія та Київська Русь — виникли у слов'янських народів у IX столітті відповідно. Наприкінці IX та X століть північна та західна Європа відчула зростаючу силу та вплив вікінгів, які швидко та ефективно здійснювали набіги, торгували, завойовували та оселялися за допомогою своїх передових морських суден, таких як довгі кораблі. Вікінги залишили культурний вплив на англосаксів і франків, а також на шотландців. Угорці грабували материкову Європу, печеніги здійснювали набіги на Болгарію, Руські та Арабські держави. У X столітті в Центральній Європі були створені незалежні королівства, включаючи Гнезненську Державу (у ХІ столітті — Королівство Польське) та новостворене Угорське королівство. Королівство Хорватія також з'явилося на Балканах. Наступний період, який закінчився близько 1000 року, ознаменувався подальшим зростанням феодалізму, який послабив Священну Римську імперію.
У східній Європі Волзька Булгарія стала ісламською державою в 921 році після того, як Алміш I прийняв іслам під місіонерським зусиллям Ахмада ібн Фадлана.
Рабство в середньовічній Європі в основному припинилось у Західній Європі приблизно до 1000 року, воно було замінене кріпацтвом. Рабство продовжувалося лише в Англії та на периферійних територіях, пов'язаних із мусульманським світом. Церковні правила забороняли рабство християн. Більшість істориків стверджують, що перехід був досить різким близько 1000 року, але деякі вважають, що був поступовий перехід приблизно від 300 до 1000 року.

### Високе середньовіччя

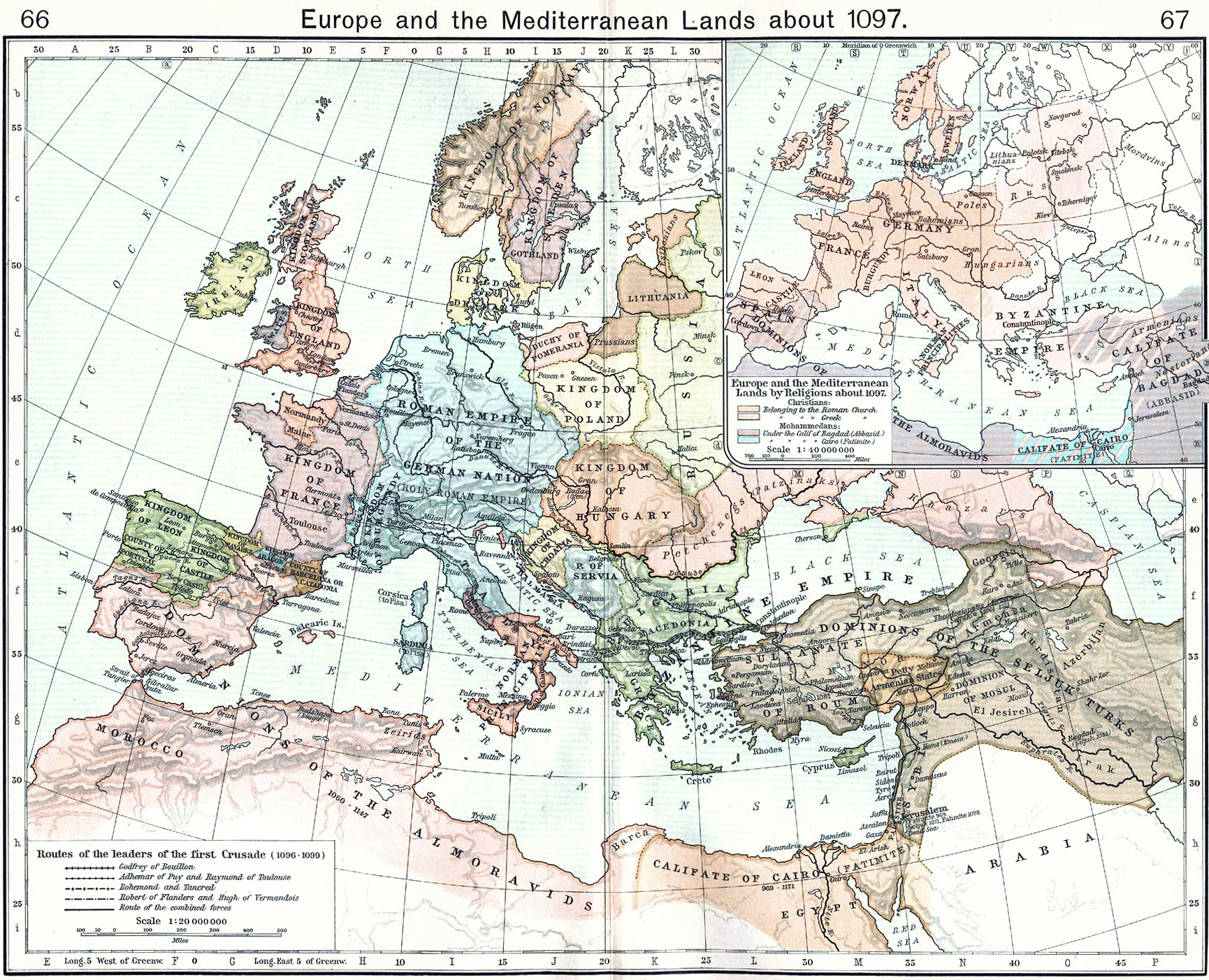
Європа в 1097 році, коли починається Перший хрестовий похід до Святої Землі.

У 1054 році між двома християнськими центрами в Римі та Константинополі (сучасний Стамбул) стався розкол Християнської церкви (Велика схизма).
Високе Середньовіччя XI, XII і XIII століть демонструє швидке зростання населення Європи, що спричинило великі соціальні та політичні зміни порівняно з попередньою епохою. До 1250 року значне зростання населення принесло значну користь економіці, досягнувши рівня, якого воно не побачить у деяких регіонах до XIX століття.
Приблизно з 1000 року Західна Європа стала більш політично організованою. Вікінги оселилися в Британії, Ірландії, Франції та інших країнах, тоді як скандинавські християнські королівства розвивалися на своїх скандинавських батьківщинах. Угорці припинили свою експансію в Х столітті, і до 1000 року римо-католицьке Апостольське королівство Угорщини було визнано в Центральній Європі. За винятком монгольських вторгнень до Русі, великі варварські вторгнення припинилися.
Болгарський суверенітет було відновлено після антивізантійського повстання болгар і волохів у 1185 році. Хрестоносці вторглися у Візантійську імперію, захопили Константинополь у 1204 році та заснували Латинську імперію. Калоян з Болгарії переміг Балдуїна I, латинського імператора Константинополя, у битві під Адріанополем 14 квітня 1205 року. Правління болгарського царя Івана Асена II призвело до максимального територіального розширення, а правління болгарського царя Івана Олександра — до другої золотої доби болгарської культури. Візантійська імперія була повністю відновлена в 1261 році.
В XX столітті населення на північ від Альп почало заселяти нові землі. Величезні ліси та болота Європи були вирубані та окультурені. У той же час поселення перемістилися за межі традиційних кордонів Франкського королівства до нових кордонів у Європі, за річкою Ельба, утричі збільшивши розмір Німеччини в процесі. Хрестоносці заснували європейські колонії в Леванті, більшу частину Піренейського півострова було відвойовано у мусульман, а нормани колонізували південну Італію.
Високе Середньовіччя породило багато різних форм інтелектуальних, духовних і мистецьких творів. Найвідомішими є великі собори як вираження готичної архітектури, яка розвинулася з романської архітектури. У цю епоху в Західній Європі з'явилися сучасні національні держави та з'явилися відомі італійські міста-держави, такі як Флоренція та Венеція. Впливові папи Латинської церкви скликали армії добровольців з усієї Європи для серії хрестових походів проти турків-сельджуків, які окупували Святу землю. Повторне відкриття праць Арістотеля спонукало Тому Аквінського та інших мислителів до розвитку філософії схоластики.

#### Священні війни

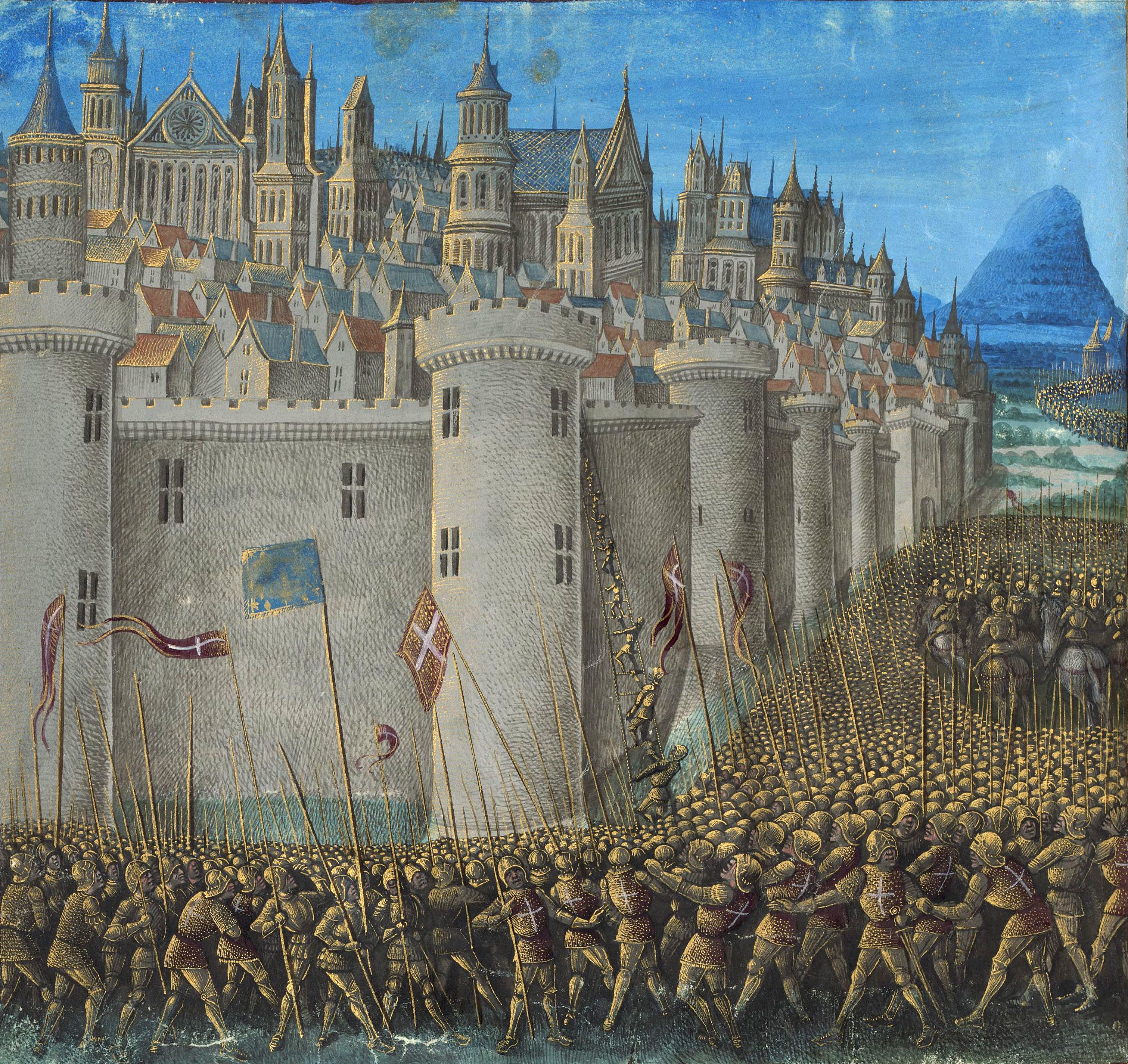
Облога Антіохії, із середньовічної мініатюри, під час Першого хрестового походу.

Після розколу Християнської церкви західне християнство було прийнято новоствореними королівствами Центральної Європи: Польщею, Угорщиною та Богемією (Чехією). Латинська церква стала великою силою, що призвело до конфліктів між папою та імператором. Географія Латинської церкви надзвичайно розширилася завдяки наверненню язичницьких королів (скандинавських держав та Великого князівства Литовського), християнській Реконкісті Аль-Андалусу та Хрестовим походам. Велика частина Європи була римо-католицькою в XV столітті.
Ранні ознаки відродження цивілізації в Західній Європі почали з'являтися в XI столітті, коли в Італії знову почалася торгівля, що призвело до економічного та культурного зростання незалежних міст-держав, таких як Венеція та Флоренція; у той же час національні держави почали формуватися в таких місцях, як Франція, Англія, Іспанія та Португалія, хоча процес їх формування (зазвичай позначений суперництвом між монархією, аристократичними феодалами та церквою) фактично зайняв кілька століть. Ці нові національні держави почали писати своїми народними мовами замість традиційної латинської мови. До відомих діячів цього руху належать Данте Аліґ'єрі та Христина Пізанська. Священна Римська імперія, що базувалася в основному в Німеччині та Італії, далі роздробилася на безліч феодальних князівств або невеликих міст-держав, чиє підпорядкування імператору було лише формальним.
XIV століття, коли Монгольська імперія прийшла до влади, часто називають епохою монголів. Монгольські війська розширювалися на захід під командуванням хана Батия. Їхні західні завоювання охопили майже всю Київську Русь (за винятком Новгородської республіки, яка стала васалом) і Кипчацько-куманську конфедерацію. Друге Болгарське царство, Угорщина та Польща зуміли залишитися суверенними державами. Монгольські записи показують, що Батий-хан планував повне завоювання решти європейських держав, починаючи з зимового нападу на Австрію, Італію та Німеччину, проте він був відкликаний до Монголії після смерті великого хана Угедея. Більшість істориків вважають, що лише його смерть завадила повному завоюванню Європи. Території Східної Європи та більшої частини Центральної Азії, які перебували під прямим правлінням монголів як Золота Орда. При Узбек-хані на початку XIV століття іслам став офіційною релігією регіону. Монголи разом зі своїми переважно тюркськими підданими були відомі як татари. Битва на Синіх Водах між Великим князівством Литовським та Золотою Ордою підірвало могутність останньої, і поклало початок звільненню Руси від ординського ярма.

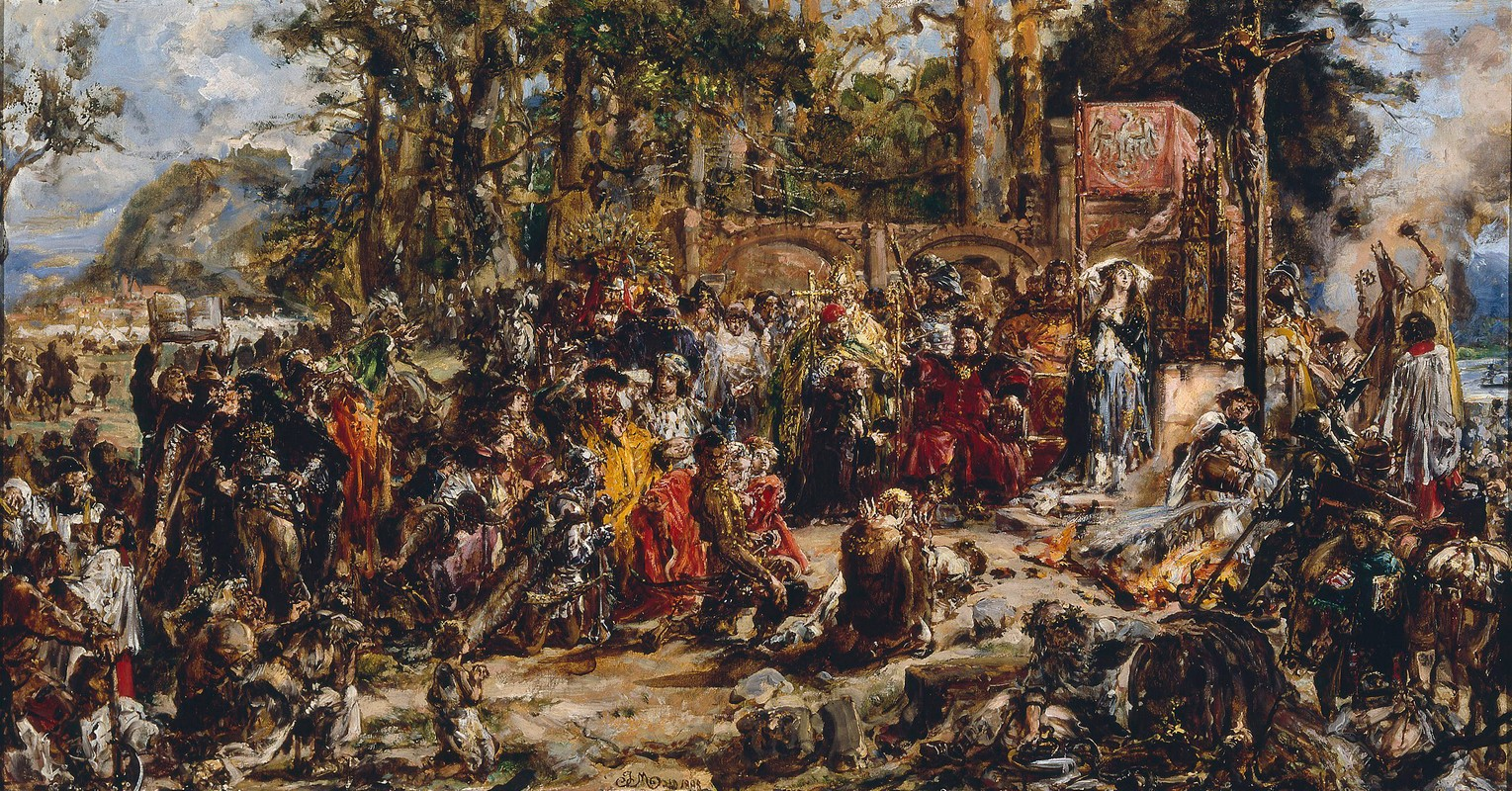
« Християнізація Литви 1387 року», полотно, олія Яна Матейка, 1889, Королівський замок у Варшаві

У Північній Європі Конрад I Мазовецький віддав Хелмно тевтонським лицарям у 1226 році як базу для хрестового походу проти старих прусів і Великого князівства Литовського. Лівонські брати-мечоносці зазнали поразки від литовців, тому в 1237 році Григорій IX об'єднав решту ордену в Тевтонський орден під назвою Лівонський орден. До середини століття тевтонські лицарі завершили завоювання прусів, перш ніж навернути литовців до католицтва у наступні десятиліття. Орден також вступив у конфлікт зі східною православною церквою Псковської та Новгородської республік. У 1240 році православне новгородське військо перемогло шведів-католиків у Невській битві, а через два роки розгромило Лівонський орден у Льодовому бою. Кревська унія 1386 року, яка принесла дві великі зміни в історії Великого князівства Литовського: навернення до католицтва та встановлення династичної унії між Великим князівством Литовським і Короною Королівством Польським, ознаменувала як найбільше територіальне розширення, Великого князівства та поразка тевтонських лицарів у Грюнвальдській битві 1410 року. Київське князівство увійшло до складу Великого князівства Литовського.

### Пізнє середньовіччя

Поширення «Чорної смерті» з 1347 по 1351 роки Європою.

Пізнє Середньовіччя охопило приблизно XIV та кінець XV століть. Близько 1300 року століття європейського процвітання та зростання припинилися. Низка голодів і епідемій чуми, таких як Великий голод 1315—1317 рр. і Чорна смерть, призвели до загибелі людей за лічені дні, зменшивши населення деяких територій вдвічі, оскільки багато людей, що вижили, втекли. Кишланський писав:
Чорна смерть торкнулася кожного аспекту життя, прискоривши процес соціальних, економічних і культурних перетворень, які вже почалися… Поля були занедбані, робочі місця простоювали, міжнародна торгівля була припинена. Традиційні узи родини, села і навіть релігії були розірвані серед жахів смерті, втечі та невиправданих очікувань. «Люди дбали про мертвих людей не більше, ніж ми дбаємо про мертвих кіз», — написав один із тих, хто вижив.
Депопуляція призвела до дефіциту робочої сили; ті, хто вижив, отримували кращу платню, і селяни могли скинути частину тягаря феодалізму. Були також соціальні заворушення; Франція та Англія пережили серйозні селянські повстання, включаючи Жакерію та Селянське повстання в Англії 1381 року. Єдність Латинської церкви порушила Західна схизма. Разом ці події назвали кризою пізнього середньовіччя.
Починаючи з XIV століття Балтійське море стало одним із найважливіших торгових шляхів. Ганза, унія торгових міст, сприяла залученню величезних територій Польщі, Литви та Лівонії в торгівлю з іншими європейськими країнами. Це сприяло зростанню потужних держав у цій частині Європи, включаючи Річ Посполиту, Угорщину, Богемію та пізніше Московію. Умовний кінець Середньовіччя зазвичай асоціюється з падінням міста Константинополя та Візантійської імперії під ударами турків-османів у 1453 році. Турки зробили місто столицею своєї Османської імперії, яке мало цей статус аж до 1922 року і включала Єгипет, Сирію та більшу частину Балкан. Османські війни в Європі відзначили істотну частину історії континенту.

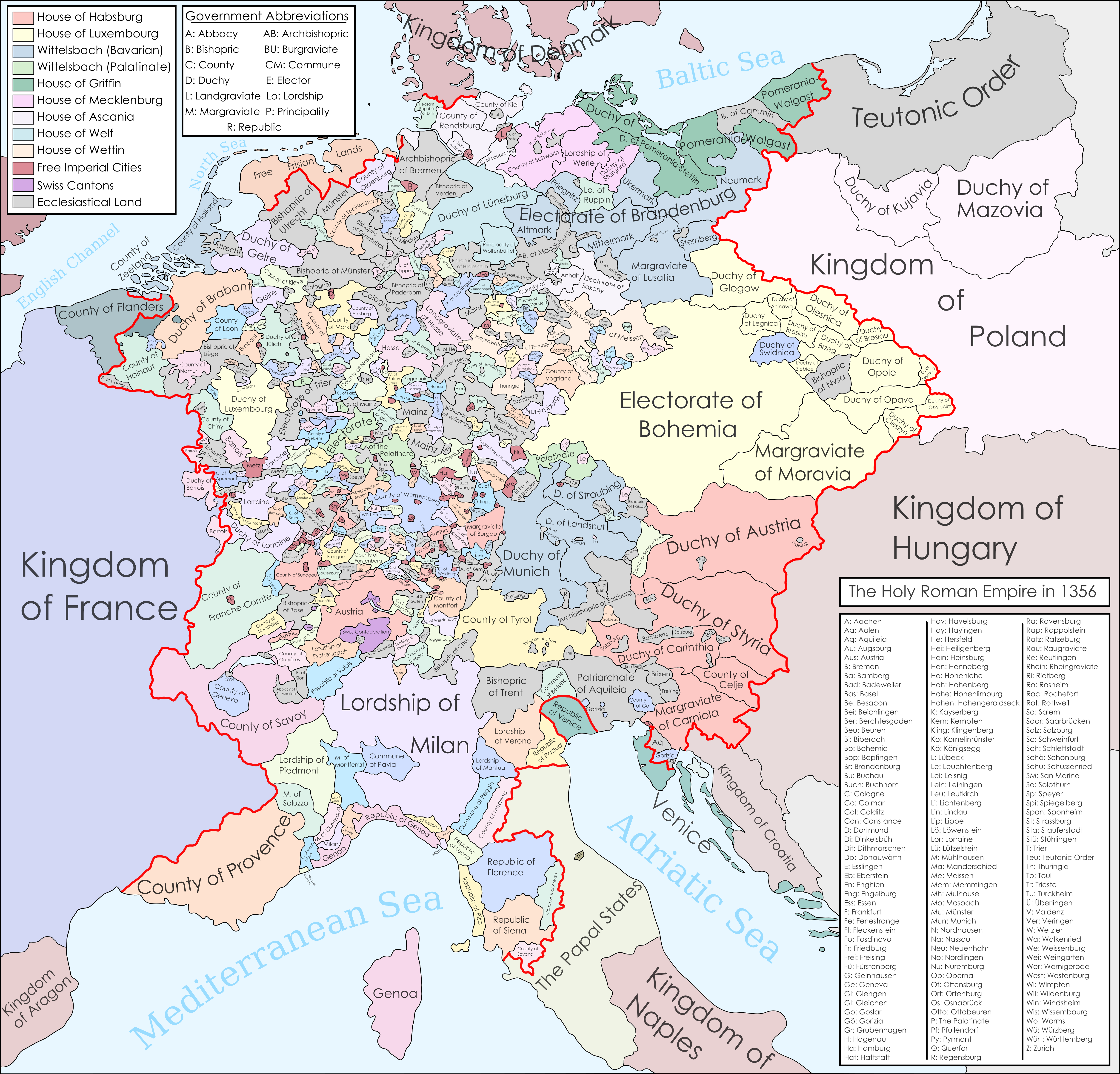
Священна Римська імперія була обмеженою виборною монархією, що складалася із сотень державних утворень.

Ключовою подією XV століття стала поява рухомого типу друкарського верстата приблизно в 1439 році в Майнці завдяки поштовху, наданому попереднім введенням паперу з Китаю через арабів у Середньовіччі. Впровадження технології по всьому континенту з приголомшливою швидкістю протягом решти XV століття призвело до революції, і до 1500 року понад 200 міст Європи мали обладнання, яке друкувало від 8 до 20 мільйонів книг.

## Нова історія

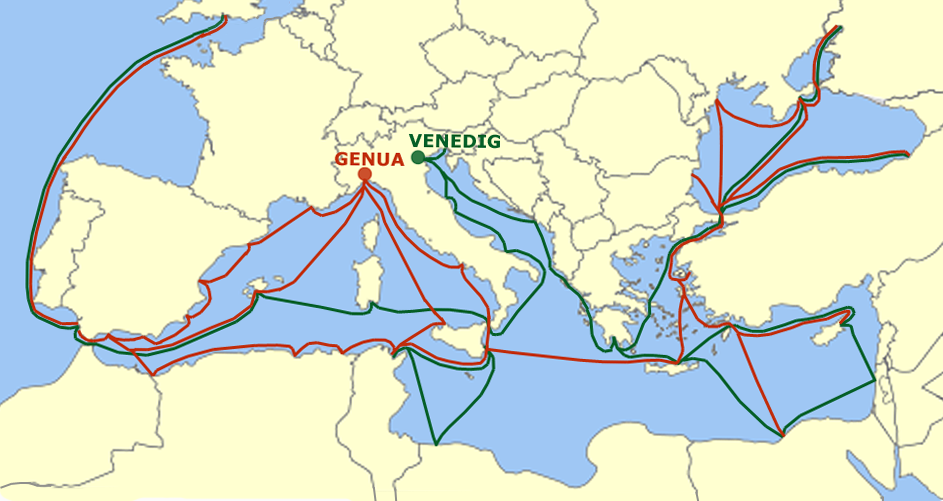
Генуезький (червоний) і венеціанський (зелений) морські торгові шляхи в Середземному і Чорному морях.

Період раннього модерну охоплює століття між Середньовіччям і промисловою революцією, приблизно з 1500 по 1800 рік або від відкриття Нового Світу в 1492 році до Французької революції в 1789 році. Період характеризується зростанням значення науки та дедалі стрімкішим технологічним прогресом, секуляризованою громадянською політикою та національною державою. Капіталістичні економіки почали свій підйом, і ранній сучасний період також побачив піднесення та домінування економічної теорії меркантилізму. Таким чином, ранній новий період символізує занепад і остаточне зникнення в більшій частині європейської сфери феодалізму, кріпацтва та влади Латинської церкви. Цей період включає Відродження, Наукову революцію, протестантську Реформацію, катастрофічну Тридцятилітню війну, європейську колонізацію Америки та європейське полювання на відьом.

### Відродження

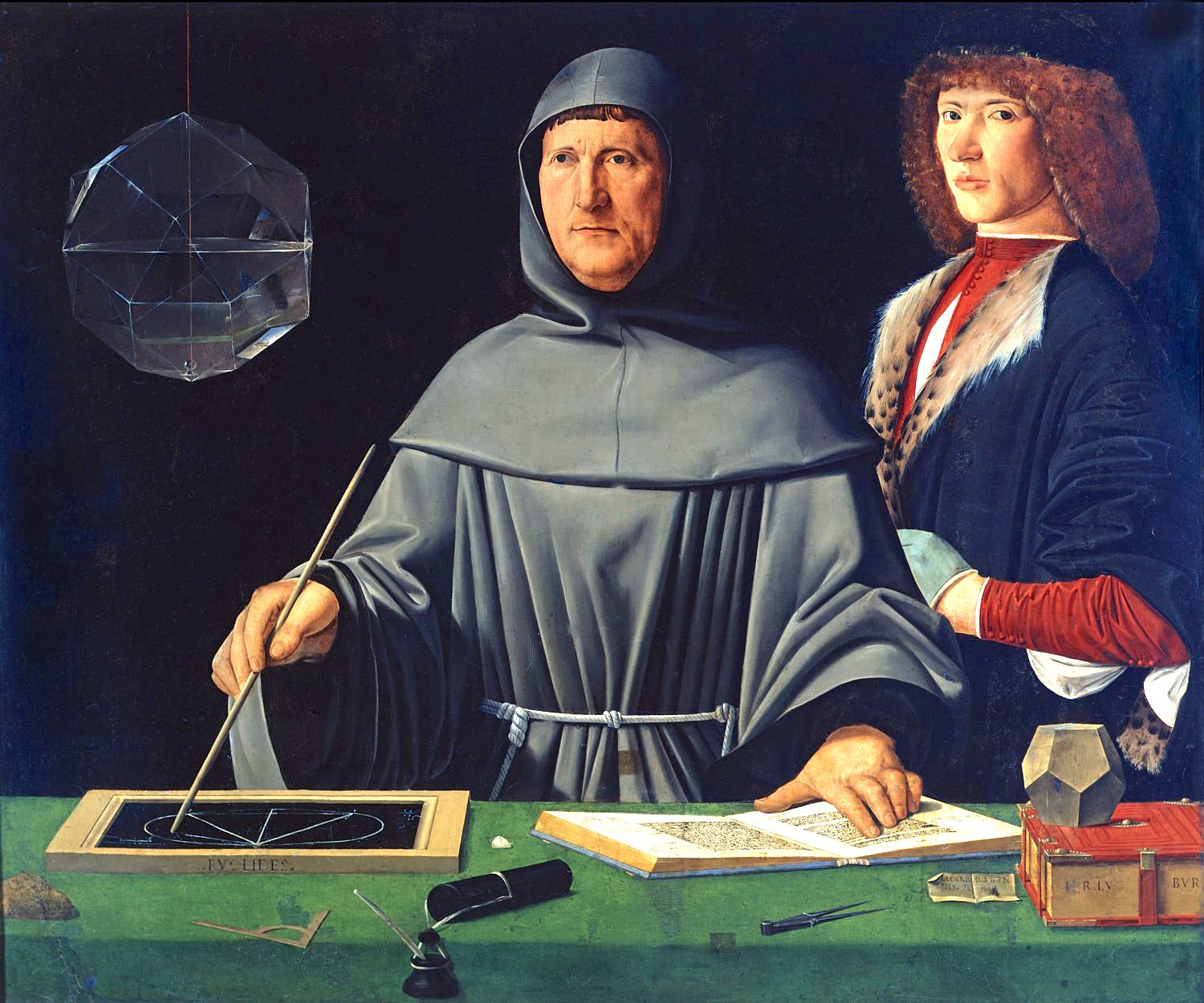
', засновника бухгалтерського обліку, робота Якопо де Барбарі (Музей Каподімонте).

Незважаючи на кризи, XIV століття також було часом великого прогресу в мистецтві та науках. Відродження інтересу до давньогрецької та римської мови призвело до італійського Відродження, культурного руху, який глибоко вплинув на європейське інтелектуальне життя на початку Нового часу. Почавшись в Італії та поширившись на північ, захід і центральну Європу протягом культурного відставання приблизно в два з половиною століття, його вплив вплинув на літературу, філософію, мистецтво, політику, науку, історію, релігію та інші аспекти інтелектуальних досліджень. Гуманісти розглядали своє повернення великого минулого як Відродження — відродження самої цивілізації. У цей період також були створені важливі політичні прецеденти. Політичні твори Нікколо Макіавеллі в «Державець» вплинули на пізніший абсолютизм і реальну політику. Також важливими були численні меценати, які правили державами та використовували мистецтво Відродження як знак своєї могутности.
Науково-технічна революція відбулася в Європі, починаючи з другої половини періоду Відродження, з публікацією Миколая Коперника 1543 року De revolutionibus orbium coelestium (Про обертання небесних сфер), яку часто цитують як її початок.

### Географічні відкриття та торгівля

Планісфера Кантіно, 1502 р., найдавніша мапа, що показує дослідження Васко да Гами, Колумба та Кабрала.

Ближче до кінця періоду Середньовіччя почалася ера географічних відкриттів. Зростання Османської імперії, кульмінацією якого стало падіння Константинополя в 1453 році, перекрило можливості торгівлі зі Сходом. Західна Європа була змушена віднайти нові торговельні шляхи, як-от: подорож Колумба до Америки в 1492 році та навколосвітнє плавання Васко да Гами біля Індії та Африки в 1498 році.
Численні війни не завадили європейським державам досліджувати та завойовувати широкі частини світу, від Африки до Азії та нововідкритої Америки. У XV столітті Португалія лідирувала в географічних дослідженнях узбережжя Африки в пошуках морського шляху до Індії, а за нею Іспанія наприкінці XV століття, розділивши свої дослідження світу відповідно до Тордесільяського договору на 1494. Вони були першими державами, які створили колонії в Америці та європейські факторії уздовж берегів Африки та Азії, встановивши перші прямі європейські дипломатичні контакти з державами Південно-Східної Азії у 1511 році, Китаєм у 1513 році та Японією у 1542 році. У 1552 році московський цар Іван Грозний завоював два великих татарських ханства — Казанське і Астраханське. Подорож отамана донських козаків Єрмака Тимофійовича 1580 року призвела до анексії татарського Сибірського ханства Московією, і незабаром після цього московити завоювали решту Сибіру, неухильно розширюючись на схід і південь протягом наступних століть. Невдовзі за дослідженнями океану послідували Франція, Англія та Нідерланди, які досліджували португальські та іспанські торгові шляхи до Тихого океану, досягнувши Австралії в 1606 році та Нової Зеландії в 1642 році.

### Реформація

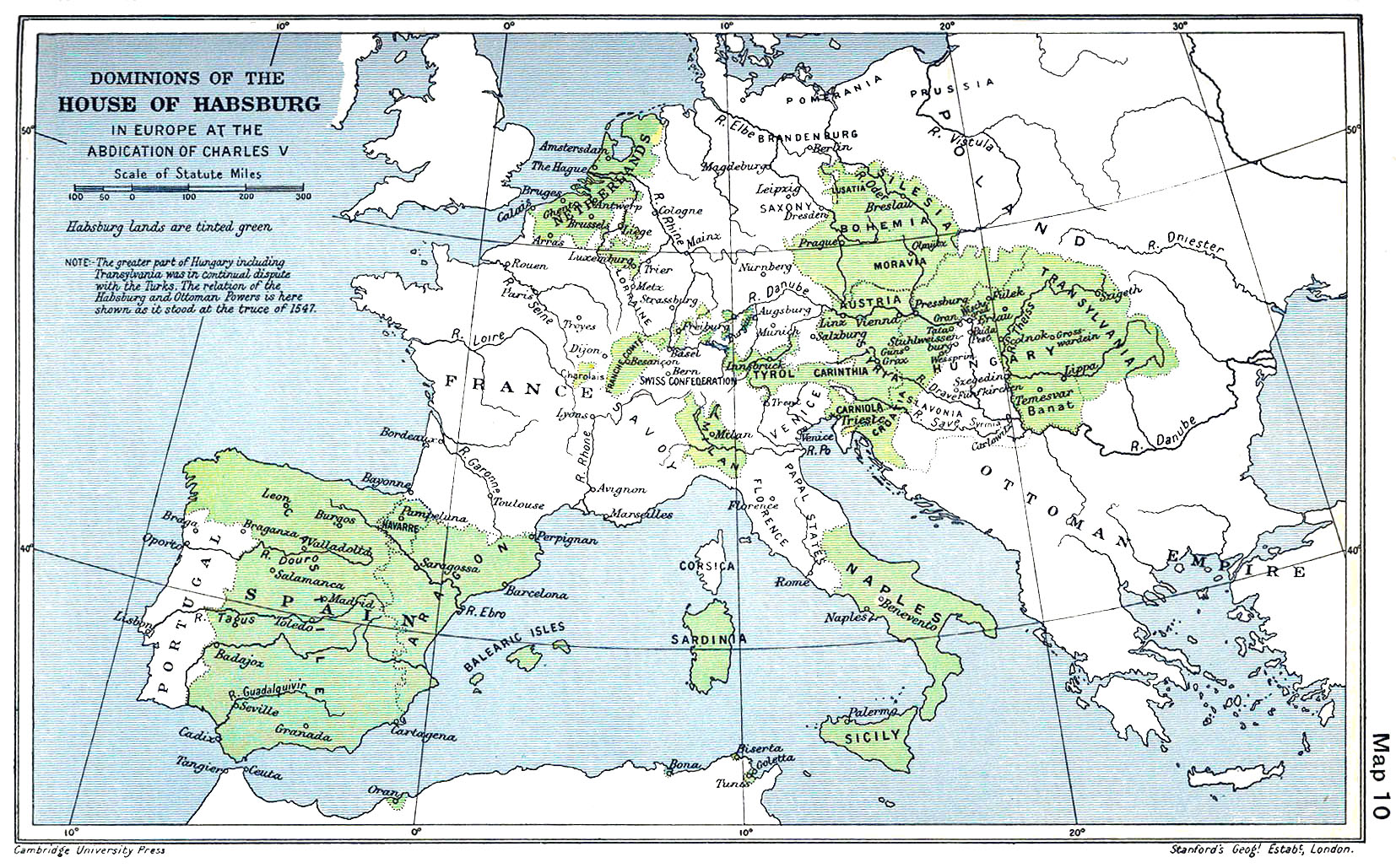
Королівства Габсбургів (зеленим) за Карла V, імператора Священної Римської імперії.

З розвитком друкарського верстата нові ідеї поширилися по всій Європі та кинули виклик традиційним доктринам науки та теології. Водночас Реформація під проводом німця Мартіна Лютера поставила під сумнів папську владу. Найпоширеніша датування Реформації починається з 1517 року, коли Лютер опублікував «95 тез», і завершується у 1648 році Вестфальським договором, який поклав край рокам європейських релігійних воєн.
У цей період корупція в Латинській церкві призвела до різкої протестантської Реформації. Вона здобула багато послідовників, особливо серед принців і королів, які прагнули зміцнити державу шляхом припинення впливу Латинської церкви. Крім Мартіна Лютера, почали з'являтися інші фігури, як-от Жан Кальвін, чий кальвінізм мав вплив у багатьох державах. Король Англії Генріх VIII самостійно відокремився від Латинської церкви заснувавши англіканство. Ці релігійні розбіжності спричинили хвилю війн, натхненних і спонуканих релігією, а також амбіційними монархами в Західній Європі, які ставали все більш централізованими та могутніми.
Протестантська Реформація також призвела до сильного реформаторського руху в Латинській церкві під назвою Контрреформація, яка мала на меті зменшення корупції, а також покращення та зміцнення католицької догматики. Дві важливі групи в Латинській церкві, які виникли з цього руху, були єзуїти, які допомогли зберегти католицтво в Іспанії, Португалії, Речі Посполитій та інших європейських державах в католицькому отарі, і ораторіанці святого Філіпа Нері, які служили вірним у Римі, відновлення їхньої довіри до Церкви Ісуса Христа, яка значною мірою існувала в Церкві Риму. Усе ж Католицька церква була дещо послаблена Реформацією, частини Європи більше не були під її владою, і королі в решті католицьких державах почали брати під свій контроль церковні інституції у своїх королівствах.

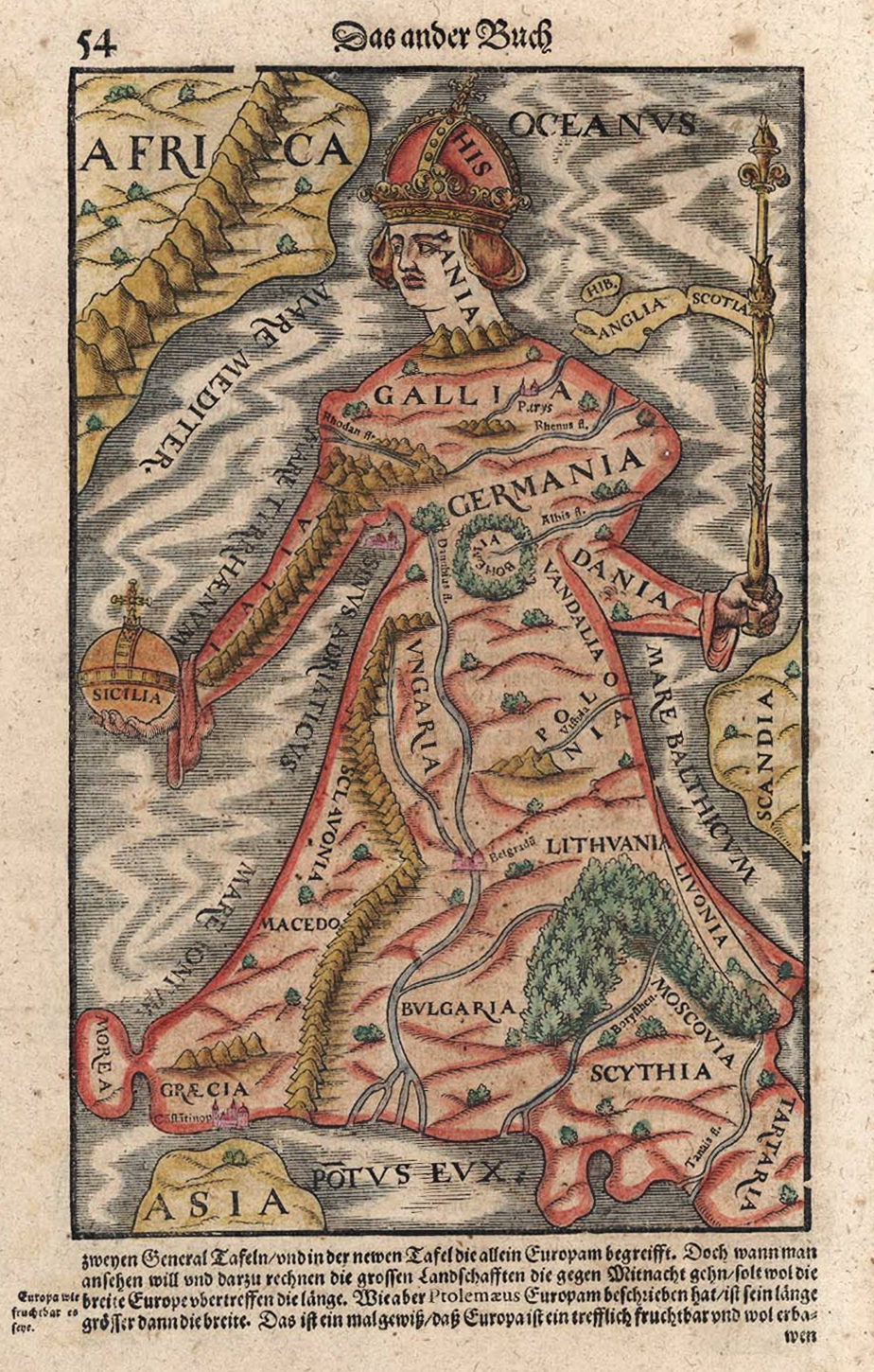
Зображення «», 1570 естамп Себастьяна Мюнстера з Базеля.

На відміну від багатьох європейських держав того часу, Річ Посполита була особливо толерантною до протестантського руху, як і наприклад Трансільванське князівство. Певна толерантність була також виявлена в Османській Угорщині. Зберігаючи домінування католицтва, угорці дозволяли великим релігійним меншинам поширювати свою віру, традиції та звичаї. Річ Посполита була поділена між католиками, православними, протестантами, євреями та невеликою кількістю мусульманського населення.

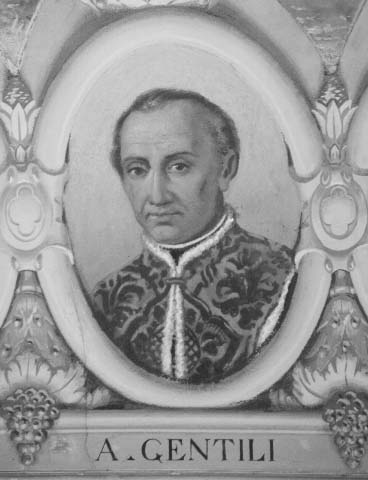
Альберіко Джентілі, батько міжнародного права.

Іншим розвитком була ідея «європейської вищості». Існував рух таких людей, як Мішель де Монтень, який вважав неєвропейців кращими, більш природними і примітивними людьми. Поштові служби були засновані по всій Європі, що дозволило створити гуманістичну взаємопов'язану мережу інтелектуалів по всій Європі, незважаючи на релігійні розбіжності. Однак Латинська церква заборонила багато провідних наукових праць, що призвело до інтелектуальної переваги протестантських держав, де заборона книг була організована на регіональному рівні. Френсіс Бекон та інші прихильники науки намагалися створити єдність в Європі, зосередившись на єдності в природі. У XV столітті, наприкінці Середньовіччя, з'являються потужні суверенні держави, побудовані новими монархами, які централізували владу у Франції, Англії та Іспанії. З іншого боку, в Речі Посполитій посилювався Сейм, який перебрав законодавчі права у польського короля. З новою державною владою змагалися парламенти інших держав, особливо Англії. Виникли нові типи держав, які були угодами про співпрацю між територіальними правителями, містами, селянськими республіками та лицарями.

### Меркантилізм і колоніальна експансія

Еволюція колоніальних імперій з 1492 року до сьогодні.

Іберійські королівства домінували в колоніальній діяльності в XVI столітті. Португальці створили першу глобальну імперію в XV і XVI століттях, тоді як у XVI і першій половині XVII століття Кастильська Корона (і всеосяжної іспанської монархії, включаючи Португалію з 1580 по 1640 роки) стала наймогутнішою імперією у світі. Іспанське домінування в Америці дедалі більше кидало виклик британським, французьким, нідерландським і шведським колоніальним зусиллям у XVII та XVIII століттях. Нові форми торгівлі та розширення горизонтів зробили необхідні нові форми правління, права та економіки.
Колоніальна експансія тривала в наступні століття (з деякими невдачами, такими як успішні війни за незалежність у британських американських колоніях, а потім на Гаїті, Мексиці, Аргентині, Бразилії та інших на тлі європейських потрясінь під час наполеонівських війн). Іспанія контролювала значну частину Північної Америки, всю Центральну Америку та значну частину Південної Америки, Карибського басейну та Філіппін; Британія захопила всю Австралію та Нову Зеландію, більшу частину Індії та значні частини Африки та Північної Америки; Франція володіла частиною Канади та Індії (майже вся з яких була втрачена Великобританією в 1763 році), Індокитаєм, значною частиною Африки та Карибськими островами; Нідерланди отримали Ост-Індію (нині Індонезія) та острови в Карибському морі; Португалія отримала Бразилію і кілька територій в Африці та Азії.
Це колоніальне розширення допомогло економіці держав, що ними володіли. Торгівля процвітала через незначну стабільність імперій. До кінця XVI століття американське срібло становило п'яту частину загального бюджету Іспанії. Французька колонія Сен-Домінґо була однією з найбагатших європейських колоній у XVIII столітті, яка працювала на ґрунті плантаційної економіки, що живилася рабською працею. У період правління Франції товарні культури, вирощені в Сен-Домінґе, становили тридцять відсотків загальної торгівлі Франції, тоді як експорт цукру становив сорок відсотків атлантичного ринку.

### Криза XVII століття

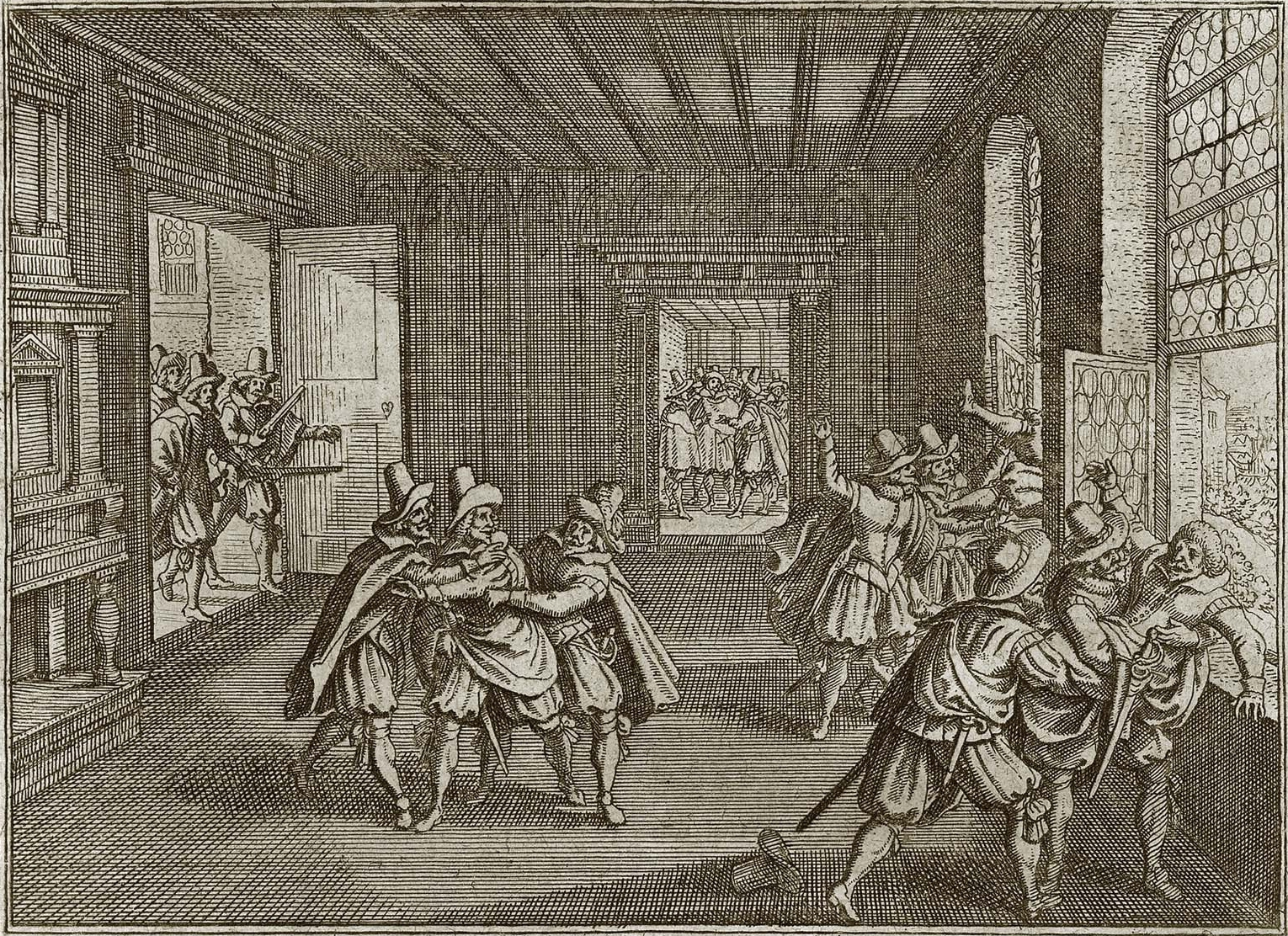
Сучасна гравюра на дереві, що зображує Другу празьку дефенестрацію (1618), яка ознаменувала початок Богемського повстання, яке поклало початок першій частині Тридцятилітньої війни.

XVII століття було епохою кризи. Багато істориків відкинули цю ідею, тоді як інші історики просувають її як століття безцінного розуміння війни, політики, економіки і навіть мистецтва. Тридцятилітня війна (1618—1648) привернула увагу до масових жахів, які війни могли принести цілим народам. Зокрема, у 1640-х роках у світі відбулося більше розпадів держав, ніж у будь-який попередній чи наступний період. Річ Посполита, найбільша держава Європи, тимчасово зникла. Крім того, у кількох частинах Іспанської імперії, першої глобальної імперії у світі, відбулися сецесії та потрясіння. У Сполученому Королівстві повстала вся монархія Стюартів (Англія, Шотландія, Ірландія та її північноамериканські колонії). Політичні повстання та хвиля народних повстань похитнули основи більшости держав Європи та Азії. У середині XVII століття по всьому світу відбулося більше воєн, ніж майже в будь-який інший період історії. У Північній півкулі в середині XVII століття спостерігався майже безпрецедентний рівень смертности.

### Епоха абсолютизму

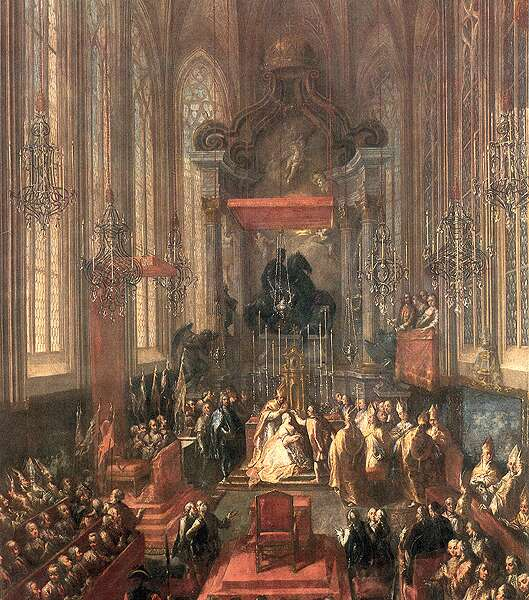
Марія Тереза коронується королевою Угорщини в соборі Св. Мартіна, Пресбург (Братислава)

«Абсолютне» правління могутніх монархів, таких як Людовик XIV Король-Сонце (правив Францією 1643—1715), Петро І Великий (правив Московією в 1682—1721 році та Російською імперією в 1721—1725 роках), Марія-Терезія (правила землями Габсбурґів 1740—1780) і Фрідріх ІІ Великий (правив Пруссією 1740–86), створило могутні централізовані держави з сильною армією та могутньою бюрократією, усе під контролем правителя.
На початку цього періоду капіталізм (через меркантилізм) замінював феодалізм як основну форму економічної організації, принаймні в західній половині Європи. Розширення колоніальних кордонів призвело до комерційної революції. Цей період відомий розквітом сучасної науки та застосуванням її знахідок до технологічних удосконалень, що пожвавило промислову революцію після 1750 року.
Реформація мала глибокий вплив на єдність Європи. Нації не тільки розділяла одна від одної їхня релігійна орієнтація, але й деякі держави внутрішньо роздиралися релігійними чварами, які розпалювали їхні зовнішні вороги. Францію спіткала така доля в XVI столітті під час серії конфліктів, відомих як французькі релігійні війни, які закінчилися тріумфом династії Бурбонів. Англія за Єлизавети I перейшла до помірного англіканства. Велика частина сучасної Німеччини складалася з численних невеликих суверенних держав під теоретичною структурою Священної Римської імперії, яка була далі розділена за внутрішніми сектантськими ознаками. Річ Посполита в цей час вирізнялася своєю релігійною байдужістю щодо протестантської Реформації та загальним імунітетом до європейських релігійних чвар.

#### Тридцятилітня війна 1618—1648 років
Тридцятилітня війна велася між 1618 і 1648 роками на території Німеччини та сусідніх територій, і в ній брали участь більшість великих європейських держав, крім Англії та Московії, здебільшого католики проти протестантів. Основним наслідком війни було спустошення цілих регіонів, оголених фуражними арміями. Епізоди широкомасштабного голоду та хворіб спустошили населення німецьких держав і, меншою мірою, Нижні держави, Землі Богемської Корони та північних частин Італії, водночас призводячи до банкрутства багатьох регіональних держав, задіяних у цьому. Від однієї четвертої до однієї третини німецького населення загинуло від прямих військових причин або від хворіб і голоду.

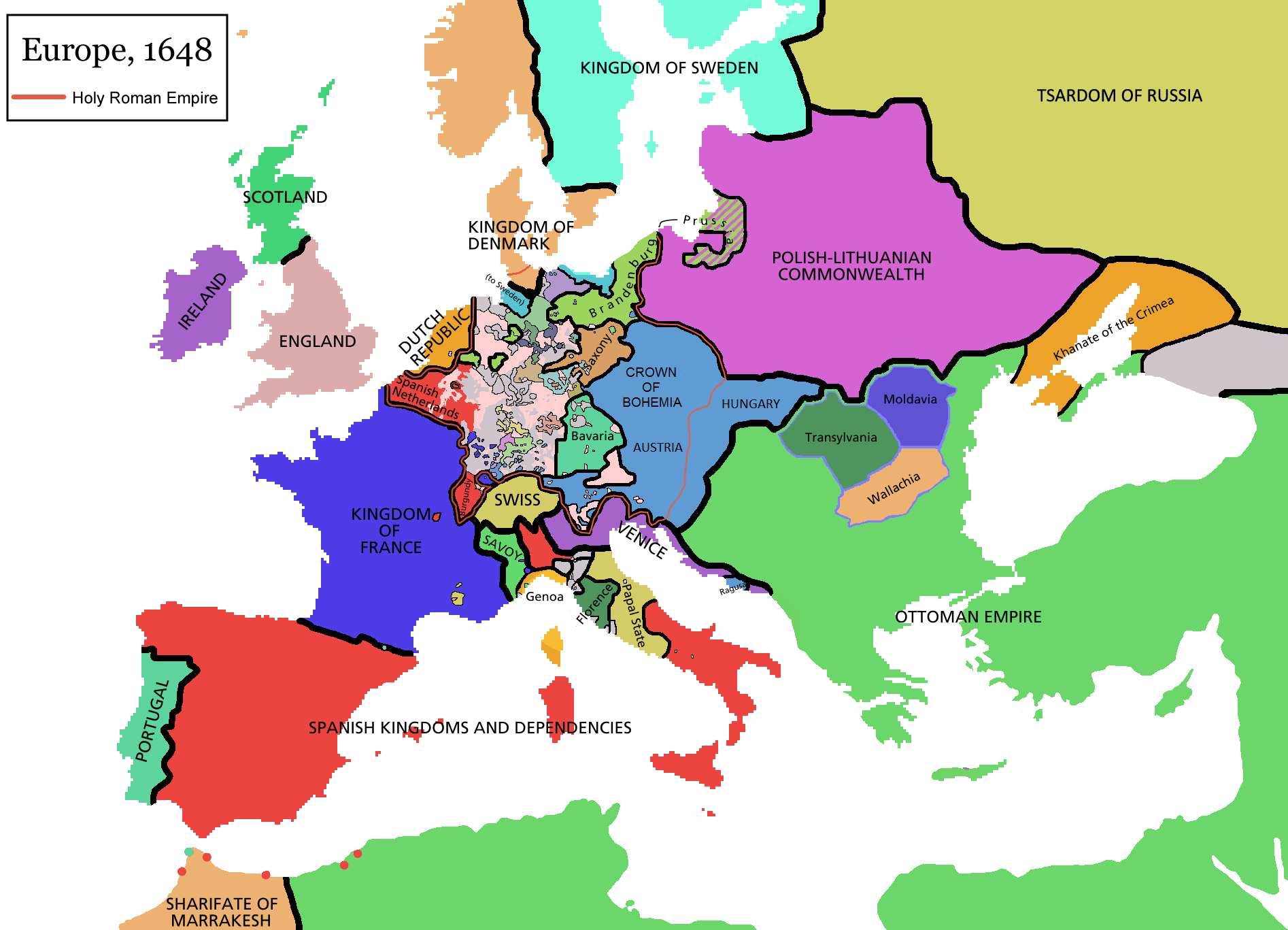
Європа після Вестфальського миру 1648 р

Після Вестфальського миру, який завершив війну на користь націй, які вирішували власну релігійну вірність, абсолютизм став нормою континенту, тоді як у деяких частинах Європи експериментували з конституціями, передвіщаними громадянською війною в Англії та, зокрема, Славною революцією. Європейський військовий конфлікт не припинився, але вже мав менш руйнівний вплив на життя європейців. На передовому північному заході Просвітництво дало філософське підґрунтя новому світогляду, а постійне поширення грамотности, яке стало можливим завдяки друкарському верстату, створило нові світські сили в мисленні.

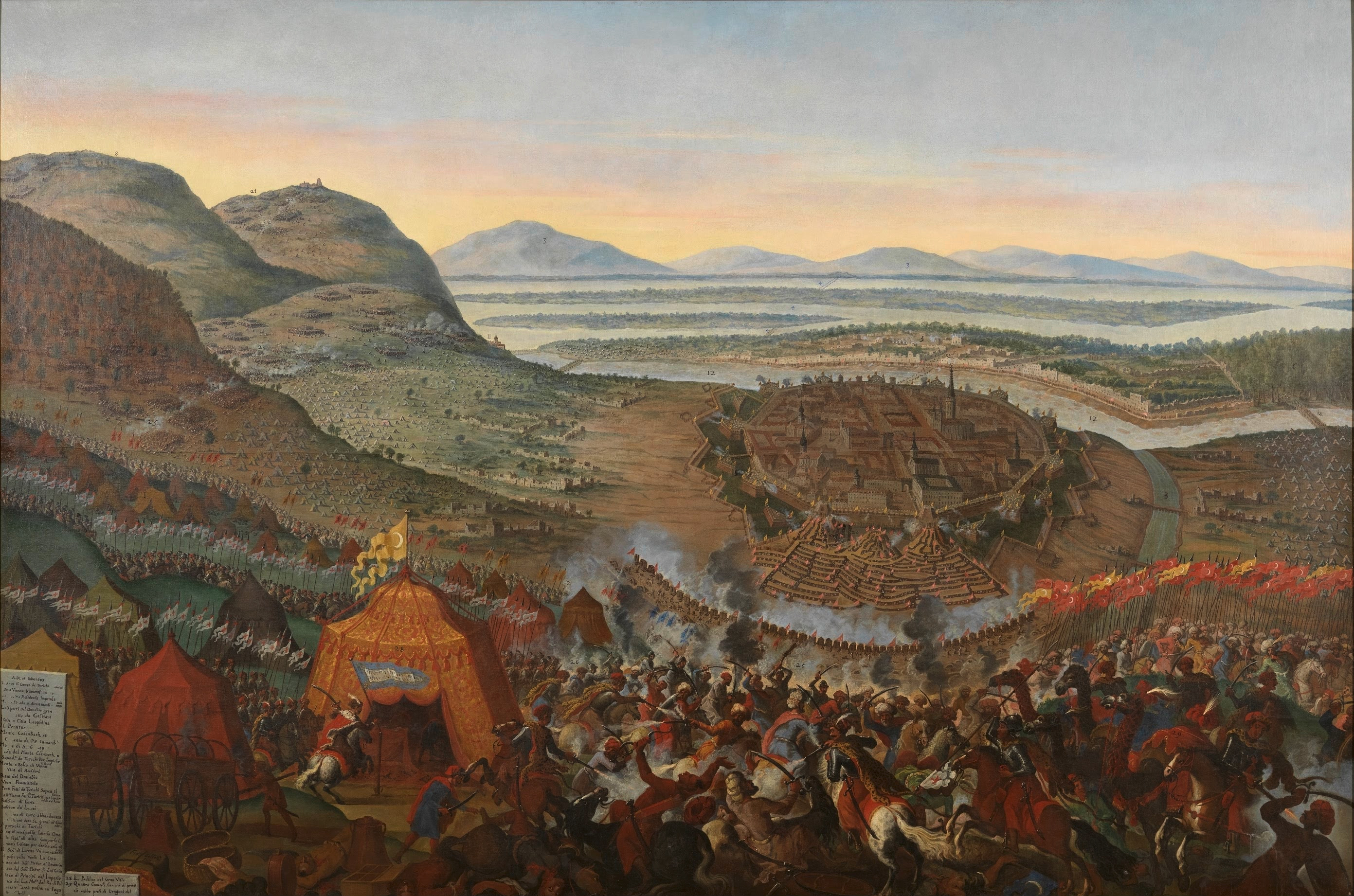
Поразка турків-османів у битві під Віднем у 1683 році ознаменувала історичний кінець експансії Османської імперії в Європі.

Після Кревської унії в Центральній і Східній Європі домінували Корона Королівства Польського та Велике князівство Литовське. У XVI та XVII століттях Центральна та Східна Європа була ареною конфлікту за домінування на континенті між Шведською імперією, Річчю Посполитою (втягнута в низку воєн, таких як повстання Хмельницького, московсько-польська війна, Шведський потоп тощо) й Османською імперією. У цей період спостерігався поступовий занепад цих трьох держав, які з часом були замінені новими абсолютистськими монархіями: Австрійською імперією (монархія Габсбурґів), Королівством Пруссія та Російською імперією. На рубежі XIX століття вони стали новими державами, розділивши між собою Річ Посполиту, причому Швеція та Туреччина зазнали значних територіальних втрат.

#### Війна за іспанську спадщину
Війна за іспанську спадщину (1701—1715) була великою війною з Францією, проти якої виступала коаліція Англії, Нідерландів, монархії Габсбурґів і Пруссії. Герцог Мальборо командував перемогою англійців і нідерладнців у битві при Бленгеймі в 1704 році. Після початкових успіхів союзників довга війна зайшла у військовий глухий кут і завершилася Утрехтським миром, який ґрунтувався на балансі сил у Європі. Історик Рассел Вейглі стверджує, що численні війни майже ніколи не досягали більшого, ніж коштували.

#### Пруссія
Фрідріх ІІ Великий, король Пруссії 1740–86, модернізував прусську армію, запровадив нові тактичні та стратегічні концепції, вів переважно успішні війни (Сілезькі війни, Семирічна війна) і подвоїв розмір Пруссії.

#### Московія та Російська імперія

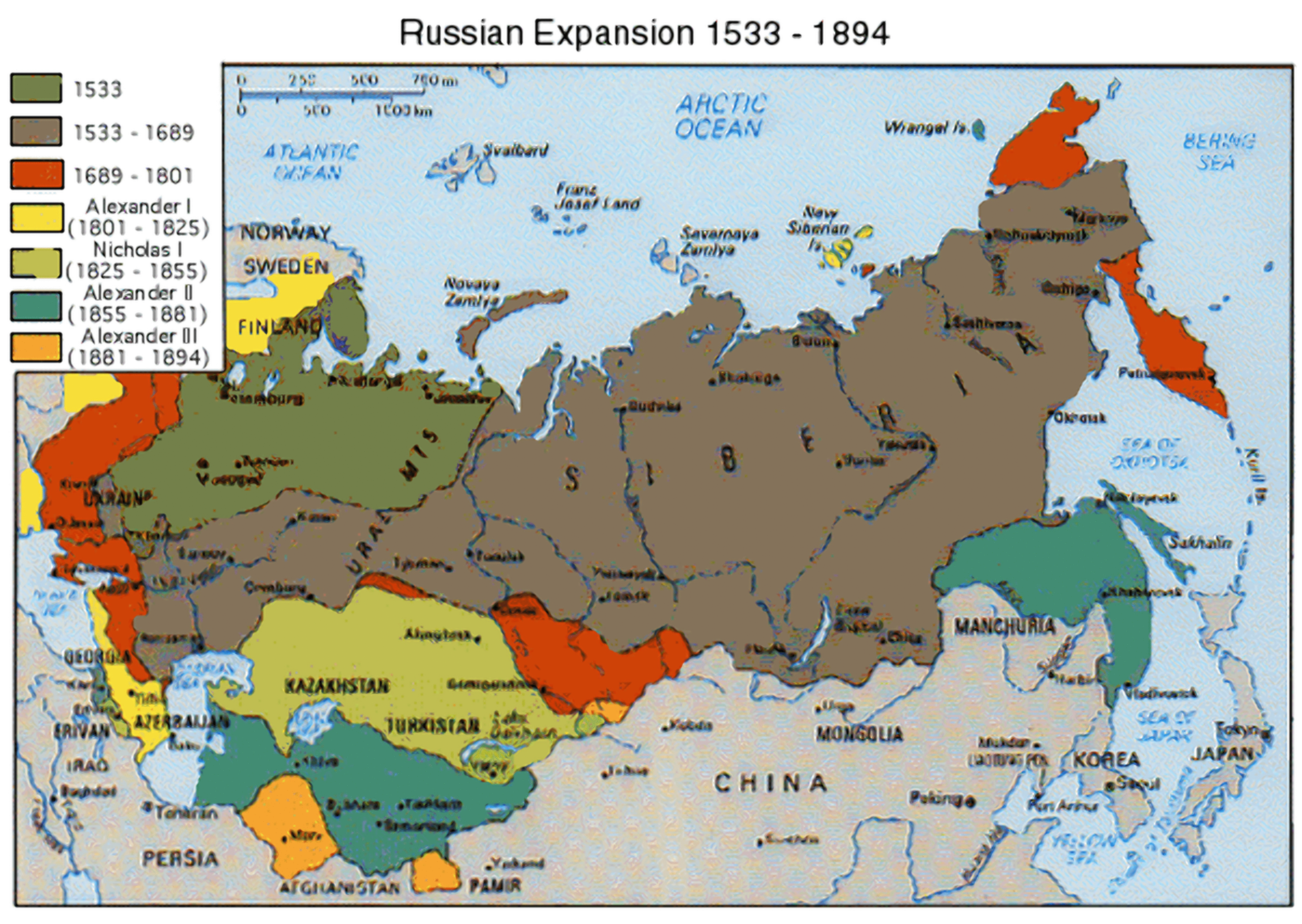
Російська експансія в Євразії між 1533 і 1894 роками.

Московія вела численні війни, щоб досягти швидкої експансії на схід, тобто Сибір, Далекий Схід, південь, до Чорного моря, а також південний схід і Центральну Азію. Уже Російська імперія могла похвалитися великою та могутньою армією, дуже великою та складною внутрішньою бюрократією та двором, який міг конкурувати з паризьким та лондонським. Однак уряд жив далеко за межами своїх можливостей. Протягом XVIII століття Російська імперія залишалася «бідною, відсталою, переважно сільськогосподарською та неписьменною державою».

### Просвітництво
Просвітництво було потужним, широко поширеним культурним рухом інтелектуалів, починаючи з кінця XVII століття в Європі, наголошуючи на силі розуму, а не традиції; воно було особливо сприятливим для науки (особливо фізики Ісаака Ньютона) і ворожим до релігійної ортодоксії (особливо Католицької церкви). Воно намагалося проаналізувати та реформувати суспільство за допомогою розуму, кинути виклик ідеям, заснованим на традиціях і вірі, і поширити знання за допомогою наукового методу. Це сприяло науковому мисленню, скептицизму та інтелектуальному обміну. Епоха Просвітництва була революцією в людській думці. Цей новий спосіб мислення полягав у тому, що раціональне мислення починається з чітко сформульованих принципів, використовує правильну логіку, щоб дійти висновків, перевіряє висновки на докази, а потім переглядає принципи у світлі доказів.
Мислителі епохи Просвітництва виступали проти марновірства. Деякі мислителі епохи Просвітництва співпрацювали з просвітницькими деспотами, абсолютистськими правителями, які намагалися силоміць нав'язати на практиці деякі нові ідеї щодо правління. Ідеї Просвітництва справили значний вплив на культуру, політику та уряди Європи.
Просвітництво виникло в XVII столітті, його започаткували філософи Френсіс Бекон, Бенедикт Спіноза, Джон Лок, П'єр Бейль, Вольтер, Френсіс Гатчесон, Дейвід Г'юм та фізик Ісаак Ньютон. Правлячі принци часто підтримували та допомагали цим діячам, і навіть намагалися застосувати їхні ідеї правління в тому, що було відомо як освічений абсолютизм. Науково-технічна революція тісно пов'язана з Просвітництвом, оскільки її відкриття перевернули багато традиційних концепцій і представили нові погляди на природу та місце людини в ній. Епоха Просвітництва процвітала приблизно до 1790—1800 рр., після чого Просвітництво з його акцентом на розумі поступилося місцем романтизму, який зробив новий акцент на емоціях; Контрпросвітництво почало набувати все більшої популярности.
У Франції Просвітництво базувалося на салонах і досягло кульмінації у великій Енциклопедії (1751–72). Ці нові інтелектуальні штамми поширилися в міських центрах Європи, зокрема в Речі Посполитій, Англії, Шотландії, німецьких державах, Нідерландах, Італії, Австрії та Іспанії, а також в американських колоніях Британії. Політичні ідеали Просвітництва вплинули на Декларацію незалежности Сполучених Штатів, Білль про права, французьку Декларацію прав людини і громадянина та польсько-литовську конституцію від 3 травня 1791 року (зокрема див. масонство в Україні).
Норман Дейвіс стверджував, що масонство було потужною силою від імені лібералізму та ідей Просвітництва в Європі приблизно з 1700 року до XX століття. Воно швидко поширилося в епоху Просвітництва, охопивши практично кожну державу Європи. Великим ворогом масонства була Латинська церква, тому в державах із великим католицьким елементом, таких як Франція, Італія, Австрія, Іспанія та Мексика, більша частина лютих політичних баталій включала протистояння між прихильниками Латинської церкви проти активних масонів. Тоталітарні та революційні рухи XX століття, особливо фашисти та комуністи, розгромили масонів.

### Революції й імперіалізм (1789—1914)

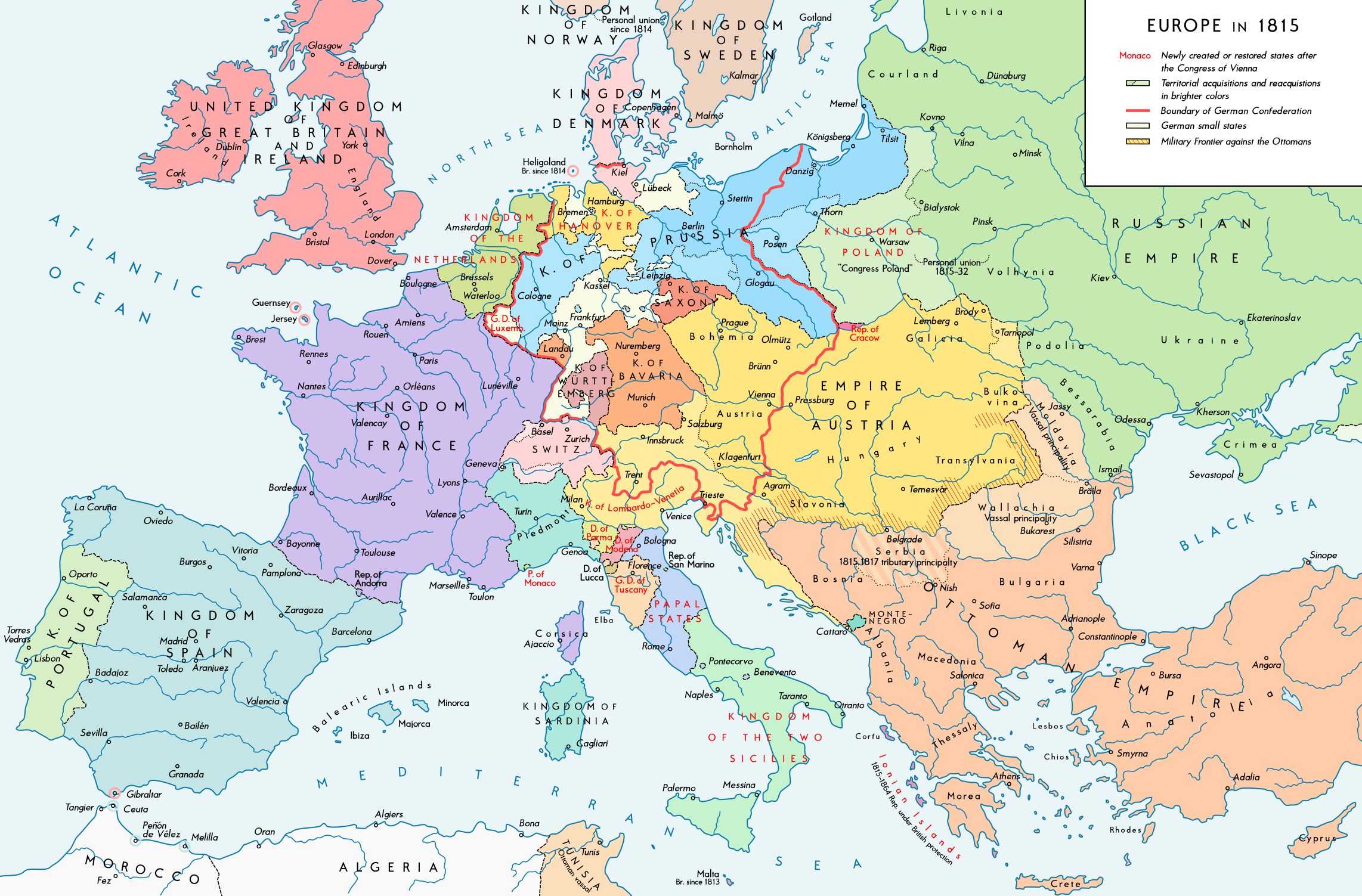
Кордони, встановлені Віденським конгресом 1815 року.

«Довге XIX століття» з 1789 по 1914 роки ознаменувалося різкими соціальними, політичними та економічними змінами, започаткованими промисловою революцією, Французькою революцією та наполеонівськими війнами. Після реорганізації політичної мапи Європи на Віденському конгресі 1815 року Європа пережила підйом націоналізму, розквіт Британської імперії та Російської імперії, а також занепад Османської імперії. Зрештою, піднесення Німецької імперії та Австро-Угорщини започаткувало перебіг подій, кульмінацією яких став початок Першої світової війни в 1914 році.

#### Промислова революція

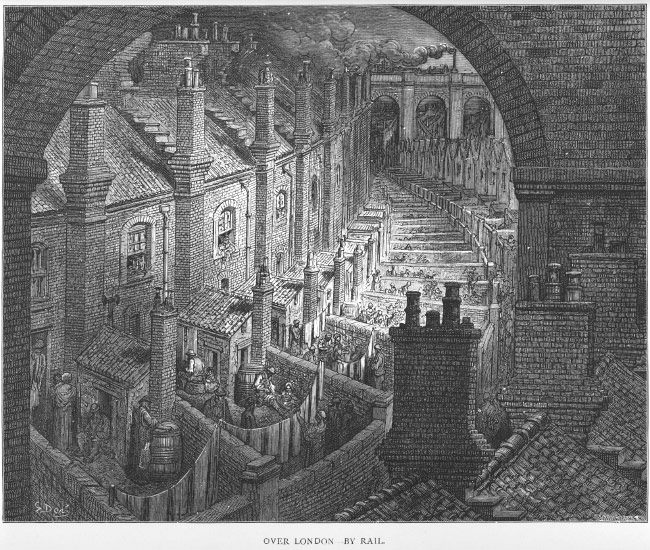
Камінне небо в Лондоні в 1870 році, художник Ґюстав Доре.

Промислова революція стала причиною серйозних змін у сільському господарстві, виробництві та транспорті, які вплинули на Сполучене Королівство, а згодом поширилися на Сполучені Штати Америки та Західну Європу. Технологічний прогрес, особливо використання парової машини, був головним каталізатором процесу індустріалізації. Це почалося в Англії та Шотландії в середині XVIII століття з механізацією текстильної промисловости, розвитком техніки виробництва чавуну та збільшенням використання вугілля як основного палива. Розширення торгівлі стало можливим завдяки впровадженню каналів, покращенню доріг і залізниць. Запровадження парової енергії (яка працює головним чином на вугіллі) та двигунів машин (головним чином у текстильному виробництві) стало основою різкого збільшення виробничих потужностей. Розвиток металорізальних верстатів у перші два десятиліття XIX століття сприяв виробництву більшої кількости виробничих машин для виробництва в інших галузях промисловости. Наслідки поширилися по всій Західній Європі та Північній Америці протягом XIX століття, зрештою вплинувши на більшу частину світу.

#### Епоха Французької революції
Історики Р. Р. Палмер і Джоел Колтон стверджували:
|  | У 1789 році у Франції почалася революція, і відтоді світ ніколи не був колишнім. Французька революція була, безумовно, найважливішим потрясінням усієї революційної епохи. Вона замінила «старий режим» «сучасним суспільством» і на своїй крайній фазі стала дуже радикальною, настільки, що всі пізніші революційні рухи дивилися на нього як на свого попередника... З 1760-х по 1848 рр. роль Франції була вирішальною. |

Епоха Французької революції і подальших наполеонівських війн була важким часом для монархів. Російського імператора Павла І було вбито; Король Франції Людовик XVI був страчений, як і його королева Марія-Антуанетта. Крім того, королі Іспанії Карл IV та Фердинанд VII і король Швеції Густав IV Адольф були скинуті, як, зрештою, імператор Наполеон та всі родичі, яких він посадив на різні європейські престоли. Прусський король Фрідріх-Вільгельм III та австрійський імператор Франц II ледве залишилися на своїх престолах. Британський король Георг III втратив більшу частину Першої Британської імперії.
Американська революція (1775—1783) була першим успішним повстанням колонії проти європейської держави. Вона відкинула аристократію та встановила республіканську форму правління, що привернуло увагу всього світу. Французька революція (1789—1804) була продуктом тих самих демократичних сил в Атлантичному світі і мала ще більший вплив. Французький історик Франсуа Олар казав:
|  | З соціальної точки зору революція полягала в придушенні того, що називалося феодальним ладом, у звільненні особи, у більшому розподілі земельної власности, скасуванні привілеїв дворянського походження, встановленні рівности, спрощення життя.... Французька революція відрізнялася від інших революцій тим, що була не просто національною, бо була спрямована на благо всього людства. |

Штурм Бастилії під час Французької революції 1789 року.

Французьке втручання у війну за незалежність США майже довело державу до банкрутства. Після неодноразових невдалих спроб фінансової реформи королю Людовику XVI довелося скликати Генеральні штати, представницький орган держави, що складається з трьох станів: духовенства, дворянства та простолюдинів. Третій стан, до якого приєдналися члени двох інших, проголосив Національні збори і створив у липні Національні установчі збори. У той же час жителі Парижа повстали, штурмувавши в'язницю Бастилія 14 липня 1789 року.
У той час асамблея хотіла створити конституційну монархію, і протягом наступних двох років ухвалила різні закони, включаючи Декларацію прав людини і громадянина, скасування феодалізму та фундаментальну зміну відносин між Францією та Римом. Спочатку король погоджувався з цими змінами і користувався помірною популярністю в народі. Оскільки антироялізм зростав разом із загрозою іноземного вторгнення, король намагався втекти та приєднатися до ворогів Франції. Він потрапив у полон і 21 січня 1793 року, будучи засудженим за державну зраду, був гільйотинований.
20 вересня 1792 року Національний конвент скасував монархію та проголосив Францію республікою. Через надзвичайний стан війни Національний конвент створив Комітет громадської безпеки, щоб діяти як виконавча влада держави. Під керівництвом Максимільєна де Робесп'єра комітет започаткував правління терору, під час якого в Парижі було страчено до 40 000 людей, головним чином дворян і засуджених Революційним трибуналом, часто за найменшими доказами. Внутрішня напруга в Парижі підштовхнула Комітет до посилення тверджень про радикалізм і збільшення підозр. Через кілька місяців після початку цієї фази Максиміліан Робесп'єр і його фракція відправляли на гільйотину все більше видатних революціонерів, наприклад Манон Ролан і Жоржа Жака Дантона. В інших регіонах держави контрреволюційні повстання жорстоко придушувалися. Режим було повалено в результаті термідоріанського перевороту 27 липня 1794 року, а Максиміліана Робесп'єра було страчено. Режим, що прийшов за ним, поклав край терору та послабив більш радикальну політику Робесп'єра.

#### Наполеон
Наполеон Бонапарт був найуспішнішим генералом Франції у війнах за незалежність. У 1799 році 18 брюмера (9 листопада) він скинув уряд, замінивши його Консульством, яким він керував. Він здобув популярність у Франції, відновивши Латинську церкву, знизивши податки, централізувавши владу в Парижі та здобувши славу на полі бою. У 1804 році він коронувався імператором. У 1805 році Наполеон планував вторгнутися до Великої Британії, але оновлений союз Британії з Австрійською та Російською імперіями (Третя коаліція) змусив його звернути увагу на континент, у той же час французький флот був знищений британцями в Трафальгарській битві, поклавши край будь-якому плану вторгнення до Великої Британії. 2 грудня 1805 року Наполеон розгромив чисельно переважаючу австро-російську армію під Аустерліцом, змусивши Австрійську імперію вийти з коаліції (див. Пресбурзький договір) і розпустити Священну Римську імперію. У 1806 році була створена Четверта коаліція. 14 жовтня Наполеон розгромив пруссаків у битві під Єною й Ауерштедтом, пройшов через Німеччину та розгромив росіян 14 червня 1807 року під Фрідландом. Тільзитський мир розділив Європу між Першою Французькою імперією та Російською імперію та створило Варшавське герцогство.

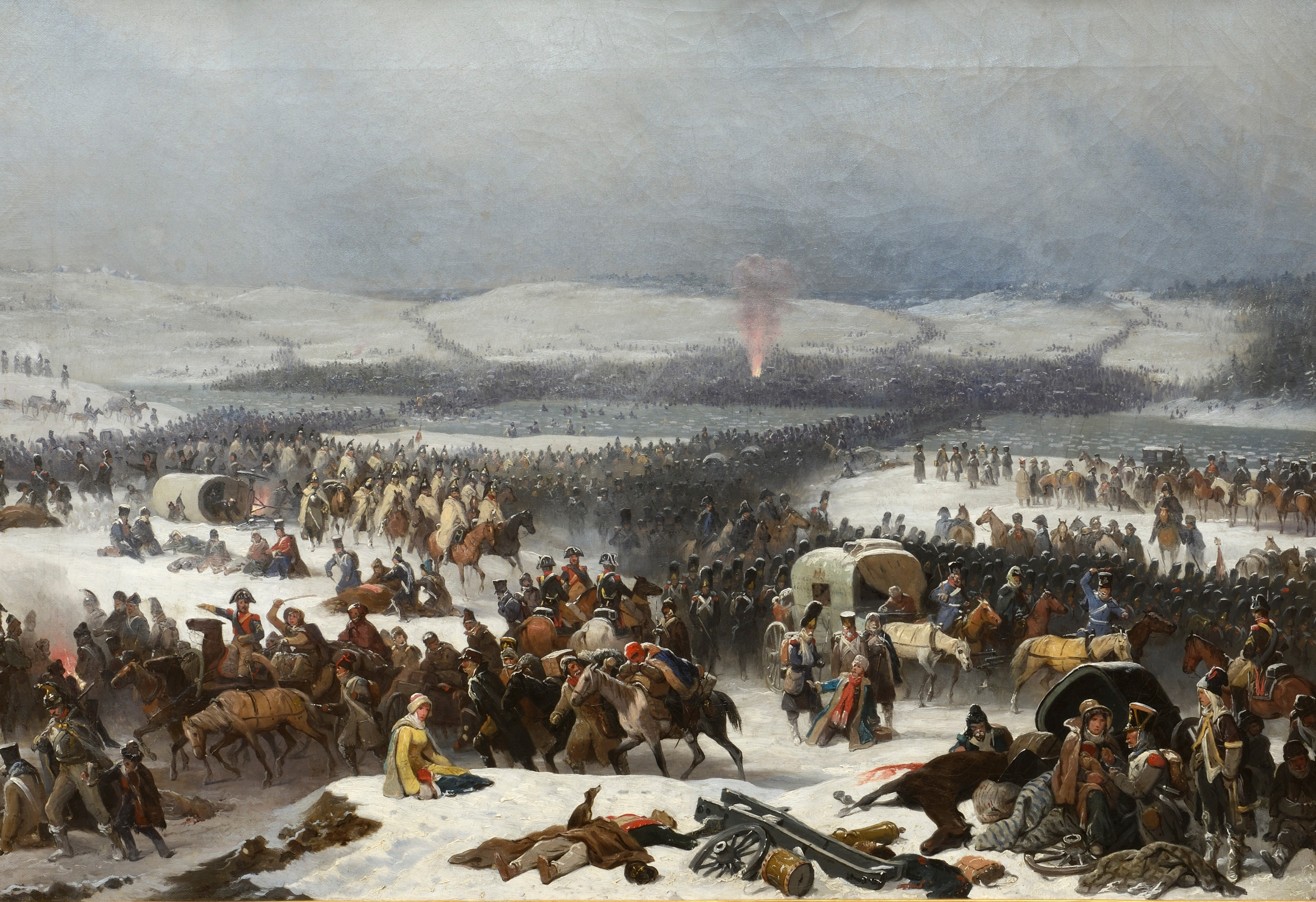
Наполеонівська армія при відступі з Російської Імперії на річці Березині.

12 червня 1812 року Наполеон вторгнувся до Російської імперії з великою армією чисельністю майже 700 000 чоловік. Після розмірених перемог під Смоленськом і Бородіно Наполеон зайняв Москву, але знайшов її спаленою відступаючою російською армією. Він був змушений відійти. На зворотному поході його військо було заморене козаками, страждало від хвороб і голоду. Тільки 20 000 його людей вижили в кампанії. Зазнавши поразки від армії семи націй у битві під Лейпцигом у жовтні 1813 року, він був змушений зректися престолу після Шестиденної кампанії та окупації Парижа. За договором у Фонтенбло був засланий на острів Ельба. Він повернувся до Франції 1 березня 1815 року (див. «Сто днів»), зібрав армію, але врешті зазнав поразки від британських і прусських військ у битві при Ватерлоо 18 червня 1815 року та був засланий на маленький британський острів Святої Олени.

##### Вплив Французької революції
Ендрю Робертс виявив, що революційна та наполеонівська війни з 1793 по 1815 роки спричинили 4 мільйони смертей (з них 1 мільйони були цивільними особами); 1.4 мільйони були французами.
За межами Франції революція мала великий вплив. Її ідеї набули широкого поширення. Ендрю Робертс стверджує, що Наполеон був відповідальним за ключові ідеї сучасного світу, щоб «меритократія, рівність перед законом, права власности, віротерпимість, сучасна світська освіта, здорові фінанси тощо були захищені, консолідовані, кодифіковані та географічно розширений Наполеоном протягом його 16 років влади».
Крім того, французькі війська в 1790-х і 1800-х роках безпосередньо повалили феодальні залишки в більшій частині Західної Європи. Вони лібералізували майнові закони, скасували сеньйоріальні збори, та скасували гільдії купців і ремісників, щоб сприяти підприємництву, легалізували розлучення, закрили єврейські ґетто і зробили євреїв рівними з усіма іншими. Іспанська інквізиція припинилась, як і Священна Римська імперія була розпущена. Влада церковних судів і релігійної влади була різко скорочена, проголошена рівність усіх людей перед законом.
Перша французька імперія анексувала Бельгію, реорганізувавши її на різні департаменти Франції. Вона підкорила Нідерланди і зробила їх державою-клієнтом. Вона взяла під контроль німецькі території на лівому березі річки Рейн і створила маріонеткову Конфедерацію Рейну. Вона підкорила Швейцарію та більшу частину Італії, заснувавши низку маріонеткових держав. Результатом стала слава та вливання вкрай необхідних грошей із завойованих земель. Однак вороги Франції на чолі з Британською імперією у 1799 році сформували Другу коаліцію (до Британської імперії приєдналися Австрійська, Російська й Османська імперії). Друга коаліція здобув низку перемог, які перекреслили успіхи Франції та загнали французьку армію в Єгипет. Наполеон пройшов через британську блокаду в жовтні 1799 року, повернувшись до Парижа, де скинув уряд і став правителем.
Наполеон підкорив більшу частину Італії під час Французької революції 1797—1799 років. Він розділив австрійські володіння та заснував низку нових республік із новими кодексами законодавства та скасуванням феодальних привілеїв. Центром Цизальпійської республіки Наполеона був Мілан; утворилася Римська республіка, а також маленька Лігурійська республіка навколо Генуї. Навколо Неаполя утворилася Неаполітанська республіка, яка проіснувала лише п'ять місяців. Пізніше він утворив Італійське королівство, а його брат став королем. Крім того, Франція перетворила Нідерланди на Батавську республіку, а Швейцарію — на Гельветійську республіку. Усі ці нові держави були сателітами Франції і повинні були платити великі субсидії Парижу, а також надавати військову підтримку війнам Наполеона. Їх політичну та адміністративну системи було модернізовано, запроваджено метричну систему та зменшено торговельні бар'єри. Були ліквідовані єврейські ґетто. П'ємонт увійшов до складу Першої французької імперії.
Більшість нових держав було скасовано та повернуто довоєнним власникам у 1814 році. Проте Фредерік Арц наголошує на вигодах, які італійці отримали від Французької революції:
|  | Протягом майже двох десятиліть італійці мали чудові кодекси законів, справедливу систему оподаткування, кращу економічну ситуацію та більшу релігійну та інтелектуальну терпимість, ніж вони знали протягом століть... Скрізь старі фізичні, економічні та інтелектуальні бар'єри були скинуті, і італійці почали усвідомлювати спільну національність. |

Подібним чином у Швейцарії Вільям Мартін оцінив довгостроковий вплив Французької революції:
|  | Проголошувалася рівність громадян перед законом, рівноправність мов, свобода думки і віри; це створило швейцарське громадянство, основу нашої сучасної національности, і поділ влади, щодо якого старий режим навіть не мав концепції; вона придушила внутрішні та інші економічні обмеження; вона уніфікувала міри та ваги, реформувала цивільне та кримінальне законодавство, дозволила змішані шлюби (між католиками та протестантами), заборонила тортури та покращив правосуддя; вона розвивала освіту та громадську працю. |

Найбільшого впливу зазнала сама Франція. Крім наслідків, подібних до тих, що відбулися в Італії та Швейцарії, у Франції було запроваджено принцип рівности перед законом та принижено статус колись сильної та багатої Католицької церкви. Влада стала централізованою в Парижі з його сильною бюрократією та армією, яка постачалася за рахунок призову всіх молодих чоловіків. Французька політика постійно поляризувалася — прихильникам і супротивникам принципів Революції давали нові назви „ліві“ і „праві“.

#### Релігія
До XIX століття уряди дедалі більше брали на себе традиційні релігійні ролі, приділяючи набагато більше уваги ефективності та одноманітності, ніж релігійності. Світські органи відібрали контроль над едукацією у церков, скасували податки та десятину на підтримку встановлених релігій і виключили єпископів зі складу верхніх палат. Світські закони почали регулювали шлюб і розлучення, а ведення реєстрів народжених і смертей стало обов'язком місцевого самоврядування. Незважаючи на те, що численні релігійні конфесії в Сполучених Штатах Америки заснували багато коледжів та університетів, у Європі це було майже виключно державною функцією. Імперська влада захищала християнських місіонерів в африканських і азійських колоніях. У Франції та інших переважно католицьких державах антиклерикальні політичні рухи намагалися зменшити роль Латинської церкви. Так само на короткий час у Німеччині в 1870-х роках була запекла Культуркампф (культурна війна) проти католиків, але католики успішно відбивалися. Латинська церква зосередила більше влади в руках папства та боролася проти секуляризму та соціалізму. Латинська церква почала релігійні реформи, які отримали широку підтримку серед вірних церкви.

#### Сходження націй

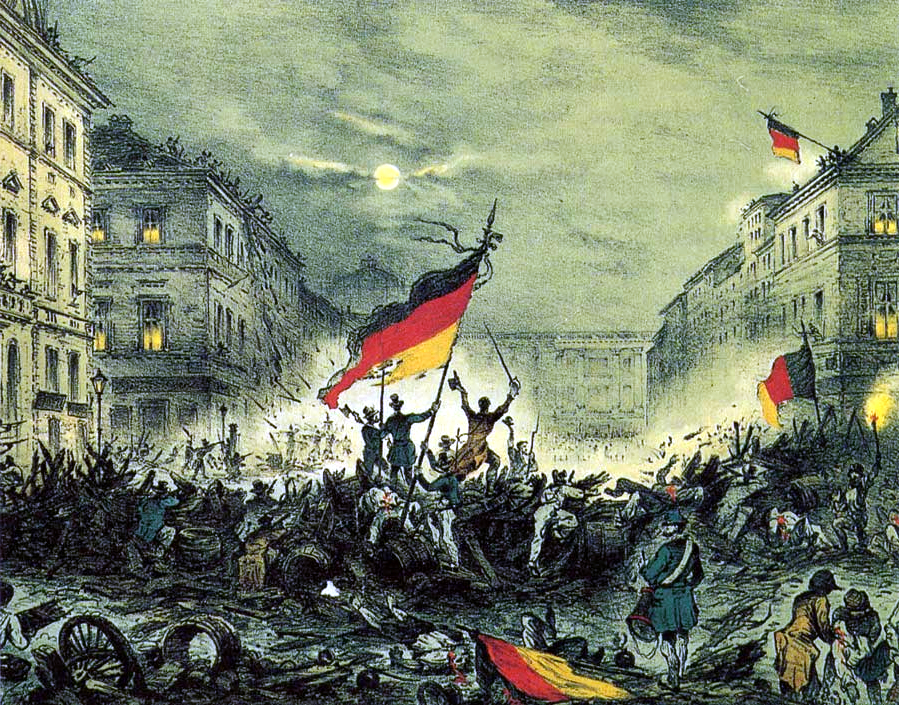
Підбадьорювання революцій 1848 року в Берліні.

Політичний розвиток націоналізму та прагнення до народного суверенітету завершилися етнічними/національними революціями в Європі. Протягом XIX століття націоналізм став однією з найважливіших політичних і соціальних сил в історії; зазвичай її вказують серед головних причин Першої світової війни. До 1871 року більшість європейських держав стали конституційними монархіями, а Німеччина та Італія об'єднали багато малих міст-держав, щоб стати об'єднаними національними державами. Зокрема, Німеччина дедалі більше домінувала на континенті в економіці та політичній владі. Тим часом у глобальному масштабі Британія з її великою Британською імперією, неперевершеним Королівським флотом і могутніми банкірами стала першою світовою державою. Над її територіями ніколи не заходило сонце, тоді як неофіційна імперія діяла через британських фінансистів, підприємців, торговців та інженерів, які розпочали діяльність у багатьох державах і значною мірою домінували в Латинській Америці. Британці були особливо відомі тим, що фінансували та будували залізниці по всьому світу.
Завоювання Наполеоном Німеччини та Італії приблизно у 1800—1806 роках відіграли важливу роль у стимулюванні націоналізму та вимоги національної єдности.

##### Німеччина
У німецьких державах на схід від Пруссії Наполеон скасував багато старих або середньовічних реліктів, таких як розпуск Священної Римської імперії в 1806 році. Він нав'язував раціональні правові системи, а його організація Рейнської конфедерації в 1806 році сприяла поширенню німецького націоналізму. У 1860-х роках прусський канцлер Отто фон Бісмарк домігся об'єднання Німеччини в 1870 році після того, як багато менших держав наслідували лідерство Пруссії у війнах проти Данії, Австрії та Франції.

##### Італія
Італійський націоналізм виник у XIX столітті і був рушійною силою об'єднання Італії або „Рісорджименто“. Це був політичний та інтелектуальний рух, який об'єднав різні держави Апеннінського півострова в єдину державу Королівство Італія в 1860 році. Пам'ять про Рісорджіменто є центральною як для італійського націоналізму, так і для італійської історіографії.

##### Сербія

Розпад Югославії.

Століттями православні серби перебували під владою Османської імперії, контрольованої мусульманами. Успіх Сербської революції (1804—1817) проти османського панування в 1817 році ознаменував заснування Сербського князівства. У 1867 році вона здобула фактичну незалежність і остаточно отримала визнання на Берлінському конгресі 1878 року. Серби розвинули ширше бачення націоналізму в панславізмі, а саме в югославізмі, та за підтримки Російської імперії прагнули витягнути інших слов'ян з Австро-Угорської імперії. Австрія за підтримки Німеччини намагалася розгромити Королівство Сербія в 1914 році, але втрутилася Російська імперія, розпаливши Першу світову війну, у якій Австрія розпалася на національні держави.
У 1918 році регіон Воєводина оголосив про вихід зі складу Австро-Угорщини для об'єднання з панслов'янською Державою Словенців, Хорватів і Сербів; Королівство Сербія приєдналося до політичної унії 1 грудня 1918 року, і держава отримала назву Королівство Югославія. Вона була перейменована в Югославію, яка так і не змогла приборкати численні національности та релігії, і вона розлетілася на частини громадянською війною в 1990-х роках.

##### Греція

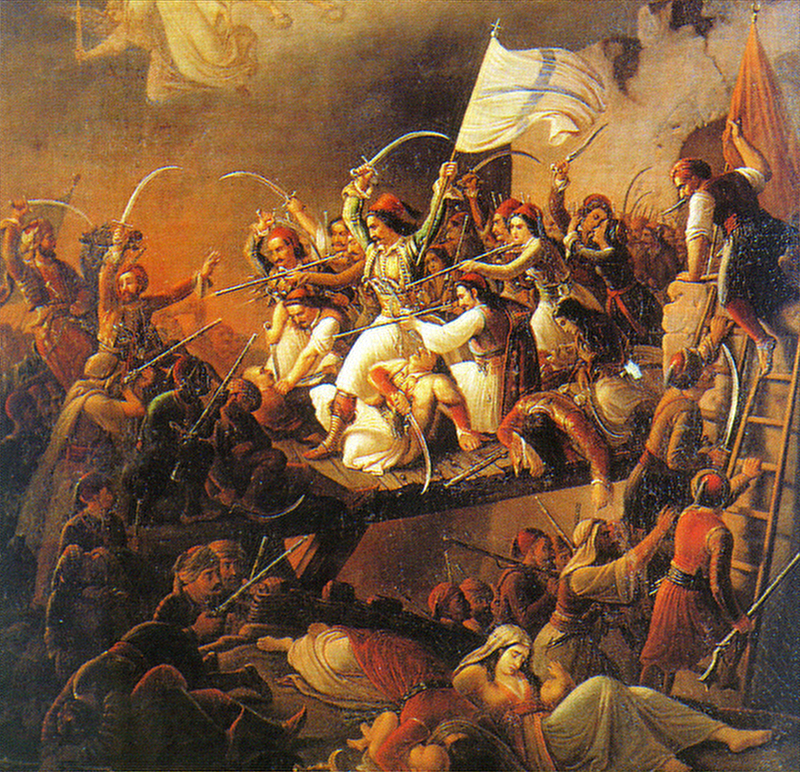
Починаючи з 1821 року, Грецька війна за незалежність почалася з повстання грецьких революціонерів проти правлячої Османської імперії.

Прагнення Греції до незалежности від Османської імперії надихнуло прихильників по всій християнській Європі, особливо в Британській імперії. Друга французька республіка, Російська імперія та Британська імперія втрутилися, щоб ця націоналістична мрія стала реальністю під час Грецької війни за незалежність (1821—1829/1830).

##### Болгарія
Сучасний болгарський націоналізм виник під османським пануванням наприкінці XVIII — на початку XIX століття. Автономний Болгарський екзархат був створений у 1870/1872 рр. для єпархії Болгарії, а також для тих, до яких бажали приєднатися не менше двох третин православних християн. Квітневе повстання 1876 року опосередковано призвело до визволення Болгарії у 1878 році.

##### Польща
У 1790-х роках Німецька, Австрійська та Російська імперії поділили Річ Посполиту. Наполеон створив Варшавське герцогство, запаливши дух польського націоналізму. Російська імперія заволоділа ним у 1815 році, утворивши Королівство Польське з царем як королем Польщі. Масштабні націоналістичні повстання спалахнули в 1830 і 1863–64 роках, але були жорстоко придушені Російською імперією, яка намагалася росіянізувати польську мову, культуру та релігію. Розпад Російської імперії під час Першої світової війни дозволив великим державам відновити незалежну Польську Республіку, яка проіснувала до 1939 року. Тим часом поляки в районах, контрольованих Німеччиною, перейшли до важкої промисловости, але їхня релігія зазнала нападку Бісмарка в Kulturkampf 1870-х років. Поляки приєдналися до німецьких католиків у добре організовану нову Центристську партію та перемогли Бісмарка політично. Він відповів, припинивши переслідування та співпрацюючи з Центристською партією.

##### Іспанія

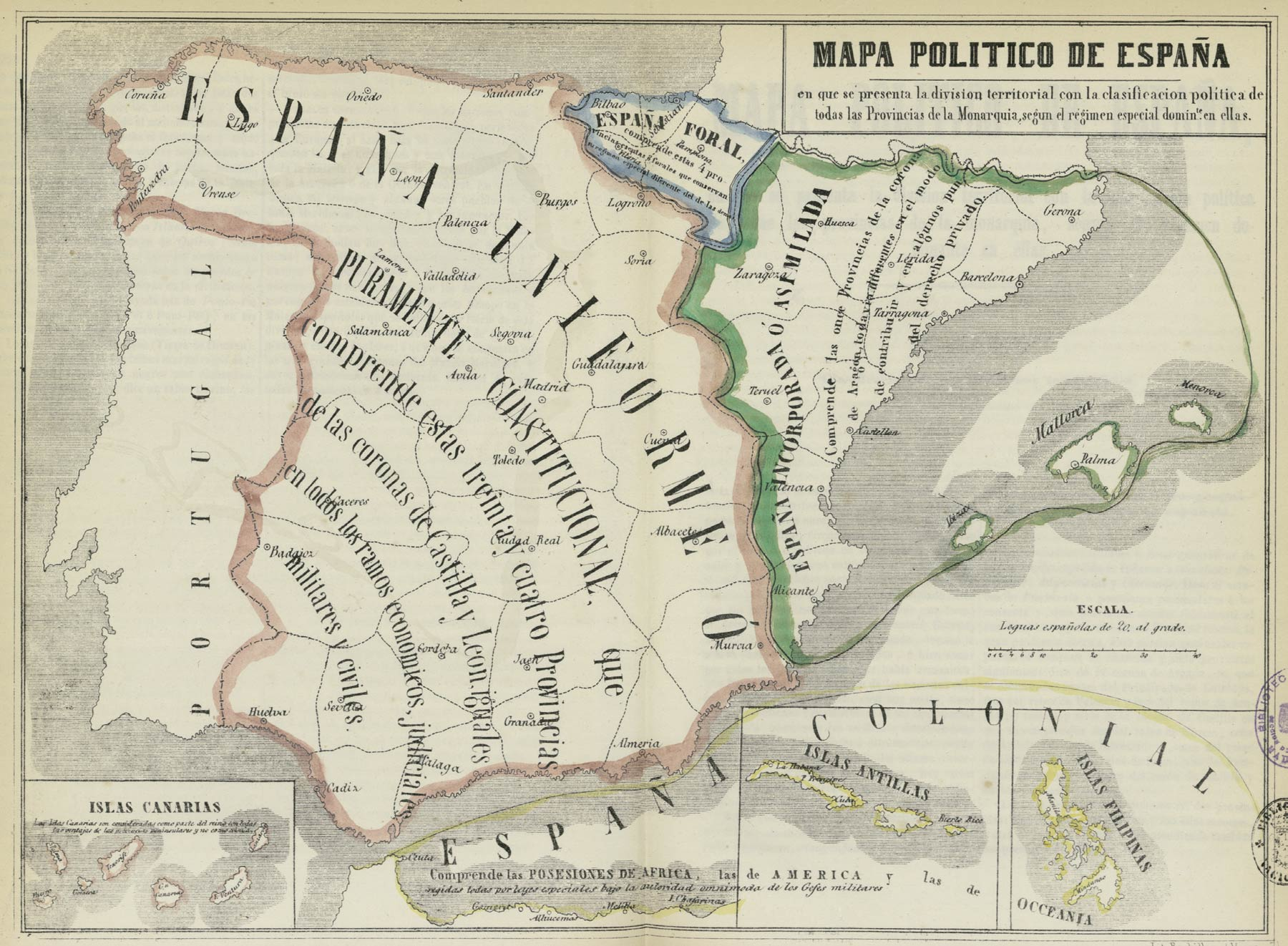
Шкільна мапа Іспанії 1850 року. На ній зображено державу, розділену на чотири частини: „Повністю конституційна Іспанія“, яка включає Кастилію та Андалусію, а також галісійськомовні території — „анексована або асимільована Іспанія“: території Корони Араґону, більша частина якої, за винятком власне Араґону є каталонськомовними. „Форальна Іспанія“, яка включає баскськомовні території та „Колоніальна Іспанія“, з останніми заморськими колоніальними територіями.

Після війни за іспанську спадщину, асиміляція Араґонської Корони Кастильською Короною через Декрети Нуева-Планта була першим кроком у створенні іспанської національної держави через нав'язування політичних і культурних особливостей панівної етнічної групи, у даному випадку кастильців, над представниками інших етнічних груп, які стали національними меншинами для асиміляції. Починаючи з політичного об'єднання 1714 року, асиміляційна політика Іспанії щодо каталонськомовних територій (Каталонія, Валенсія, Балеарські острови, частина Араґону) та інших національних меншин була історичною константою. Процес націоналізації прискорився в XIX столітті, паралельно з виникненням іспанського націоналізму, соціального, політичного та ідеологічного руху, який намагався сформувати іспанську національну ідентичність на основі кастильської моделі, у конфлікті з іншими історичними націями на Піренейському півострові. Ця націоналістична політика, іноді дуже агресивна, і все ще в силі.

##### Освіта
Важливою складовою націоналізму було вивчення національної спадщини, наголос на національній мові та літературній культурі. Це стимулювало появу національних освітніх систем і, в свою чергу, суттєво підтримувало її. Латинська мова поступилася місцем національній мові, а обов'язкова освіта за сильної підтримки модернізаторів і засобів масової інформації стала стандартом у Німеччині та згодом в інших західноєвропейських державах. Виборчі реформи розширили виборчі права. Кожна держава розвивала почуття національного походження — історична точність була менш важливою, ніж мотивація до патріотизму. Загальна обов'язкова освіта була поширена на дівчат на початковому рівні. До 1890-х років у деяких державах, зокрема у Франції, Німеччині та Сполучених Штатах Америки, виникли сильні рухи за поширення обов'язкової освіти на рівень середньої школи.

##### Ідеологічні коаліції

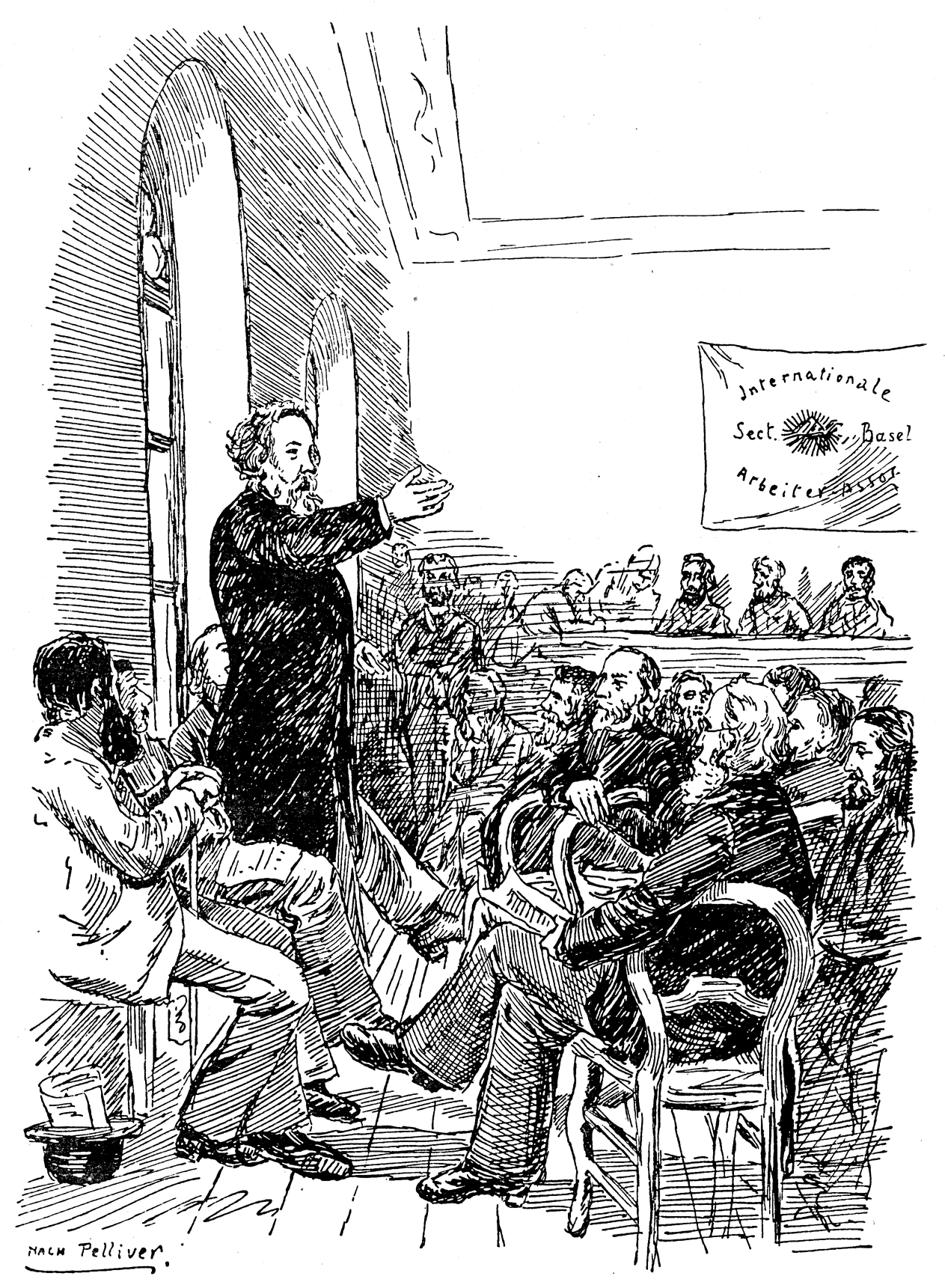
Михайло Бакунін виступає перед членами Міжнародної асоціації робітників на в 1869 році.

Після поразки революційної Франції великі держави намагалися відновити становище, яке існувало до 1789 року. Віденський конгрес 1815 року створив мирний баланс сил між європейськими імперіями, відомий як система Меттерніха. Силовою базою їх опори була аристократія. Однак їхні реакційні зусилля не змогли зупинити поширення революційних рухів: середні класи зазнали глибокого впливу ідеалів Французької революції, а промислова революція принесла важливі економічні та соціальні зміни.
Радикальні інтелектуали шукали в робітничих класах базу для соціалістичних, комуністичних і анархічних ідей. Маніфест Комуністичної партії Карла Маркса та Фрідріха Енгельса 1848 року мав великий вплив.
Середні класи та бізнесмени пропагували лібералізм, вільну торгівлю та капіталізм. Аристократичні елементи зосереджувалися на державній службі, в армії та у встановлених церквах. Націоналістичні рухи (у Німеччині, Італії, Польщі, Угорщині та інших державах) прагнули національного об'єднання та/або звільнення від іноземного панування. Як наслідок, період між 1815 і 1871 роками ознаменувався великою кількістю революційних спроб і війн за незалежність. Греція успішно повстала проти османського панування в 1820-х роках.

##### Франція за Наполеона III

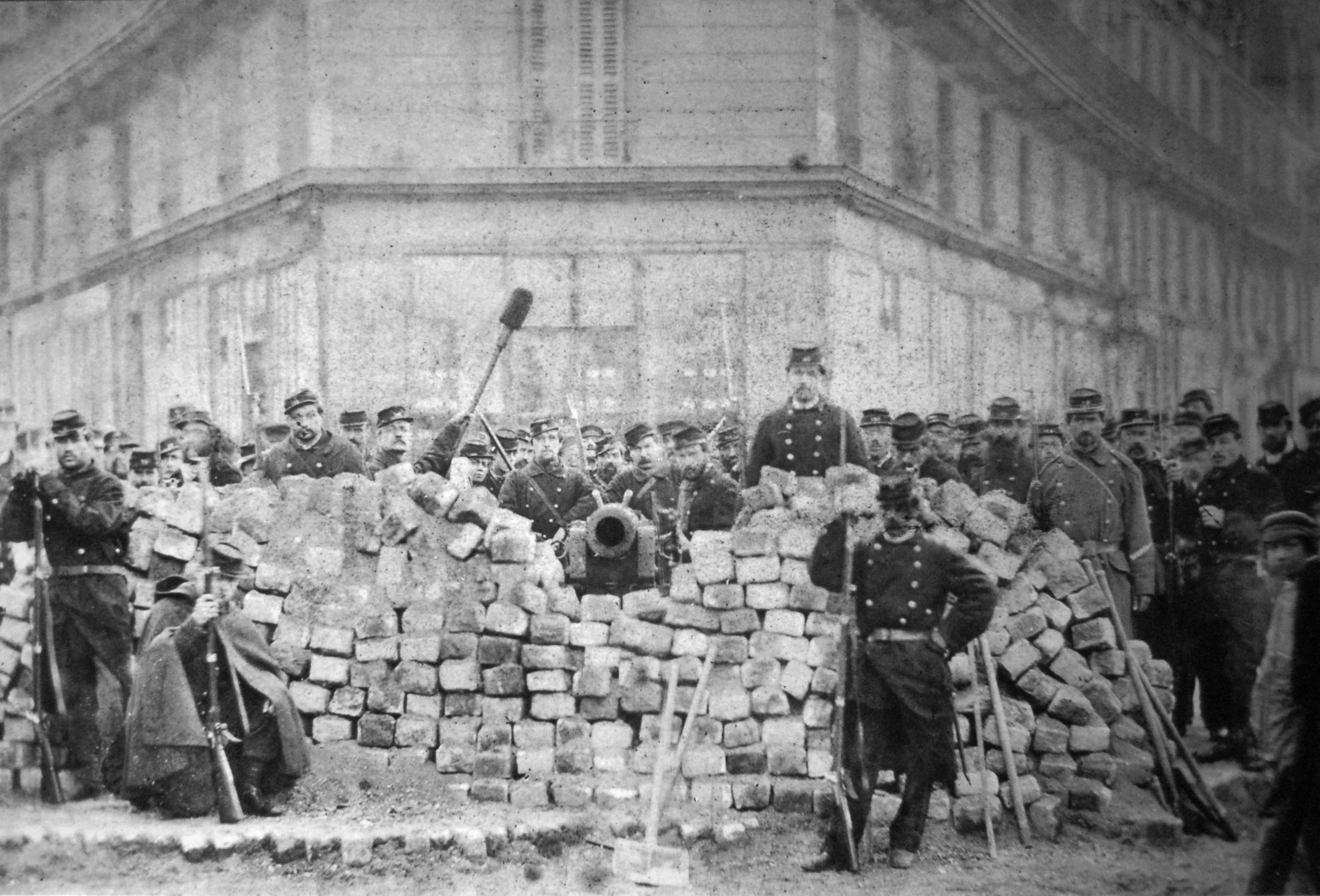
Паризька комуна, 1871 рік.

Наполеон III, племінник Наполеона I, використав своє знамените ім'я та широку популярність у Франції. Він повернувся із заслання в 1848 році, обіцяючи стабілізувати хаотичну політичну ситуацію. Він був обраний президентом і успішно променив себе Імператор Французів, що пізніше було схвалено значною більшістю французького електорату. Перша частина його імперського терміну принесла багато важливих реформ, яким сприяв контроль Наполеона над законодавчим органом, урядом і французькими збройними силами. Сотні старих республіканських лідерів були заарештовані та депортовані. Наполеон контролював ЗМІ та цензурував новини. Як компенсацію за втрату свободи Наполеон подарував людям нові лікарні та притулки, прикрасив і модернізував Париж, а також побудував сучасну залізницю та транспортну систему, що значно покращило торгівлю. Економіка зростала, але індустріалізація не була такою швидкою, як у Британській імперії, і Франція значною мірою залежала від малих сімейних фірм на відміну від великих компаній, які з'являлися в Сполучених Штатах Америки та Німецької імперії. Друга французька імперія була на боці переможців у Кримській війні (1854—1856), але після 1858 зовнішня політика Наполеона була все менш успішною. Зовнішньополітичні помилки остаточно зруйнували його правління в 1870—1871 роках. Його імперія розпалася після поразки у франко-прусській війні.
Франція стала республікою, але до 1880-х років існував сильний народний попит на монархію. Ворожнеча до Католицької церкви стала серйозною проблемою, оскільки у Франції боротьба між світськими та релігійними силами тривала аж до ХХ століття, причому світські елементи зазвичай були більш успішними. Третя французька республіка виникла в 1871 році.

##### Бісмаркова Німеччина

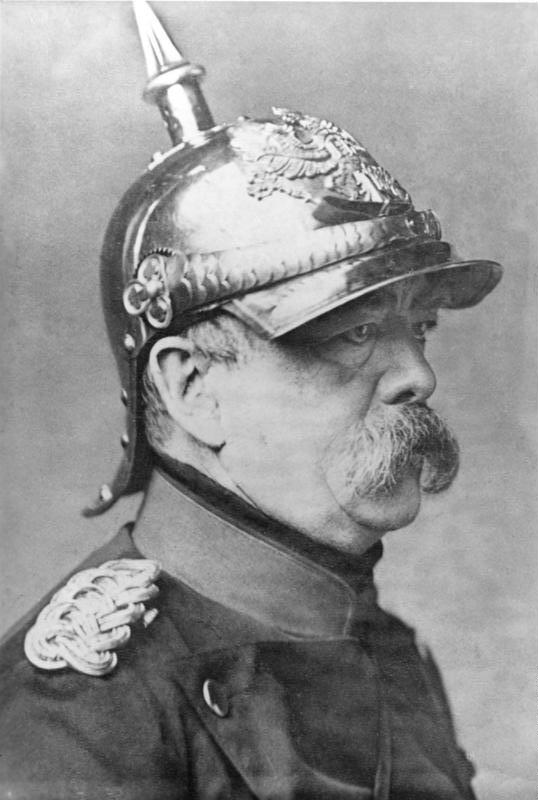
Отто фон Бісмарк, райхсканцлер Німеччини.

Зі своєї бази в Пруссії Отто фон Бісмарк у 1860-х роках розгорнув серію коротких вирішальних воєн, які об'єднали більшість німецьких держав (за винятком Австрії) у могутню Німецьку імперію. До 1871 року він використовував дипломатію балансу сил, щоб зберегти нову роль Німеччини та зберегти мир у Європі. Нова Німецька імперія швидко індустріалізувала та кинула виклик Британській імперії за економічне лідерство. Бісмарка було усунено з посади в 1890 році агресивним молодим кайзером Вільгельмом II, який проводив підривну зовнішню політику, яка розділила Європу на конкуруючі табори. Ці конкуруючі табори вступили у війну один з одним у 1914 році.

##### Австрійська та Російська імперії
Сила націоналізму у створенні нових держав була непереборною в XIX столітті, і цей процес міг призвести до краху за відсутности сильного націоналізму. Австро-Угорщина мала перевагу розміру та великої армії, але численні недоліки: суперники з чотирьох сторін, нестабільні фінанси, роздроблене населення, слабка промислова база та мінімальні військово-морські ресурси. Вона справді мала перевагу хороших дипломатів, прообразом яких був Меттерніх. Вони застосували грандіозну стратегію виживання, яка врівноважувала різні сили, встановлювала буферні зони та підтримувала імперію Габсбурґів, незважаючи на війни з османами, Фрідріхом Великим, Наполеоном і Бісмарком, аж до Першої світової війни. Імперія миттєво розпалася на кілька держав, заснованих на етнічному націоналізмі та принципі самовизначення.
Російська імперія також об'єднала безліч мов і культур, тому її військова поразка в Першій світовій війні призвела до численних війн, у результаті яких утворилися суверенні держави Фінляндія, Латвія, Литва, Естонія та Польща, а також на короткий час існували такі держави як Українська Народна Республіка, Республіка Вірменія, Грузинська Демократична Республіка та Азербайджанська Демократична Республіка.

#### Еміграція

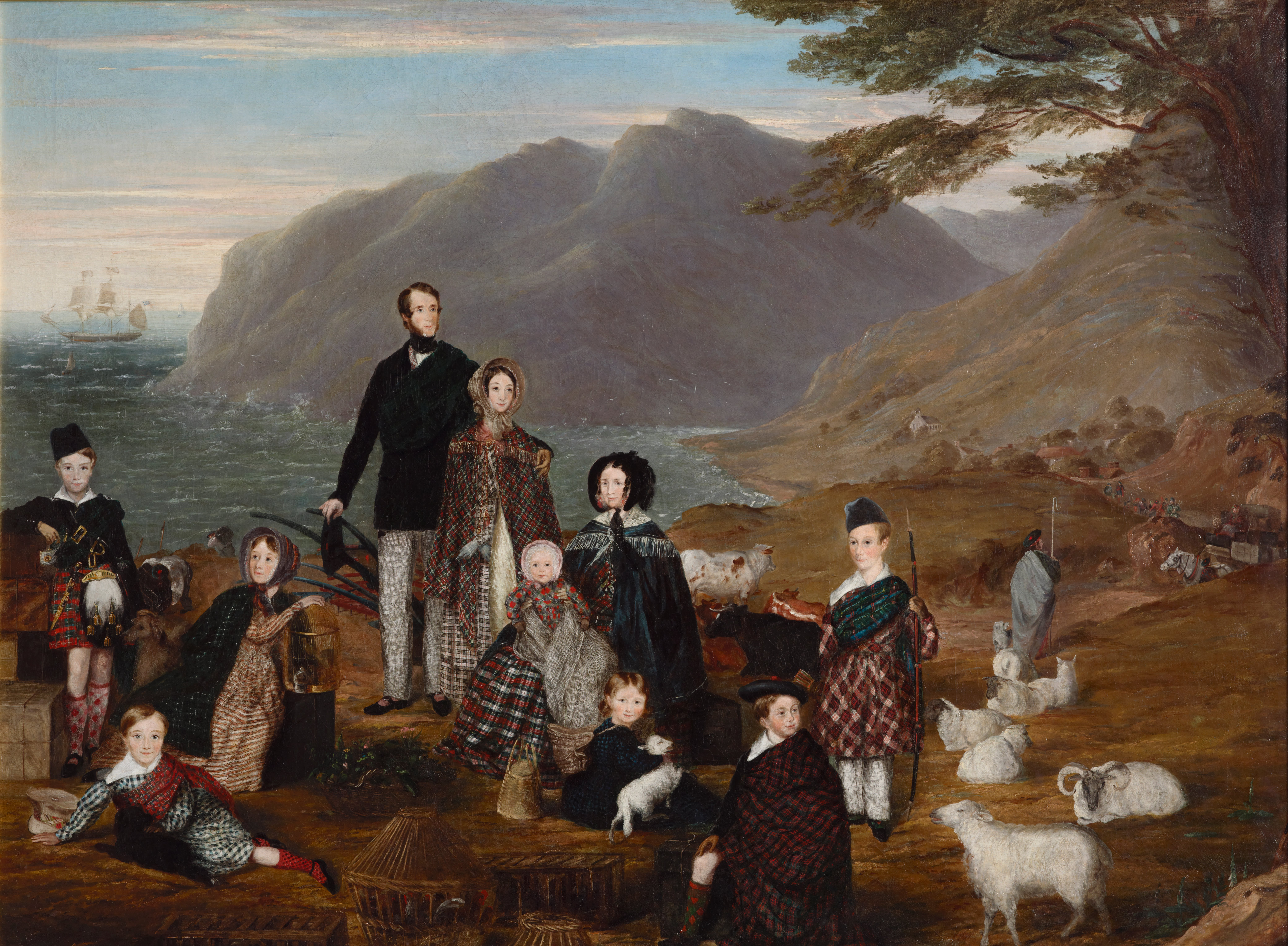
Сім'я шотландських горців мігрує до Нової Зеландії.

У XIX та XX століттях відбулася масова європейська еміграція до Америки, Південної Африки, Австралії та Нової Зеландії в результаті драматичного демографічного переходу в Європі XIX століття, наступних війн і політичних змін на континенті. Від кінця наполеонівських війн у 1815 році до кінця Першої світової війни у 1918 році мільйони європейців емігрували. З них 71 % вирушили до Північної Америки, 21 % до Центральної та Південної Америки та 7 % до Австралії. Близько 11 мільйони цих людей виїхали до Латинської Америки, з яких 38 % були італійцями, 28 % були іспанцями та 11 % були португальцями.

#### Імперіалізм

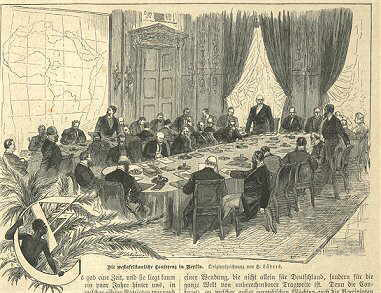
Берлінська конференція (1884) на чолі з Отто фон Бісмарком, яка регулювала європейську колонізацію в Африці в період нового імперіалізму.

Колоніальні імперії були продуктом епохи європейських відкриттів у XV столітті. Початковим поштовхом цих розрізнених морських імперій і наступних за ними була торгівля. І Португальська і Іспанська імперії швидко перетворилися на перші глобальні політичні та економічні системи з територіями, розкиданими по всьому світу.
Наступні великі європейські колоніальні імперії включали Французьку, Нідерландську та Британську. Остання, зміцнившись у період британської морської гегемонії в XIX столітті, стала найбільшою імперією в історії завдяки вдосконаленим технологіям океанського транспорту того часу, а також електронному зв'язку. У період свого розквіту в 1920 році Британська імперія охоплювала чверть території Землі та становила чверть її населення. Інші європейські держави, такі як Бельгія, Німеччина та Італія, також прагнули до колоніальних імперій (переважно в Африці), але вони були меншими. Московія побудувала свою Російську імперію шляхом сухопутних завоювань у Східній Європі та Азії.
До середини XIX століття Османська імперія занепала. Це спровокувало Кримську війну 1854 року та початок більш напруженого періоду дрібних зіткнень між всесвітніми імперіями Європи. У другій половині XIX століття Сардинське королівство та Королівство Пруссія провели серію війн, у результаті яких Італія та Німеччина були створені як національні держави, що суттєво змінило баланс сил у Європі. З 1870 року Отто фон Бісмарк розпочав німецьку гегемонію, яка поставила Францію в критичну ситуацію. Вона повільно відновлювала свої відносини, шукаючи союзи з Британською та Російською імперіями, щоб контролювати зростаючу могутність Німеччини. Таким чином у Європі утворилися дві протиборчі сторони — Троїстий союз 1882 року (Німецька імперія, Австро-Угорщина та Королівство Італія) та Антанта 1907 року (Британська імперія, Третя французька республіка та Російська імперія), нарощуючи військові сили та союзи.

## Новітня історія

### 1914—1945 роки: дві світові війни

#### Перша світова війна

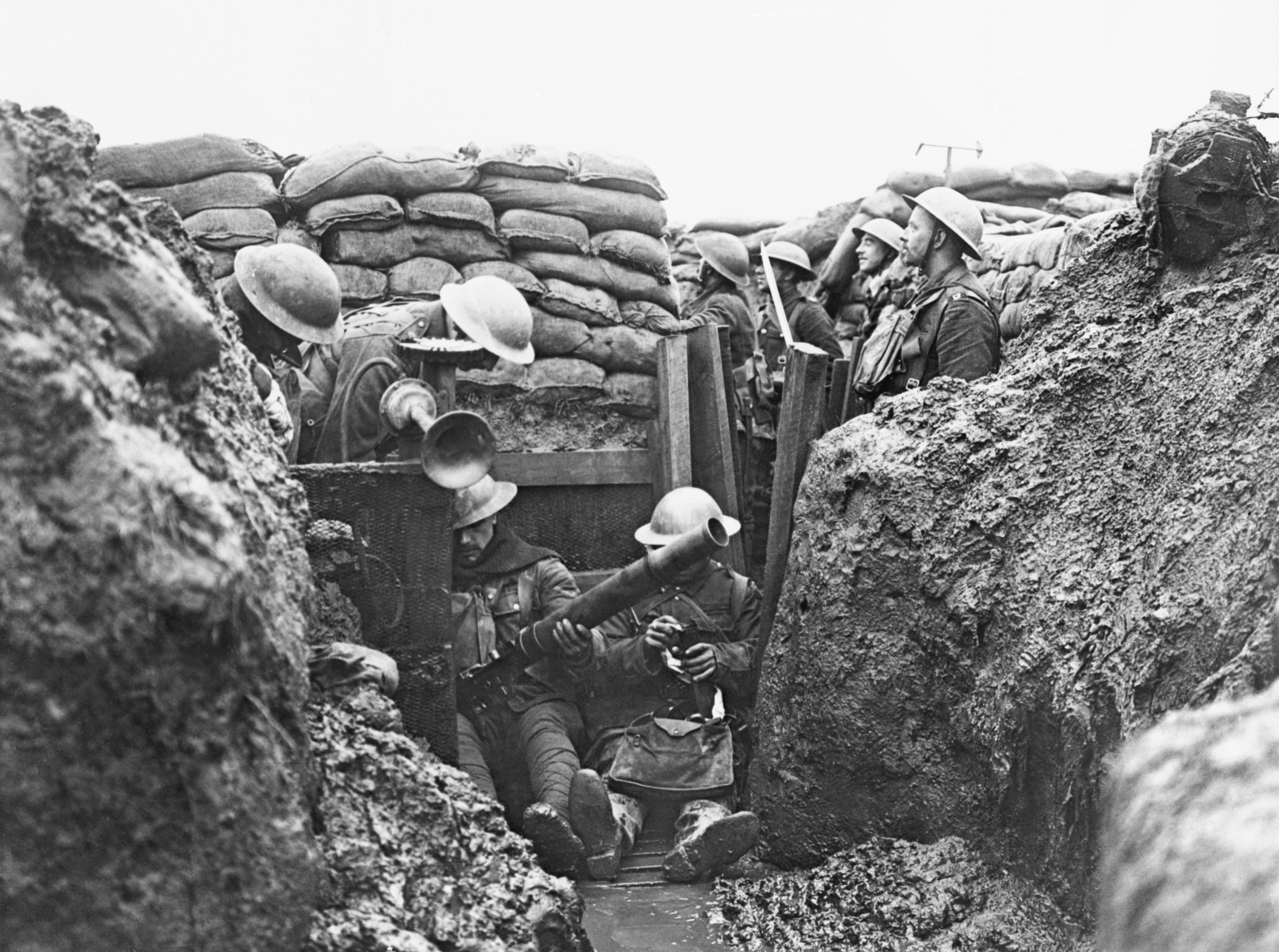
Окопи та мішки з піском були захистом від кулеметів і артилерії на Західному фронті, 1914—1918 рр.

Після відносного миру, який тривав більшу частину XIX століття, суперництво між європейськими державами, посилене зростанням націоналізму серед етнічних груп, вибухнуло в 1914 році, коли почалася Перша світова війна. З 1914 по 1918 рік було мобілізовано понад 65 мільйонів європейських солдатів; 20 загинули мільйони солдатів і мирних жителів. З одного боку були Німецька імперія, Австро-Угорщина, Османська імперія та Третє Болгарське царство (Центральні держави / Троїстий союз), а з іншого боку стояли Королівство Сербія та Троїста Антанта (Франція, Сполучене Королівство та Російська імперія), до яких у 1915 році приєдналося Королівство Італія, Румунське королівство в 1916 році і Сполучені Штати в 1917 році. На Західному фронті велися особливо жорстокі бої без будь-яких територіальних здобутків з обох сторін. Поодинокі битви, такі як Верденська битва і битва на Соммі вбили сотні тисяч людей. Російська імперія зазнала краху під час Лютневої революції 1917 року, і Німецька імперія заявила про перемогу на Східному фронті. Після восьми місяців ліберального правління Жовтнева революція привела до влади Владимира Леніна та більшовиків, що призвело до радянської окупації Української Народної Республіки та створення Радянського Союзу. Зі вступом  Сполучених Штатів Америки у війну в 1917 році та провалом німецького стоденного наступу навесні 1918 року Німецька імперія втратила робочу силу. Союзники Німецької імперії, Австро-Угорщина та Османська імперія, капітулювали та розпалися, а за ними і Німецька імперія 11 листопада 1918 року.

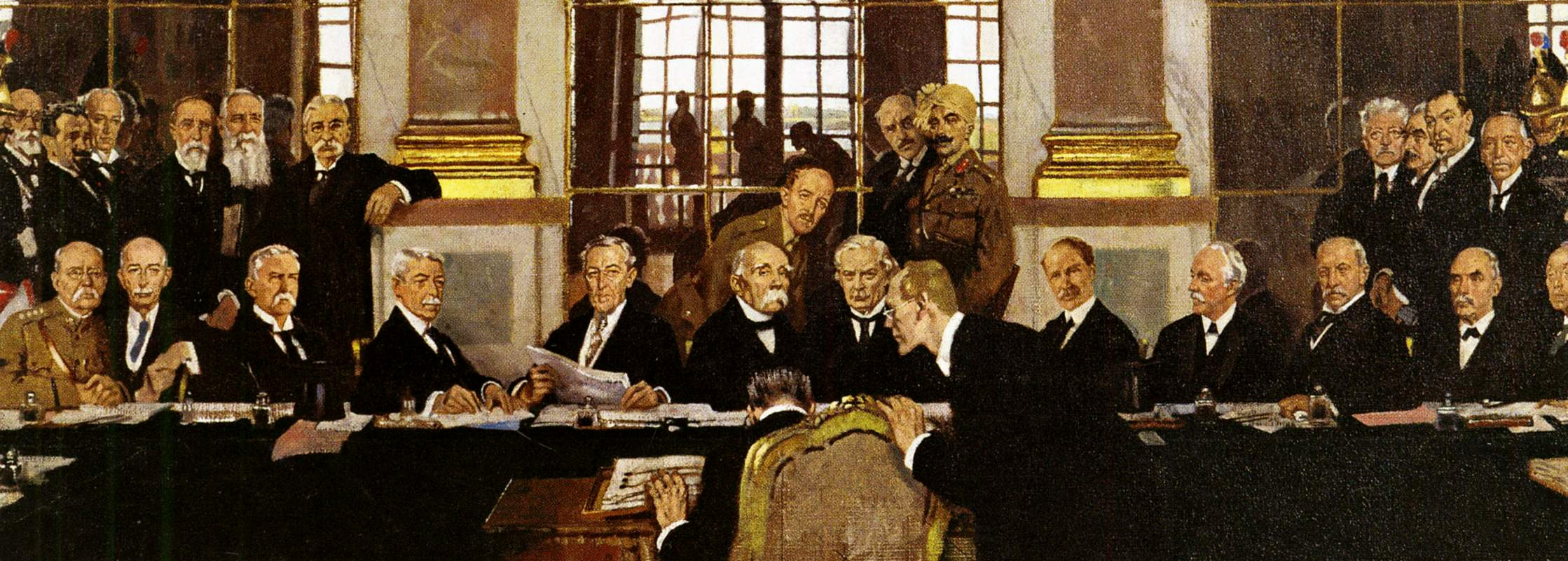
Фрагмент картини Вільяма Орпена «Підписання миру в дзеркальній залі», Версаль, 28 червня 1919 року, що показує підписання мирного договору другорядним німецьким чиновником навпроти представників держав-переможниць.

Перша світова війна була завершена переможцями на Паризькій мирній конференції 1919 року. Основними рішеннями були створення Ліги Націй; мирні договори з переможеними ворогами, насамперед Версальський договір з Німеччиною; передання заморських володінь Німеччини та Османської імперії як «мандатів», головним чином Британії та Франції; і проведення нових національних кордонів, щоб краще відображати сили націоналізму. Декілька держав повинні були підписати договори про права меншин. Сам Версальський договір послабив військову міць Рейхсверу та поклав на неї повну провину за війну та дорогі репарації — приниження та образа в Німеччині, ймовірно, були однією з причин успіху нацистів і опосередковано причиною Другої світової війни.

#### Міжвоєнний період

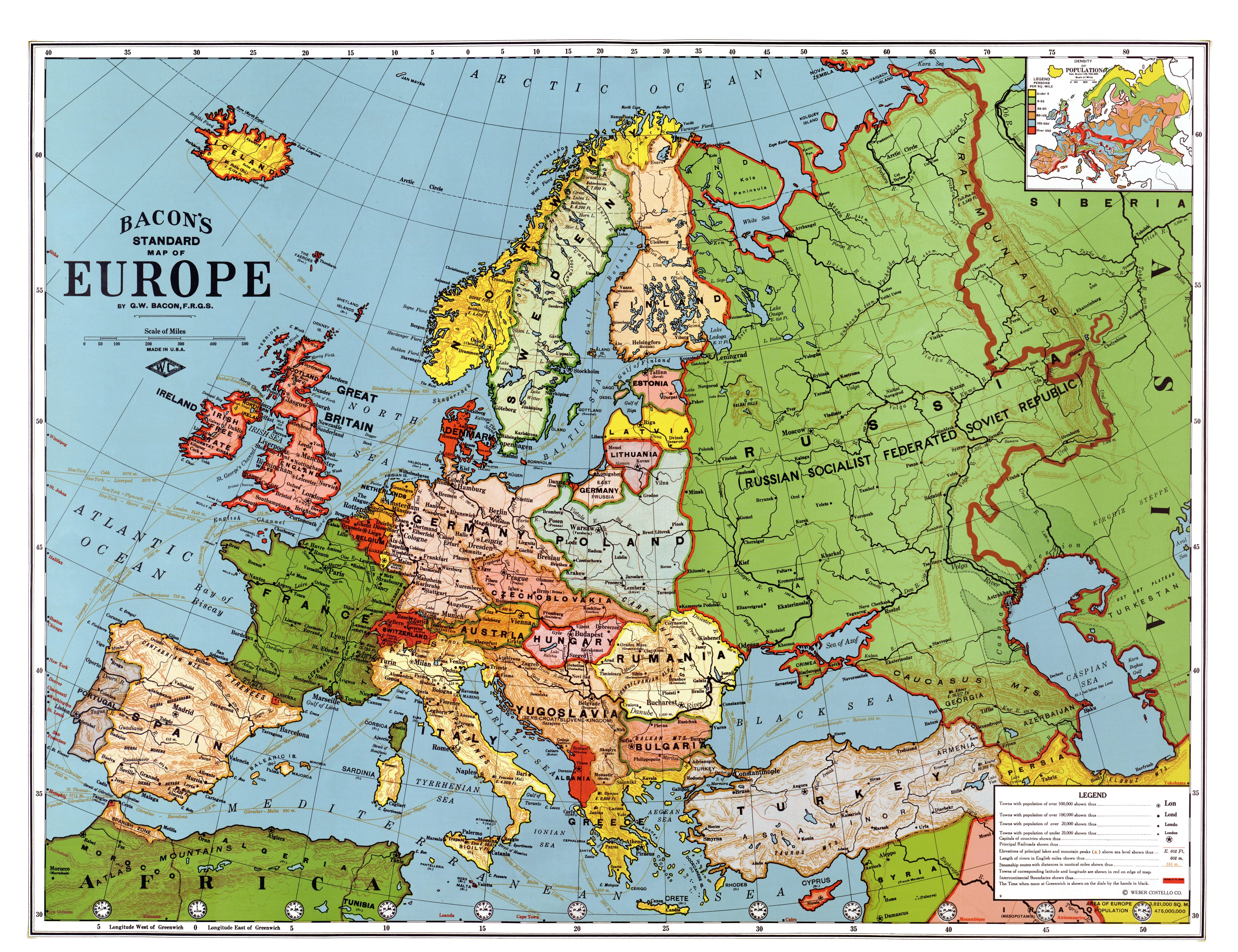
Політична мапа Європи, 1923

У Версальському договорі (1919) переможці визнали нові держави (Польська Республіка, Перша Чехословацька Республіка, Угорське королівство, Перша Австрійська Республіка, Королівство Югославія, Фінляндія, Естонія, Латвія, Литва), створені в Центральній Європі з неіснуючих Німецької, Австро-Угорської та Російської імперій, заснованих на національному (етнічному) самовизначенні. Це була мирна епоха з кількома невеликими війнами до 1922 року, такими як радянсько-українська війна (1917—1921) і польсько-радянська війна (1919—1921). Процвітання було повсюдним, і великі міста підтримували молодіжну культуру під назвою «Ревучі двадцяті» або «Епоха джазу».
Здавалося, що перемога союзників у Першій світовій війні означала тріумф лібералізму. Історик Мартін Блінкгорн стверджує, що ліберальні теми були домінуючими з точки зору культурного плюралізму, релігійної та етнічної терпимости, національного самовизначення, вільної ринкової економіки, представницького та відповідального уряду, вільної торгівлі, профспілкового руху та мирного вирішення міжнародних суперечок через новий орган, Ліга Націй. Проте вже в 1917 році новий комуністичний рух кинув виклик новому ліберальному порядку. Комуністичні повстання були переможені скрізь, крім Росії, яка ще й окупувала Українську Народну Республіку. Італія прийняла авторитарну диктатуру, відому як фашизм, у 1922 році. Авторитарні режими прийшли на зміну демократії в 1930-х роках у нацистській Німеччині, Португалії, Австрії, Польщі, Греції, балтійських державах та франкістській Іспанії. До 1940 року на європейському континенті залишилося лише чотири ліберальні демократії: Франція, Фінляндія, Швейцарія та Швеція.

##### Велика депресія: 1929–39 роки

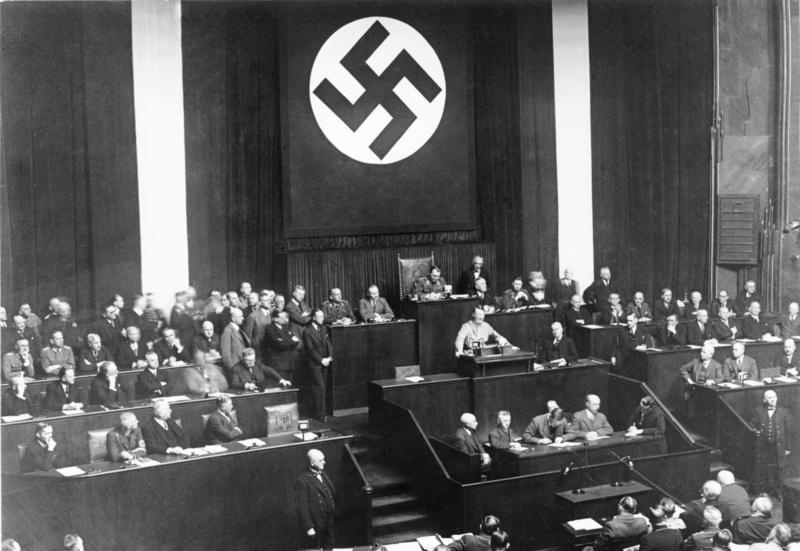
Адольф Гітлер під час виступу в Рейхстазі 23 березня 1933 року.

Після біржового краху на Волл-стріт 1929 року більша частина світу потонула у Великій депресії; ціни та прибутки впали, а безробіття різко зросло. Найбільше постраждали сектори важкої промисловости, експортоорієнтованого сільського господарства, гірничодобувної та лісозаготівельної промисловости та будівництва. Світова торгівля впала на дві третини.
У більшості держав Європи звернулися до диктаторів і авторитарних режимів. Найзначніша зміна уряду відбулася, коли Гітлер прийшов до влади в Німеччині в 1933 році. Основною інституцією, яка мала забезпечити стабільність, була Ліга Націй, створена в 1919 році. Однак Ліга Націй не змогла вирішити жодної серйозної кризи, підірвана войовничістю нацистської Німеччини, імперської Японії, Радянського Союзу та Італії Муссоліні, а також неучастю Сполучених Штатів Америки.

#### Друга світова війна

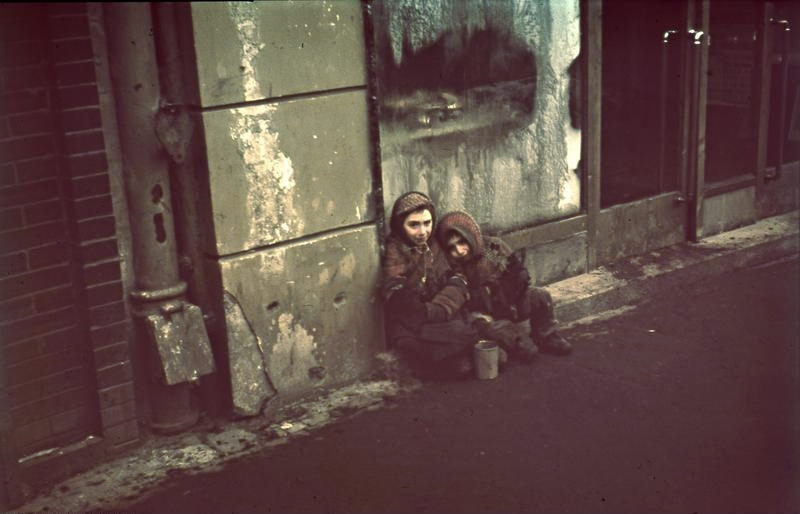
Голодні єврейські діти у Варшавському ґетто (1940—1943).

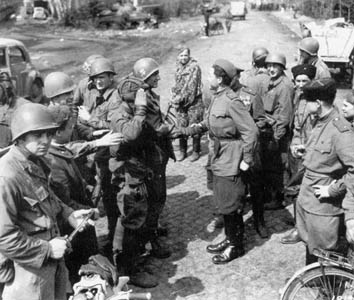
Американські та радянські війська зустрічаються у квітні 1945 року на схід від річки Ельба.

У 1938 році Адольф Гітлер анексував Судетську область. У Мюнхенській угоді Сполучене Королівства та Франція прийняли політику умиротворення, але Німеччина згодом анексувала решту Чехословаччини. Після унії з Японією в Антикомінтернівському пакті, а потім також з Італією Беніто Муссоліні в «Сталевому пакті» і, нарешті, підписавши пакт Молотова — Ріббентропа з Радянським Союзом у серпні 1939 року, Гітлер розпочав Другу світову війну 1 вересня 1939 року нападом на Польську Республіку. Сполучене Королівство та Франція оголосили війну Німеччині, але в період «Дивної війни» бойових дій було мало. Війна почалася всерйоз навесні 1940 року з успішних блискавичних анексій Данії, Норвегії, Нідерландів і Франції. Британія перемогла повітряні атаки Німеччини в битві за Британію. Метою Гітлера був контроль над Східною Європою, але напад на Радянський Союз було відкладено до червня 1941 року, хоча вермахт був зупинений поблизу Москви в грудні 1941 року.
Протягом наступного року німці почали терпіти серію поразок. Війна вирувала між державами Осі (Німеччина, Італія та Японія) та союзними силами (Британська імперія, Радянський Союз і Сполучені Штати). Союзники здобули перемогу в Північній Африці, вторглися в Італію в 1943 році, а в 1944 році звільнили Францію. У 1945 році на саму Німеччину зі сходу вторгся Радянський Союз, а з заходу — інші союзники. Коли Червона армія захопила Рейхстаг у битві за Берлін, Гітлер покінчив життя самогубством, а нацистська Німеччина капітулювала. Друга світова війна була найбільш смертоносним конфліктом в історії людства, спричинивши від 50 до 80 мільйонів смертей, більшість з яких були цивільними (приблизно 38-55 мільйонів).
Цей період ознаменувався також систематичним геноцидом. У 1942—1945 роках, окремо від смертей, пов'язаних з війною, нацисти вбили понад 11 мільйонів цивільних осіб, ідентифікованих за допомогою переписів із підтримкою IBM, включаючи більшість євреїв і циган Європи, мільйони слов'ян, людей гомосексуальної орієнтації, Свідків Єгови, людей з обмеженими можливостями та політичних ворогів. Тим часом у 1930-х роках радянська система примусової праці, висилки та геноциду Голодомору в Україні мали подібну кількість смертей. Мільйони мирних жителів постраждали від примусових переселень.

### Епоха холодної війни

Політична мапа Європи, 1960 рік.

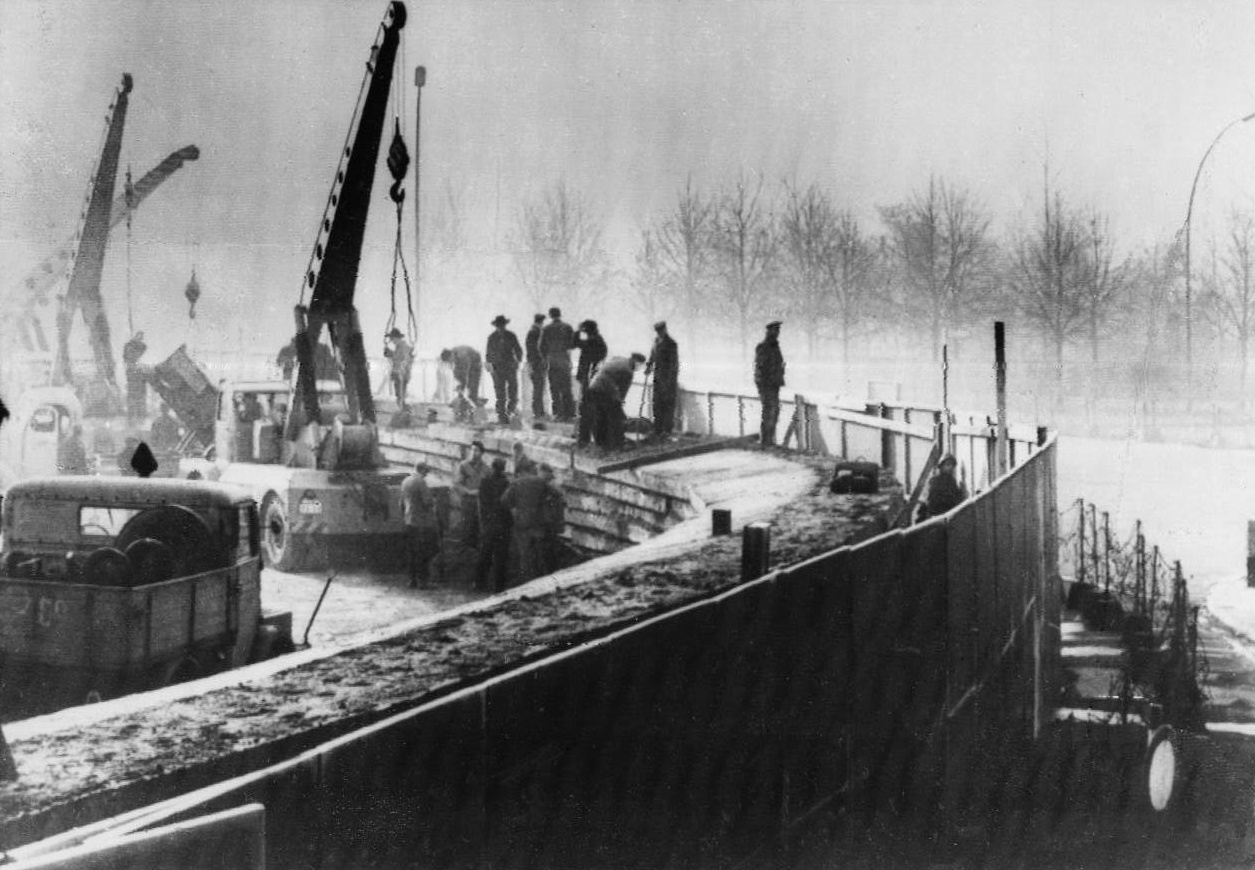
Східнонімецькі будівельники будують Берлінську стіну, 20 листопада 1961 року.

Світові війни поклали край чільному становищу Англії, Франції та Німеччини в Європі та світі. На Ялтинській конференції Європа була поділена на сфери впливу між державами-переможцями у Другій світовій війні, і незабаром стала головною зоною розбрату в холодній війні між західними країнами та Східним блоком. США та більшість європейських ліберальних демократій створили військовий альянс НАТО. Пізніше Радянський Союз та його сателіти у 1955 році створили Варшавський пакт. У Варшавського пакту були набагато більші наземні сили, але американо-франко-британські ядерні парасолі захищали НАТО.
Держави радянського типу були насаджені Червоною армією на Сході Європи, тоді як парламентська демократія стала панівною на Заході. Більшість істориків вказують, що успіх насадження комуністичних ідей відбувся як результат виснаження війною та попередніми диктатурами, а також як реакція на постійні марні обіцянки подальшого економічного процвітання.

#### Економічне відновлення

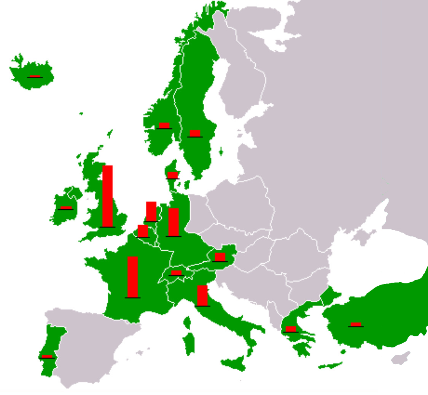
План Маршалла в доларах.

Сполучені Штати Америки віддали близько 20 доларів мільярдів у вигляді грантів за планом Маршалла та іншого фінансування Західній Європі з 1945 по 1951 рік. Історик Майкл Дж. Гоґан стверджує, що американська допомога мала вирішальне значення для стабілізації економіки та політики Західної Європи. Це принесло сучасний менеджмент, який різко підвищив продуктивність і заохочував співпрацю між працівниками та керівництвом, а також між державами. Місцеві комуністичні партії були проти, і вони втратили престиж, вплив і роль в уряді після такого виступу. У стратегічному плані, як вважав пан Гоґан, план Маршалла зміцнив Захід проти можливости радянського вторгнення або політичного захоплення. Проте роль плану Маршалла у швидкому відновленні є дискусійною. Більшість відкидає ідею, що тільки цей план дивним чином відродив Європу, оскільки докази показують, що загальне відновлення вже відбувалося і до цього. Історики економіки Бредфорд Де Лонґ і Баррі Айхенґрін роблять висновок:
|  | Він був недостатньо великим, щоб істотно прискорити відновлення шляхом фінансування інвестицій, допомоги у відбудові пошкодженої інфраструктури або усунення вузьких місць на ринку сировинних товарів. Проте ми стверджуємо, що план Маршалла відіграв важливу роль у створенні основи для швидкого зростання Західної Європи після Другої світової війни. Умови, пов’язані з наданням допомоги за планом Маршалла, підштовхнули європейську політичну економію в такому напрямку, який залишив «змішану економіку» після Другої світової війни з більшою кількістю «ринку» та меншою кількістю «контролю». |

Радянський Союз зосередився на власному відновленні. Радянська влада захопила та передала більшість німецьких промислових заводів і вимагала від Східної Німеччини, Угорщини, Румунії та Болгарії воєнних репарацій. Радянський Союз використовував торгові домовленості, навмисно створені на користь Радянського Союзу. Москва контролювала комуністичні партії, які керували державами-сателітами. Історик Марк Крамер робить висновок:
|  | Чистий відтік ресурсів зі Східної Європи до Радянського Союзу становив приблизно 15–20 мільярдів доларів США в перше десятиліття після Другої світової війни, що приблизно дорівнює загальній допомозі, наданій Сполученими Штатами Америки Західній Європі за планом Маршалла. |

Оглядаючи півстоліття після війни, історик Волтер Лакер зробив висновок:
|  | Післявоєнні покоління європейських еліт мали на меті створити більш демократичні суспільства. Вони хотіли зменшити межі багатства та бідности та надати необхідні соціальні послуги у спосіб, якого не мали довоєнні покоління. Їм було цілком достатньо хвилювань і конфліктів. Протягом десятиліть багато континентальних суспільств більш-менш досягли цих цілей і мали всі підстави пишатися своїм успіхом Європи, який ґрунтувався на недавньому болісному досвіді; перш за все, воно ґрунтувалося на почутті європейської ідентичности та спільних цінностях – принаймні так здавалося в той час. |

Післявоєнний період засвідчив значне підвищення життєвого рівня західноєвропейського робітничого класу.
У 1970-х роках промислові держави Західної Європи постраждали від глобальної економічної кризи. Причини включали застарілу важку промисловість, раптове високі ціни на енергоносії, що спричинило різку інфляцію, неефективні націоналізовані залізниці та важку промисловість, відставання комп'ютерних технологій, високий дефіцит державного бюджету та зростаючі заворушення, очолювані войовничими профспілками. Західна Німеччина та Швеція прагнули створити соціальний консенсус, що стояв за поступовою реструктуризацією. Зусилля Західної Німеччини виявилися дуже успішними. У Сполученому Королівстві під час прем’єрства Маргарет Тетчер рішенням була шокова терапія, високі процентні ставки, жорстка економія та розпродаж неефективних корпорацій, а також державного житла. Одним із результатів стало загострення соціальної напруги в Сполученому Королівстві. Зрештою Тетчер перемогла своїх опонентів і радикально змінила британську економіку, але через суперечки тривали.

### Наш час

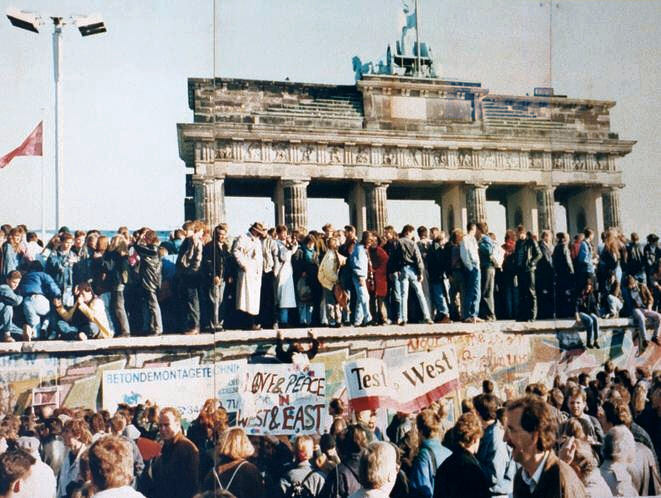
Німці стоять на вершині Берлінського муру біля Бранденбурзьких воріт, листопад 1989 р.; він почне розриватися в наступні дні.

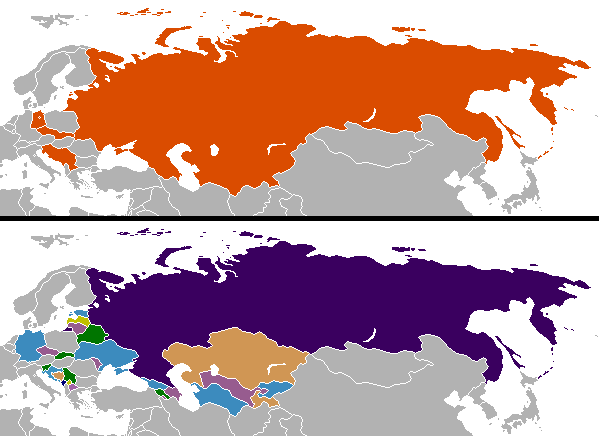
Зміни національних кордонів після закінчення холодної війни та розпаду Радянського Союзу в 1991 році.

Західна Європа розпочала економічну, а потім і політичну інтеграцію з метою об'єднати регіон і захистити його. Цей процес включав такі організації, як Європейське об'єднання вугілля та сталі та Рада Європи. Рух «Солідарність» у 1980-х роках послабив уряд у Польщі. У той час радянський лідер Михайло Горбачов ініціював перебудову та політику гласности, які послабили радянський вплив у Європі. У 1989 році після пан'європейського пікніка залізна завіса та Берлінський мур впали, а прокомуністичні уряди за межами Радянського Союзу були повалені. У 1990 році Федеративна Республіка Німеччина поглинула Східну Німеччину. У 1991 році Комуністична партія Радянського Союзу в Москві розпалася, поклавши край СРСР, який розпався на п'ятнадцять суверенних держав. Найбільш жорстокий розпад стався в Югославії. Чотири з шести югославських республік проголосили незалежність, і для більшости з них почалася жорстока війна, яка в деяких частинах тривала до 1995 року. У 2006 році Чорногорія відокремилася і стала незалежною державою. Уряд Косова в односторонньому порядку проголосив незалежність від Сербії 17 лютого 2008 року. Європейське економічне співтовариство наполягало на тіснішій інтеграції, співпраці в зовнішніх і внутрішніх справах і почало збільшувати кількість своїх членів за рахунок нейтральних і колишніх комуністичних держав. У 1993 році Маастрихтський договір заснував Європейський Союз, який прийшов на заміну Європейськім спільнотам. Нейтральні держави Австрія, Фінляндія та Швеція приєдналися до ЄС, а ті, що не приєдналися, були прив'язані до економічного ринку ЄС через Європейську економічну зону. Ці держави також ратифікували Шенґенську угоду, яка скасувала прикордонний контроль між державами-членами, утворивши Шенґенську зону. Євро було створено в 1999 році та замінило всі попередні валюти в державах-учасницях ЄС у 2002 році, утворивши єврозону.
ЄС не брала участи в югославських війнах і розділилася щодо підтримки Сполучених Штатів Америки у війні в Іраку 2003—2011 років. НАТО брало участь у війні в Афганістані, але на значно меншому рівні, ніж Сполучені Штати Америки.
У період після холодної війни НАТО та ЄС поступово приймали більшість колишніх членів Варшавського пакту. У 2004 році ЄС отримала 10 нових членів (Естонія, Латвія та Литва, які були окуповані Радянським Союзом; Чехія, Угорщина, Польща, Словаччина та Словенія, п'ять колишніх комуністичних держав; Мальта та розділений острів Кіпр). За ними йшла Болгарія та Румунія в 2007 році. Російський режим витлумачив ці розширення як порушення обіцянки НАТО не розширюватися «ні на дюйм на схід» у 1990 році. Російська Федерація брала участь у двосторонніх суперечках щодо поставок газу з Білоруссю та Україною, що поставило під загрозу постачання газу до Європейського Союзу, і вступила у війну з Грузією в 2008 році. Громадська думка в ЄС обернулася проти розширення, частково через те, що розглядалося як надмірне бажання розширення, включаючи отримання Туреччиною статусу кандидата. Європейська конституція була відхилена у Франції та Нідерландах, а потім (як Лісабонський договір) в Ірландії, хоча друге голосування пройшло в Ірландії в 2009 році.
Фінансова криза 2007—2008 років і Велика рецесія вплинули на Європу, і уряди запровадили жорстку економію. Обмежена здатність менших держав ЄС (особливо Греції) обробляти свої борги призвела до соціальних заворушень, включаючи рух проти жорсткої економії, ліквідацію урядів та фінансову неспроможність. У травні 2010 року Бундестаґ погодився надати кредит 22.4 мільярдів євро Греції протягом трьох років із застереженням, що Греція дотримується суворих заходів економії (див. Європейська боргова криза).
У 2013 році в Україні відбувся Євромайдан, який переріс у Революцію гідности через відмову уряду та президента підписувати Угоду про асоціацію України з ЄС. 16 березня в Автономній Республіці Крим і місті Севастополь відбувся незаконний референдум, який призвів до анексії Криму Російською Федерацією.
У червні 2016 року на референдумі у Сполученому Королівстві щодо членства держави в Європейському Союзі 52 % виборців проголосували за вихід із ЄС, що призвело до складного процесу відокремлення та переговорів, які призвели до політичних та економічних змін як для Сполученого Королівства, так і для інших держав. Сполучене Королівство вийшло з ЄС 31 січня 2020 року. Пізніше того ж року Європа постраждала від пандемії COVID-19.
Згідно з Wall Street Journal у 2021 році, коли Анґела Меркель пішла з посади федеральної канцлерки Німеччини після 16 років:
|  | Пані Меркель залишає по собі ослаблену Європу, регіон, прагнення якого стати третьою супердержавою здаються все більш нереалістичними. Коли вона стала канцлеркою у 2005 році, ЄС була на високому рівні: вона прийняла євро, який мав конкурувати з доларом як світова валюта, і щойно розширився, прийнявши колишніх членів радянського блоку. Сучасна ЄС, навпаки, географічно та економічно зменшена. Втративши Сполучене Королівство через Brexit, вона стикається з глибокими політичними та культурними розбіжностями, відстає у глобальній гонці за інноваціями та технологіями та все більше стискається зростаючим американсько-китайським стратегічним суперництвом. Європа вистояла частково завдяки прагматичному керуванню пані Меркель, але вона потерпала від криз протягом усього часу її перебування на посаді. |

Російська Федерація почала широкомасштабне вторгнення в Україну 24 лютого 2022 року в ході великої ескалації російсько-української війни, яка почалася ще в 2014 році з окупації Криму та війні на сході України. Це найбільша конвенційна війна в Європі з часів Другої світової війни. Наприкінці вересня 2022 року Російська Федерація провела незаконний референдум у Донецькій, Запорізькій, Луганській та Херсонській областях. 3 жовтня Державна дума Російської Федерації підтримала незаконну анексію тимчасово окупованих українських регіонів.
Після початку масштабного російського вторгнення в Україну під час російсько-української війни, держави Асоційованого тріо, а саме Україна, Молдова та Грузія, подали заявку на вступ до Європейського Союзу. 23 червня 2022 року Європейська рада надала Молдові та Україні статус кандидаток на вступ. 14 грудня 2023 року Європейська рада вирішила розпочати переговори про вступ Молдови та України, а 25 червня 2024 року відбулася перша Міжурядова конференція щодо вступу, яка розпочала фактичні перемовини. Очікується, що Україна та Молдова можуть приєднатися до ЄС протягом 2030-х років.

## Інтернет-ресурси
- Історія кельтів: цивілізація, що породила Європу